# Biserica Sfânta Treime din Vale, județul Sibiu

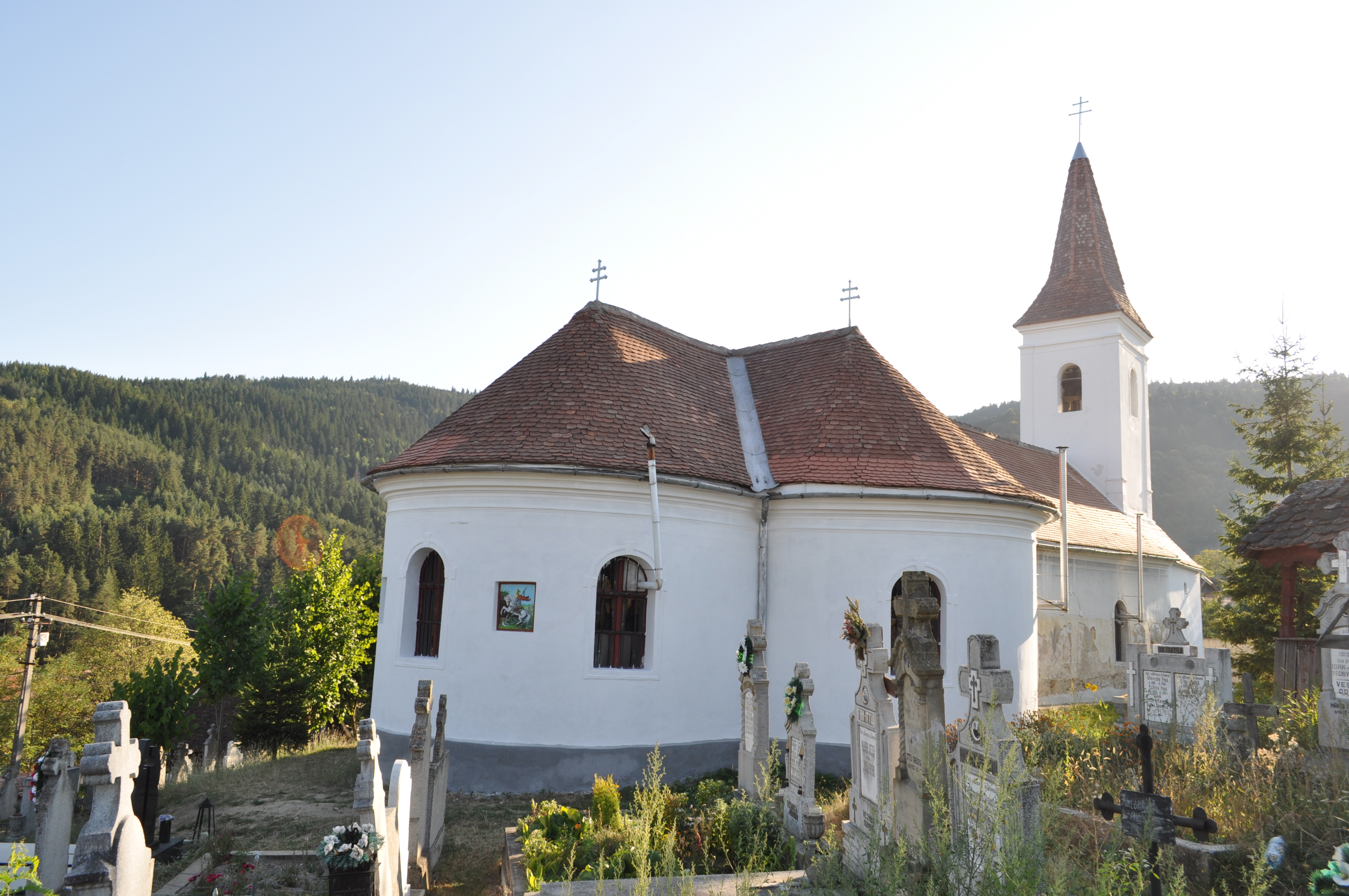
Biserica „Sfânta Treime” din Vale, județul Sibiu, foto: august 2011.

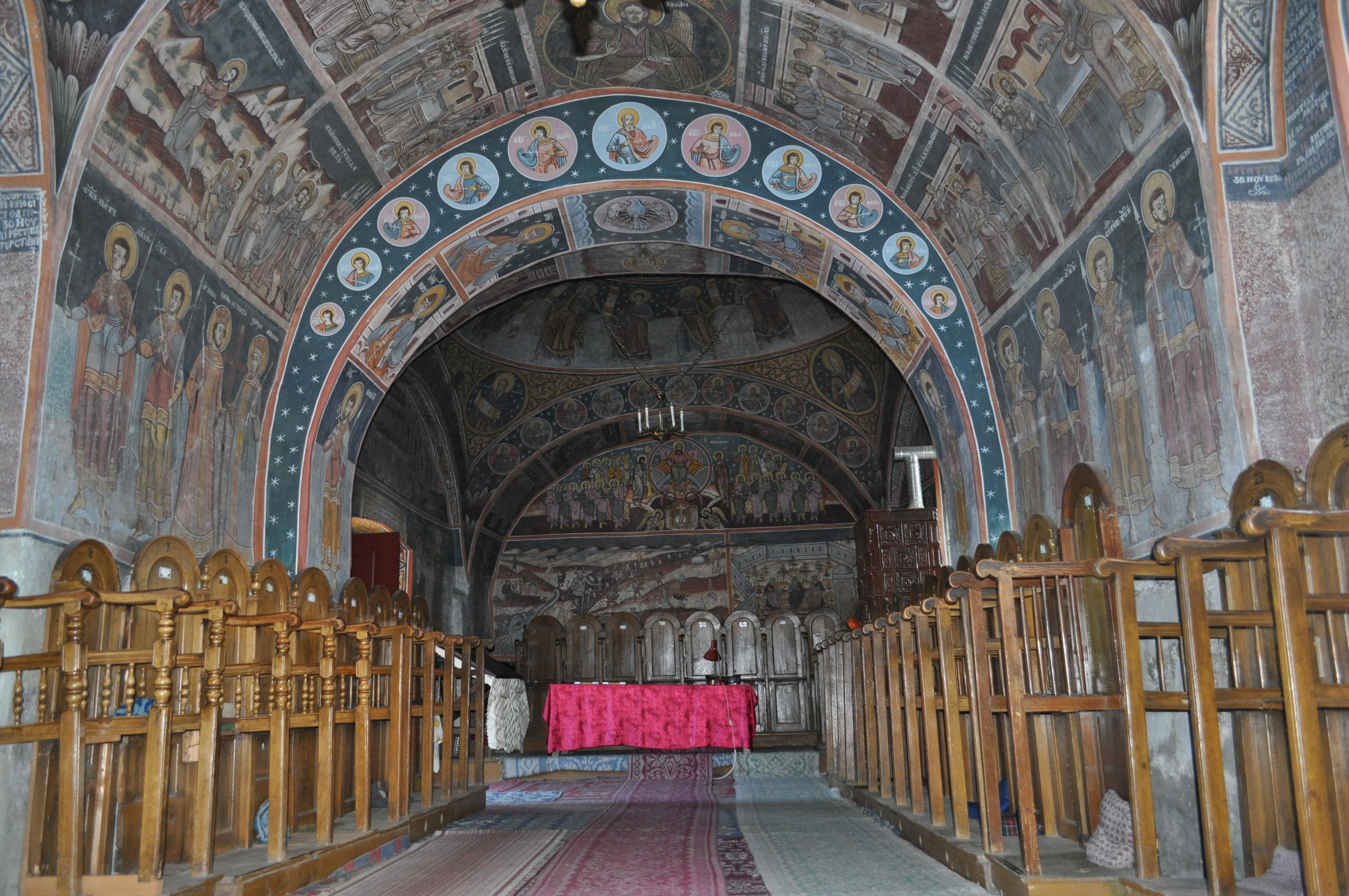
Interiorul navei

Biserica „Sfânta Treime” din Vale, județul Sibiu, a fost construită în anul 1763. Lăcașul de cult figurează pe lista monumentelor istorice 2010, cod LMI SB-II-m-B-12579.

## Localitatea
Vale, mai demult Valea, Foltești (în germană Grabendorf, Garuendorf, în maghiară Vále, Válya) este o localitate componentă a orașului Săliște din județul Sibiu, Transilvania, România. Prima mențiune documentară este din anul 1383, cu denumirea villa olachalis Graphondroph.

## Istoric și trăsături
Construită în 1763 biserica este monument istoric. Inițial a fost o biserică-sală, actualul naos fiind o construcție mai recentă.
A fost pictată în 1783 (restaurată în 1992). În exterior, pe fațada de sud a turnului, se mai păstrează o frescă semnată și datată de Popa Bucur la 1780.

## Imagini din exterior

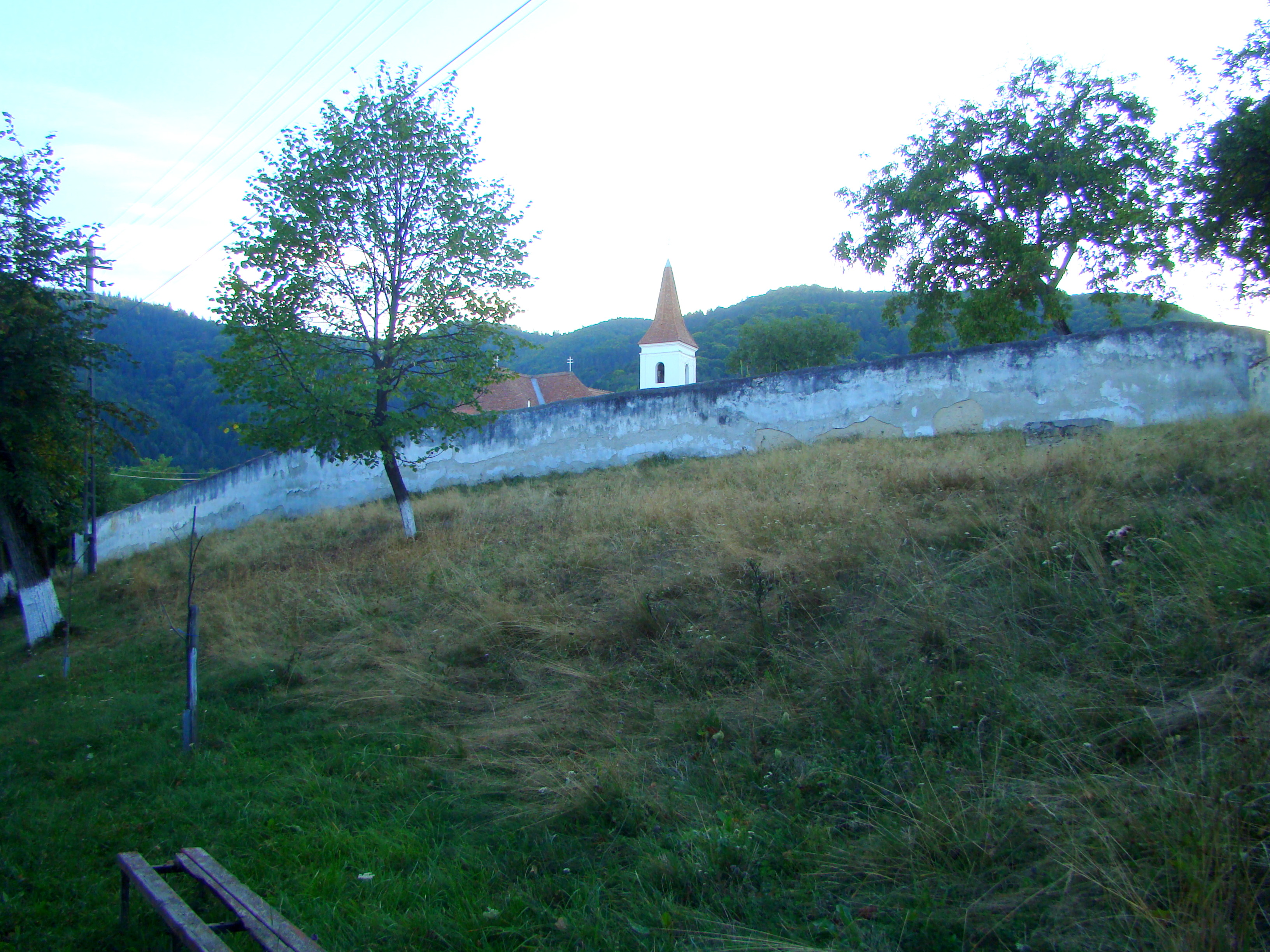
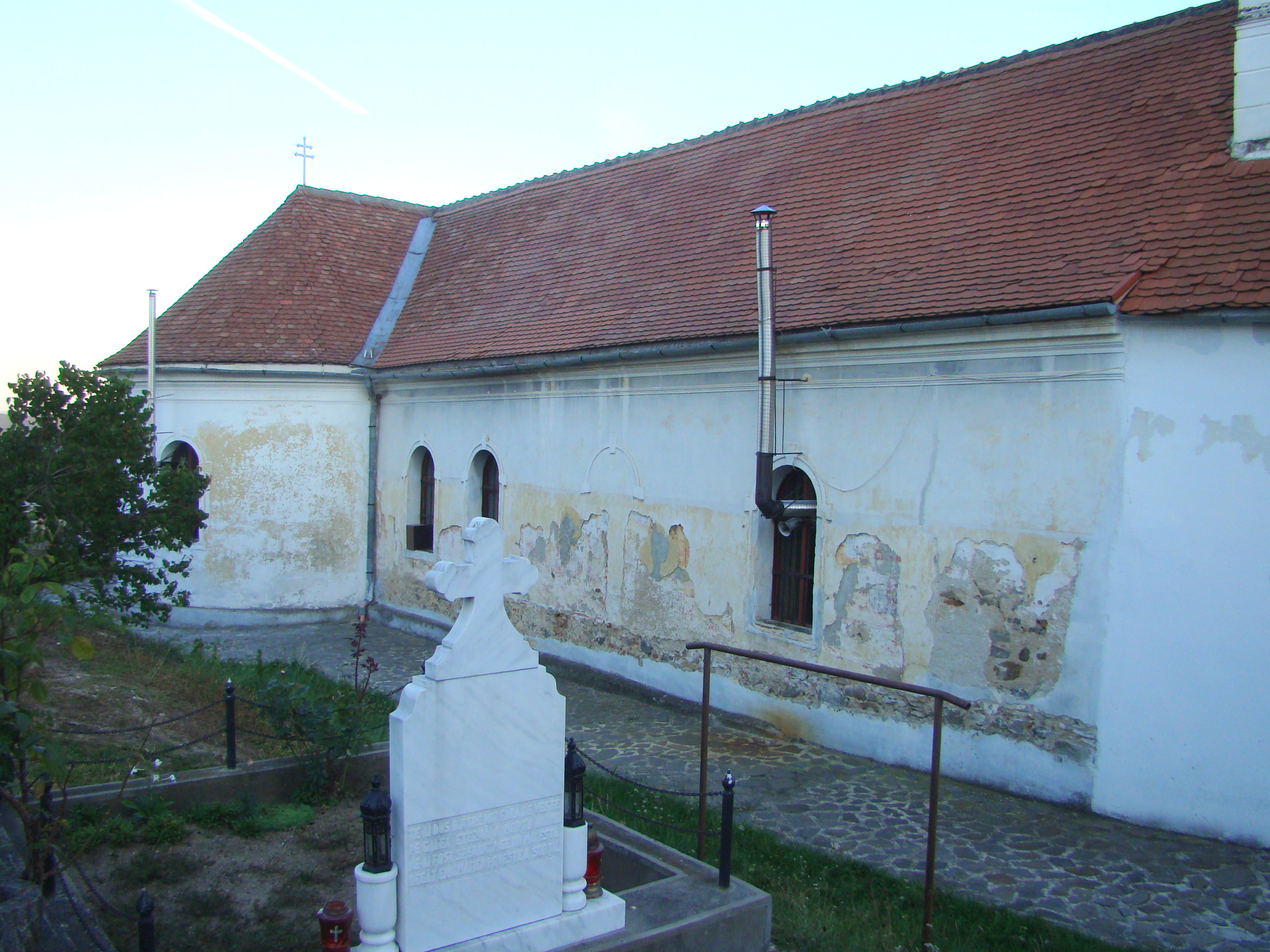
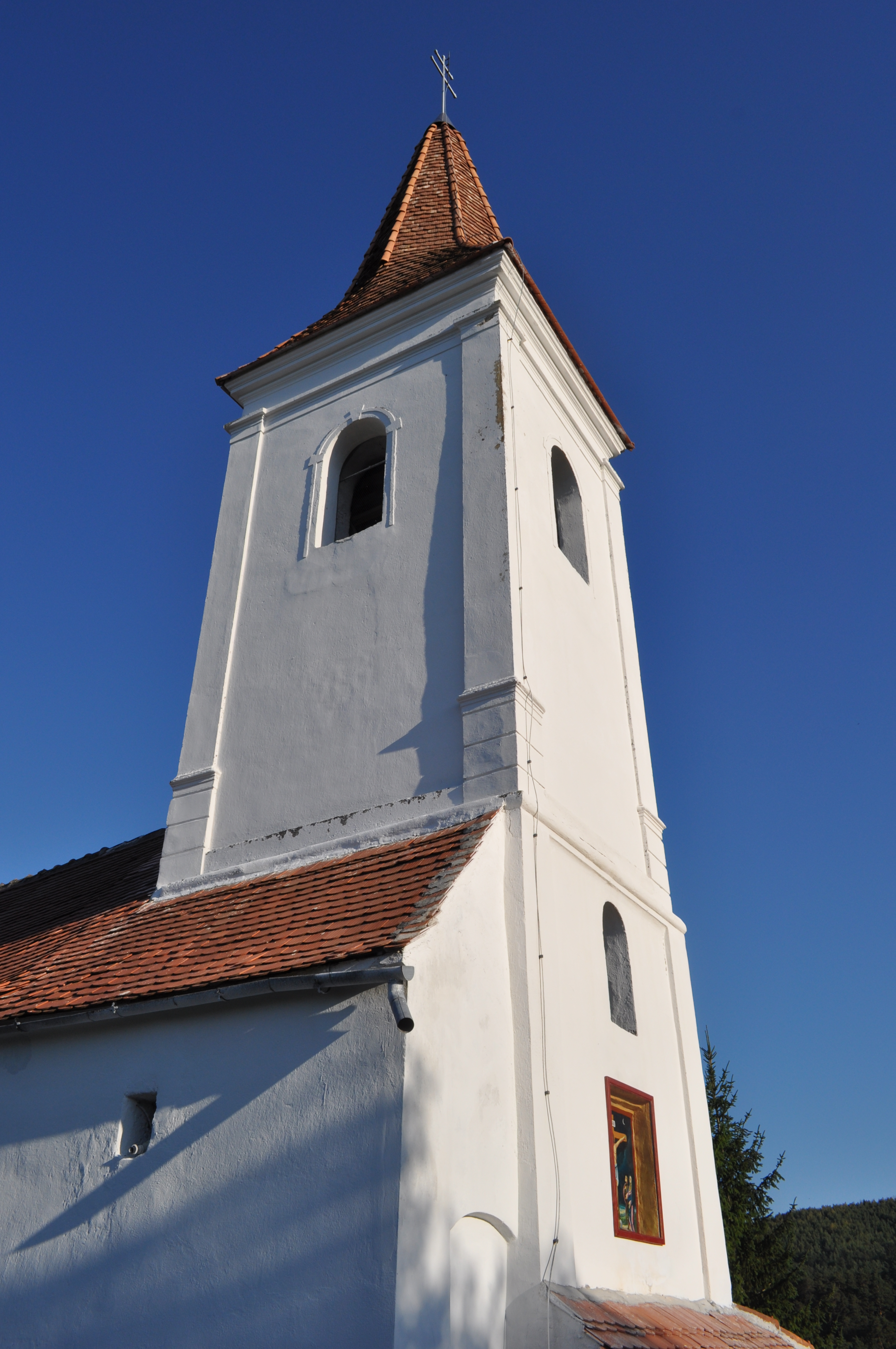
Turnul-clopotniță
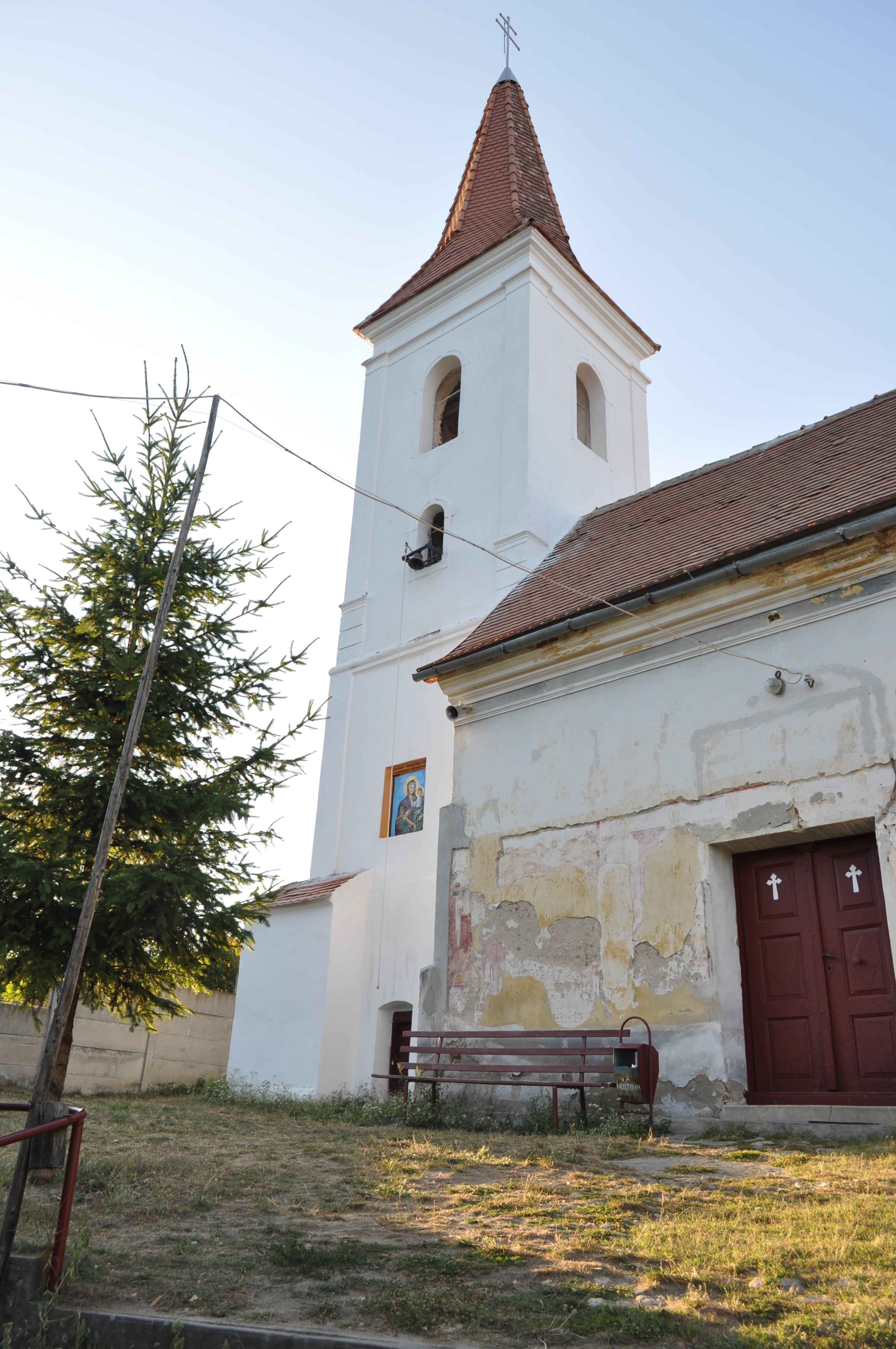
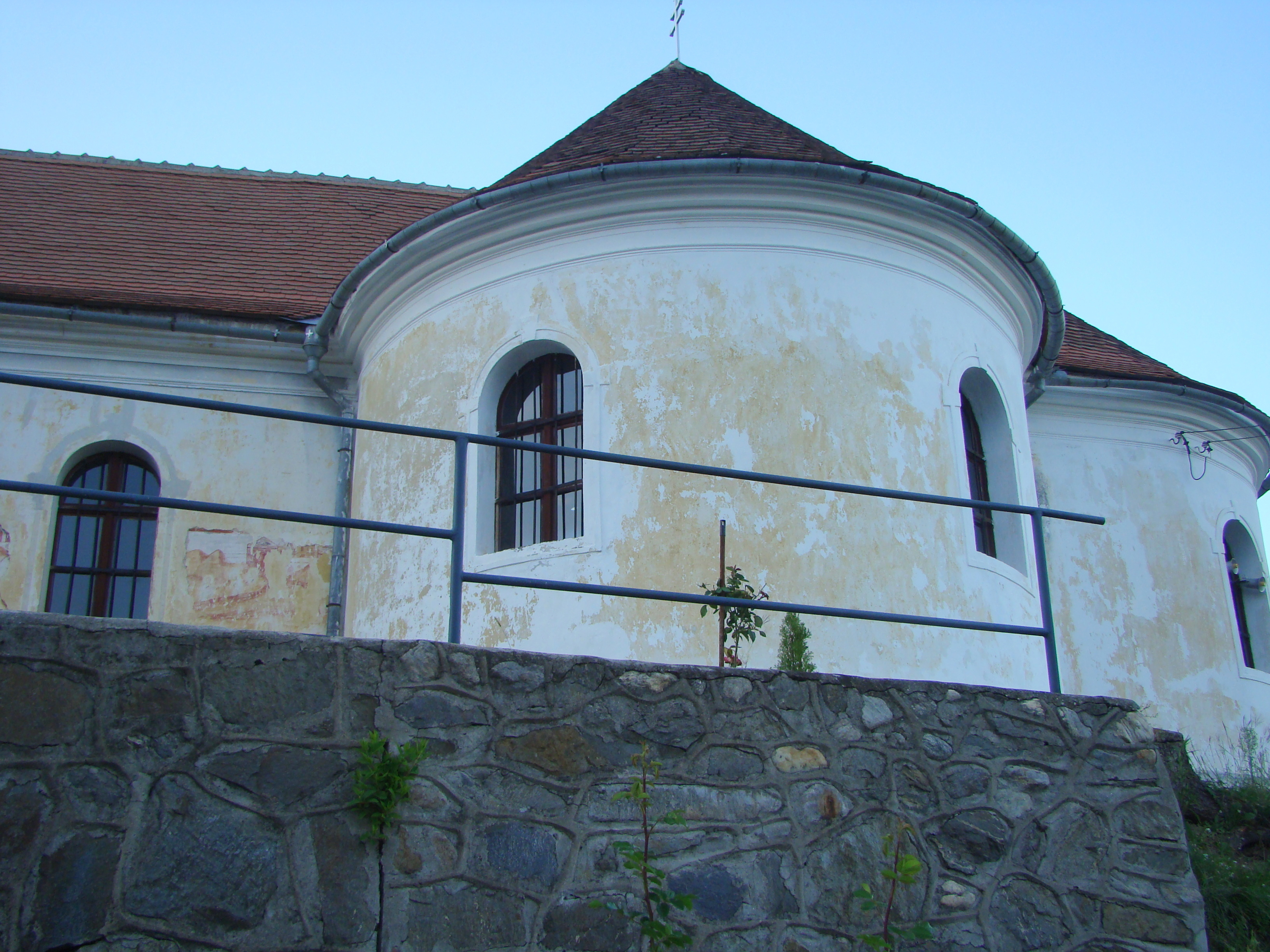
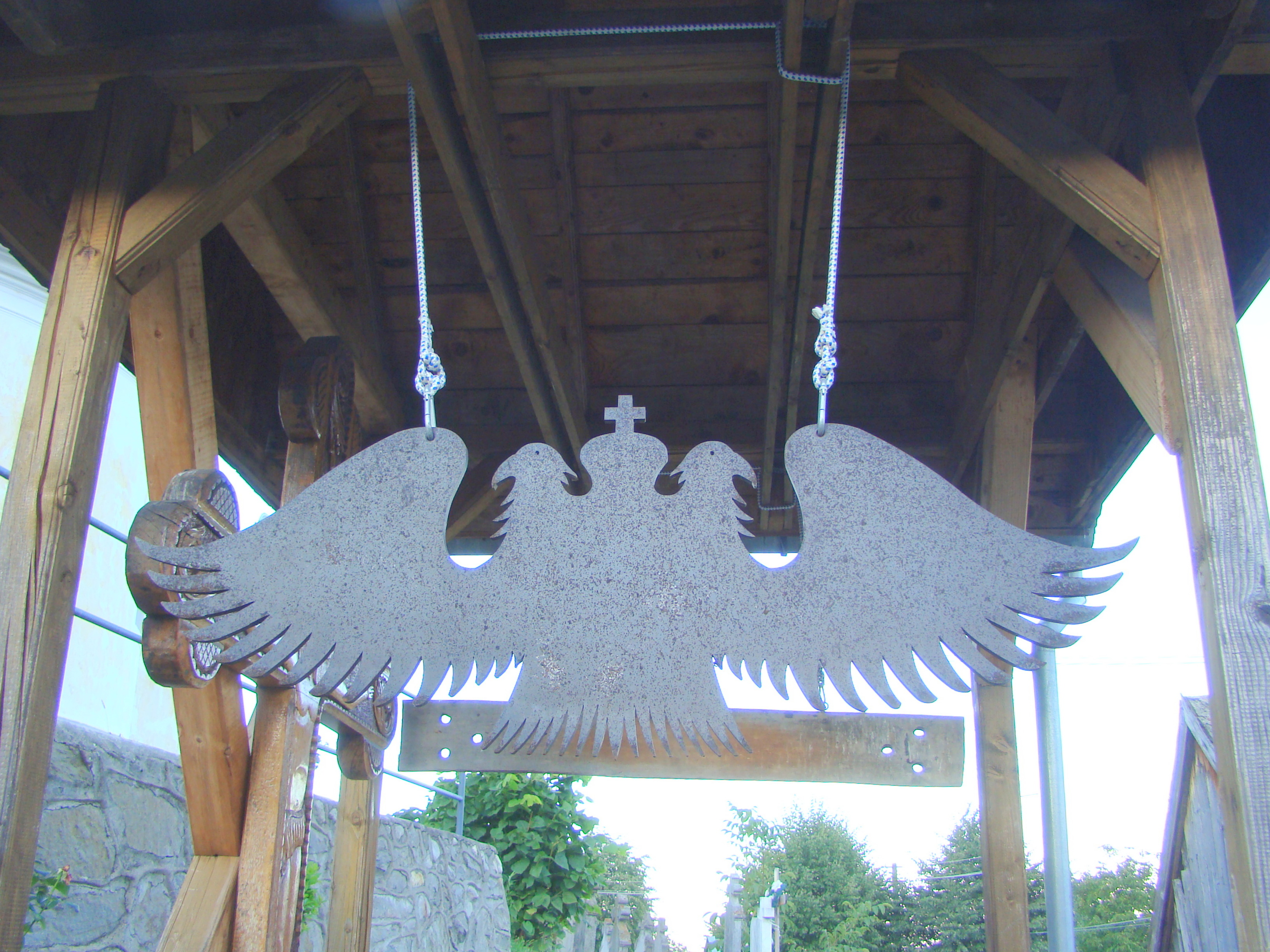
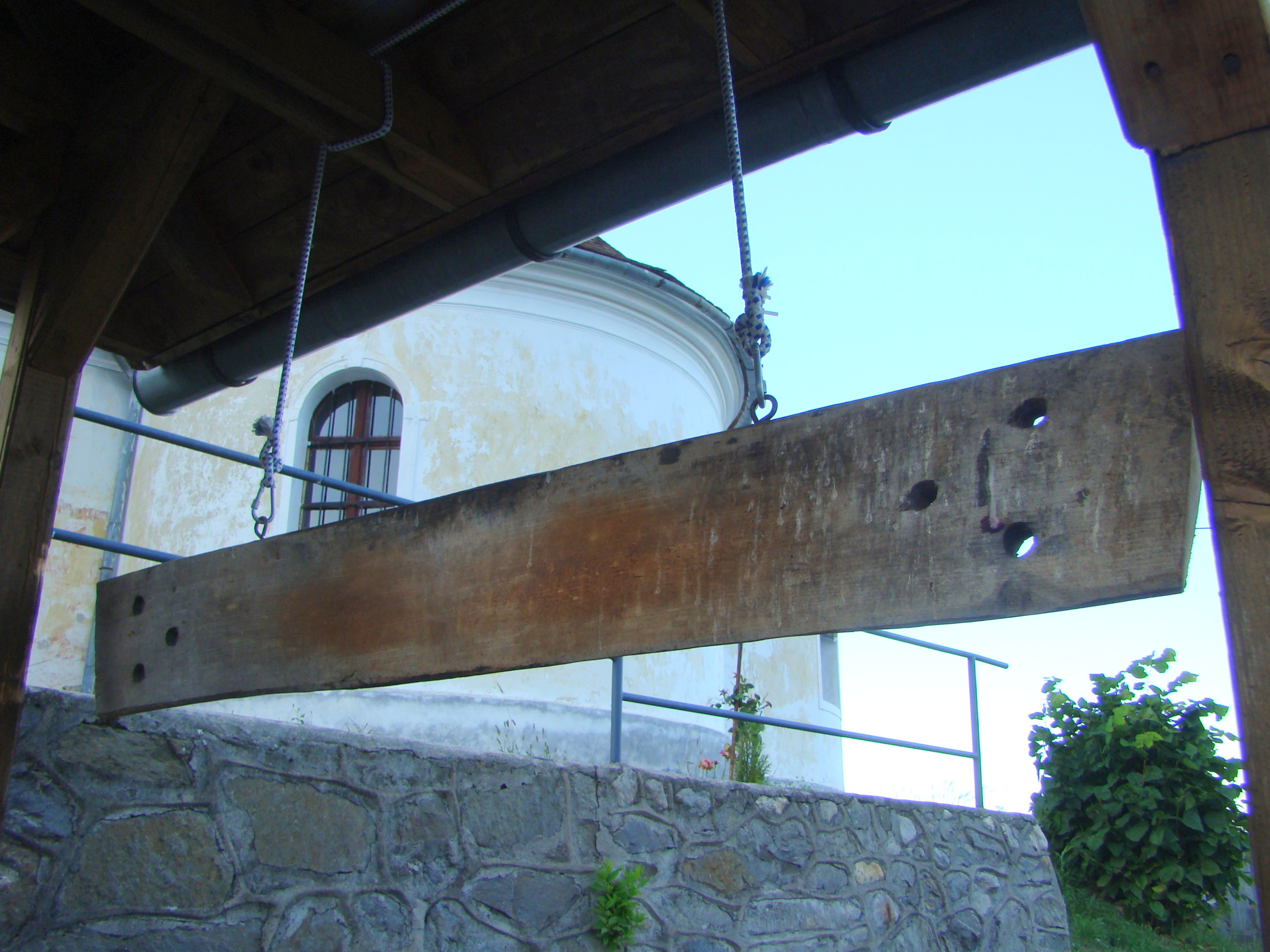
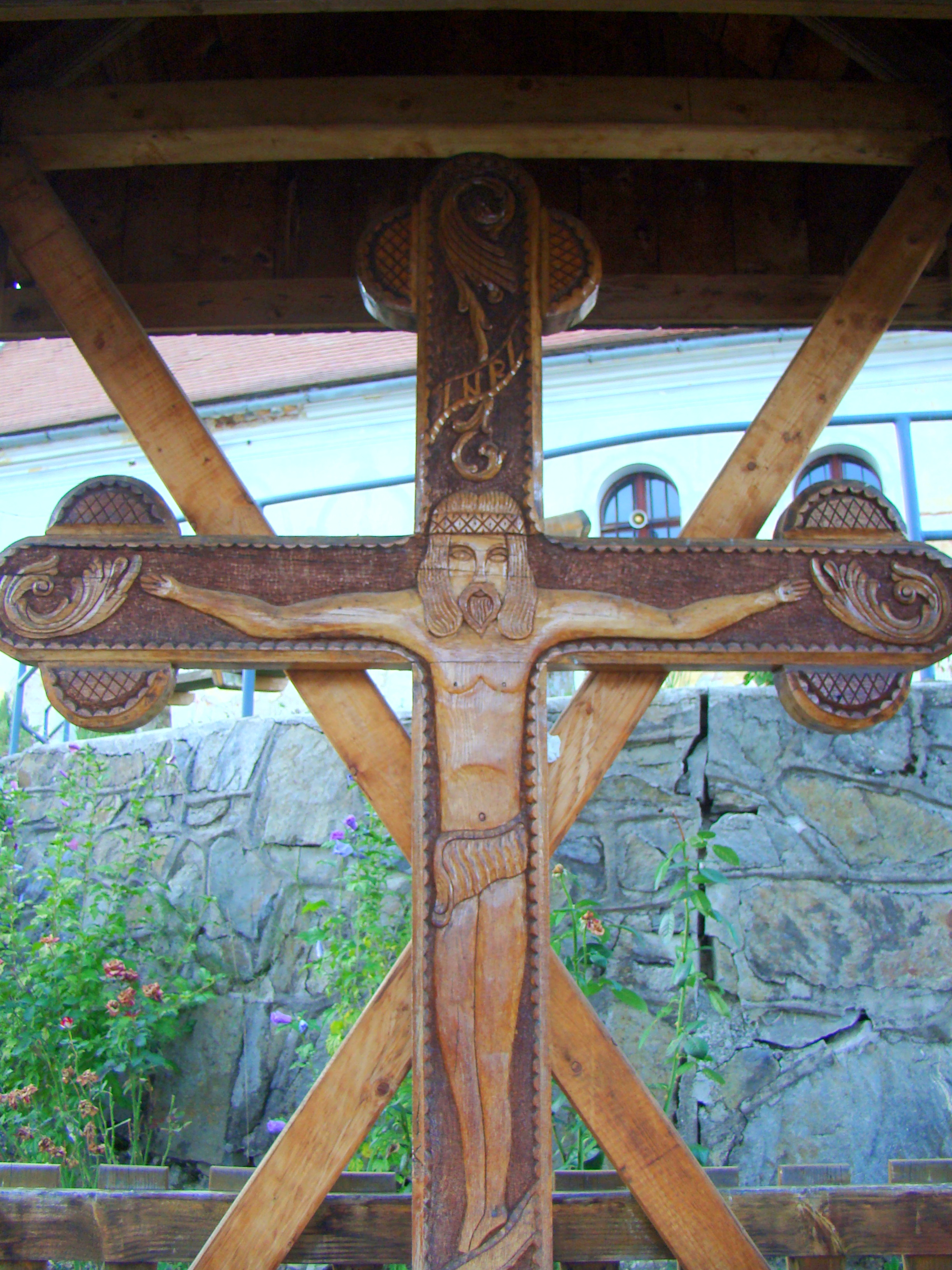
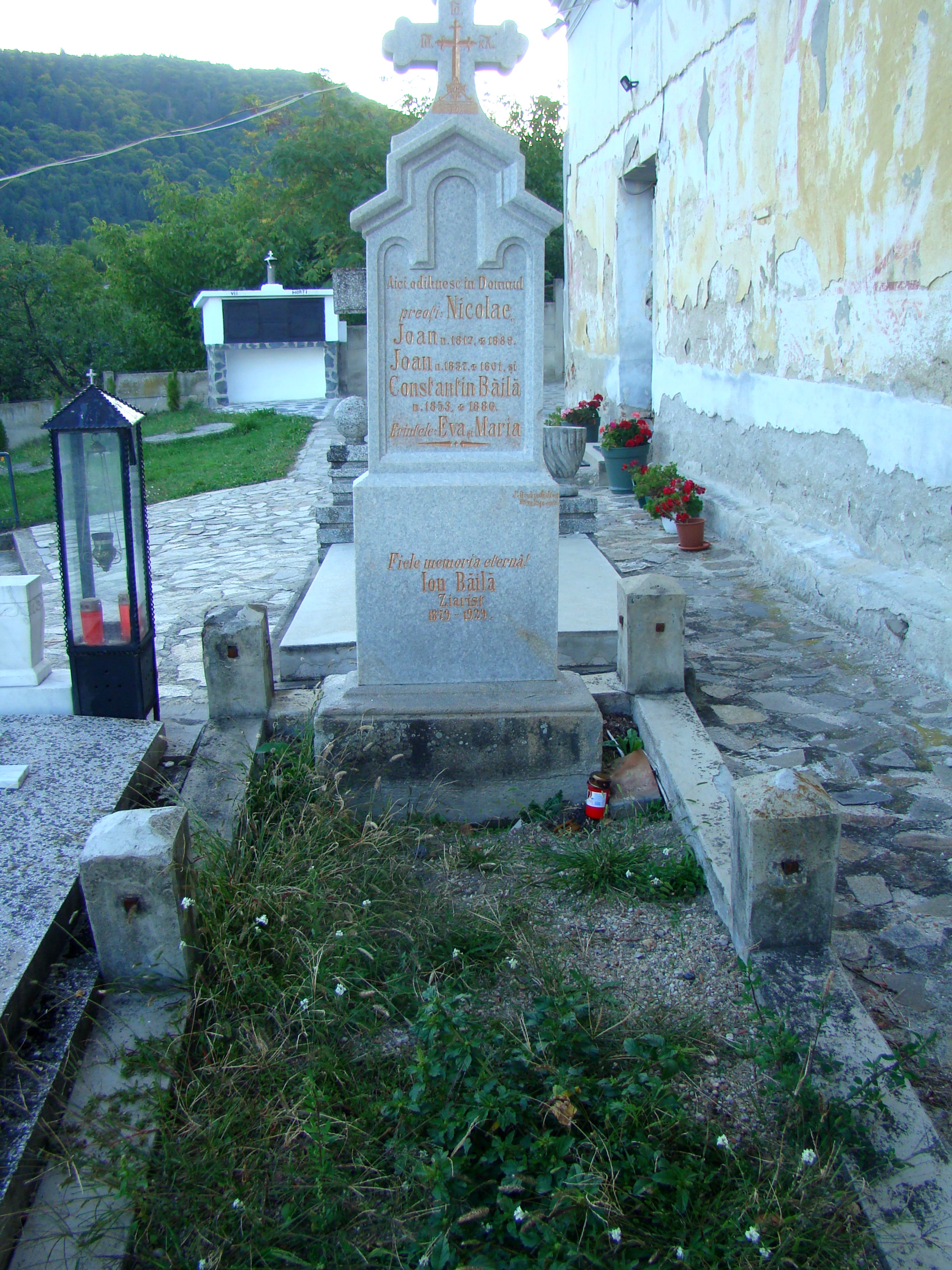
Mormântul preotului Ioan Băilă (monument istoric)
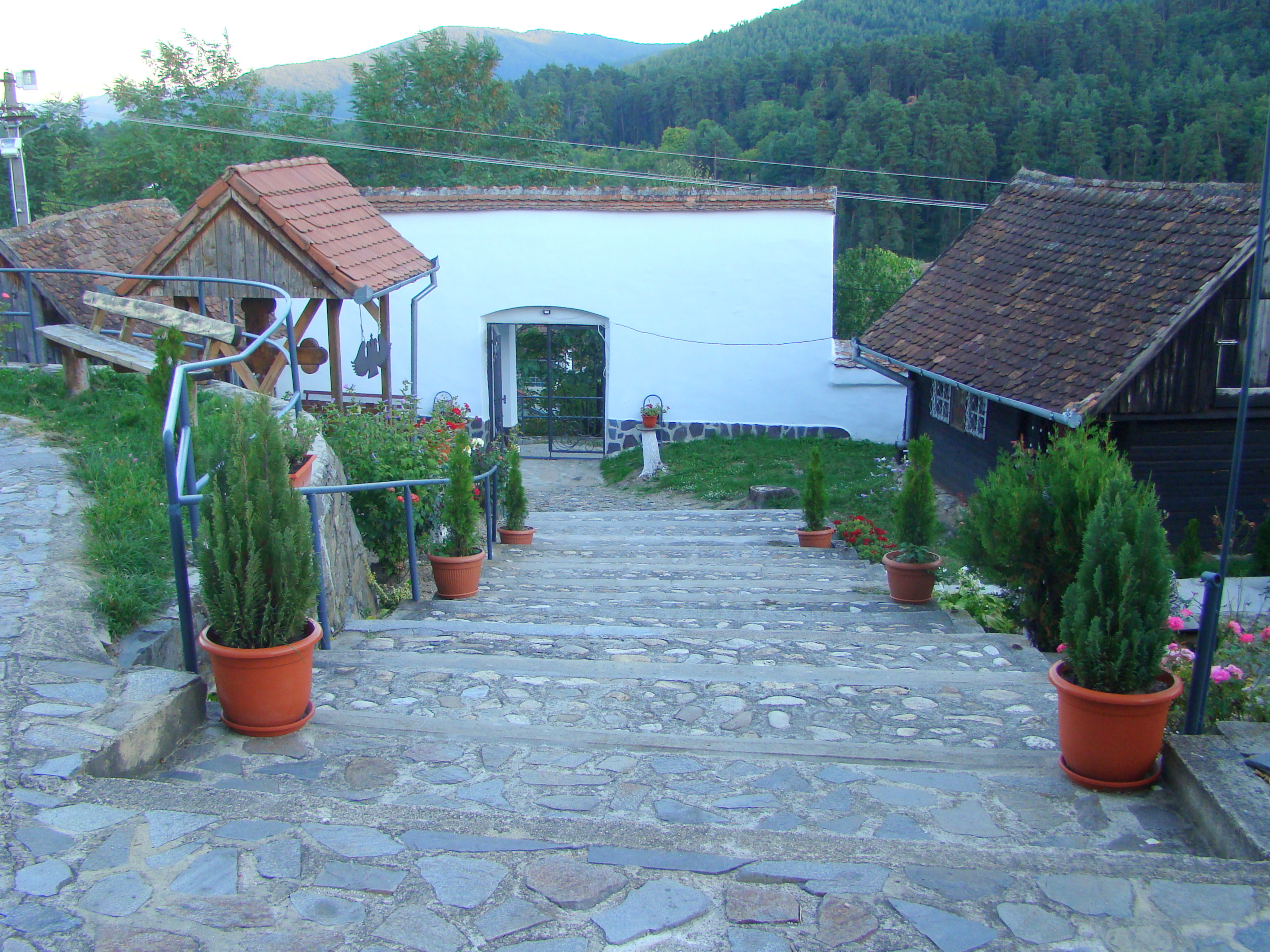
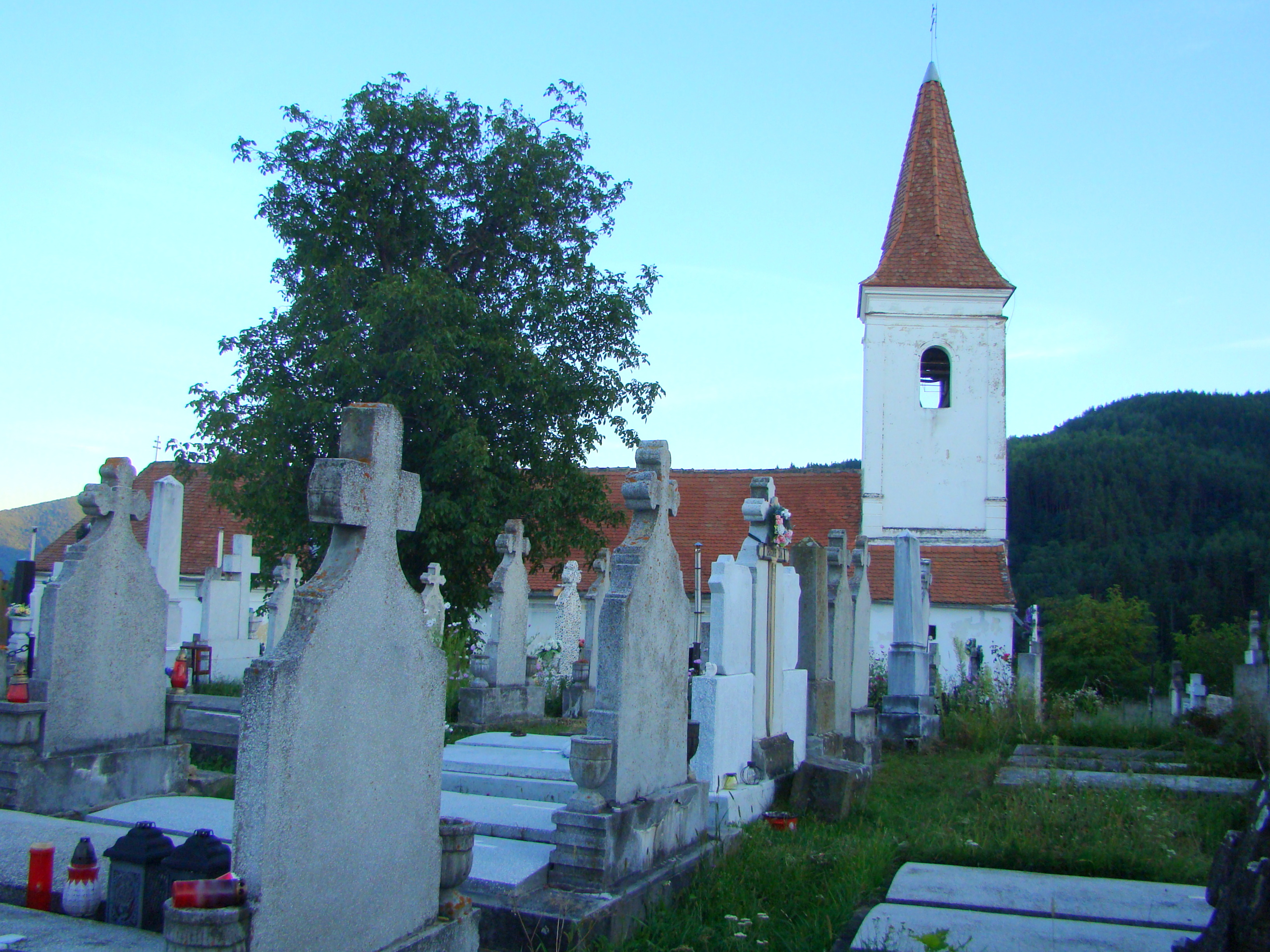
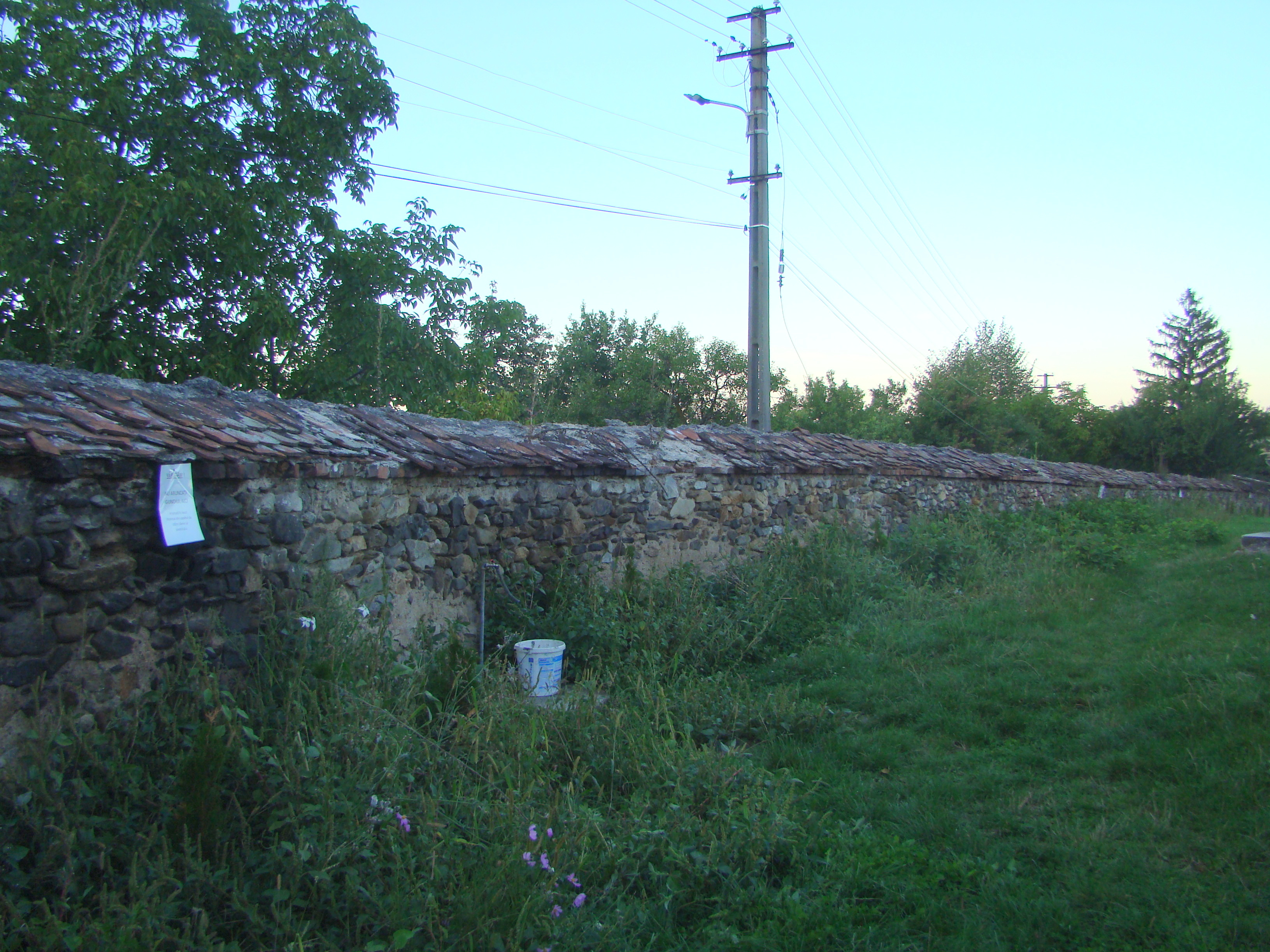
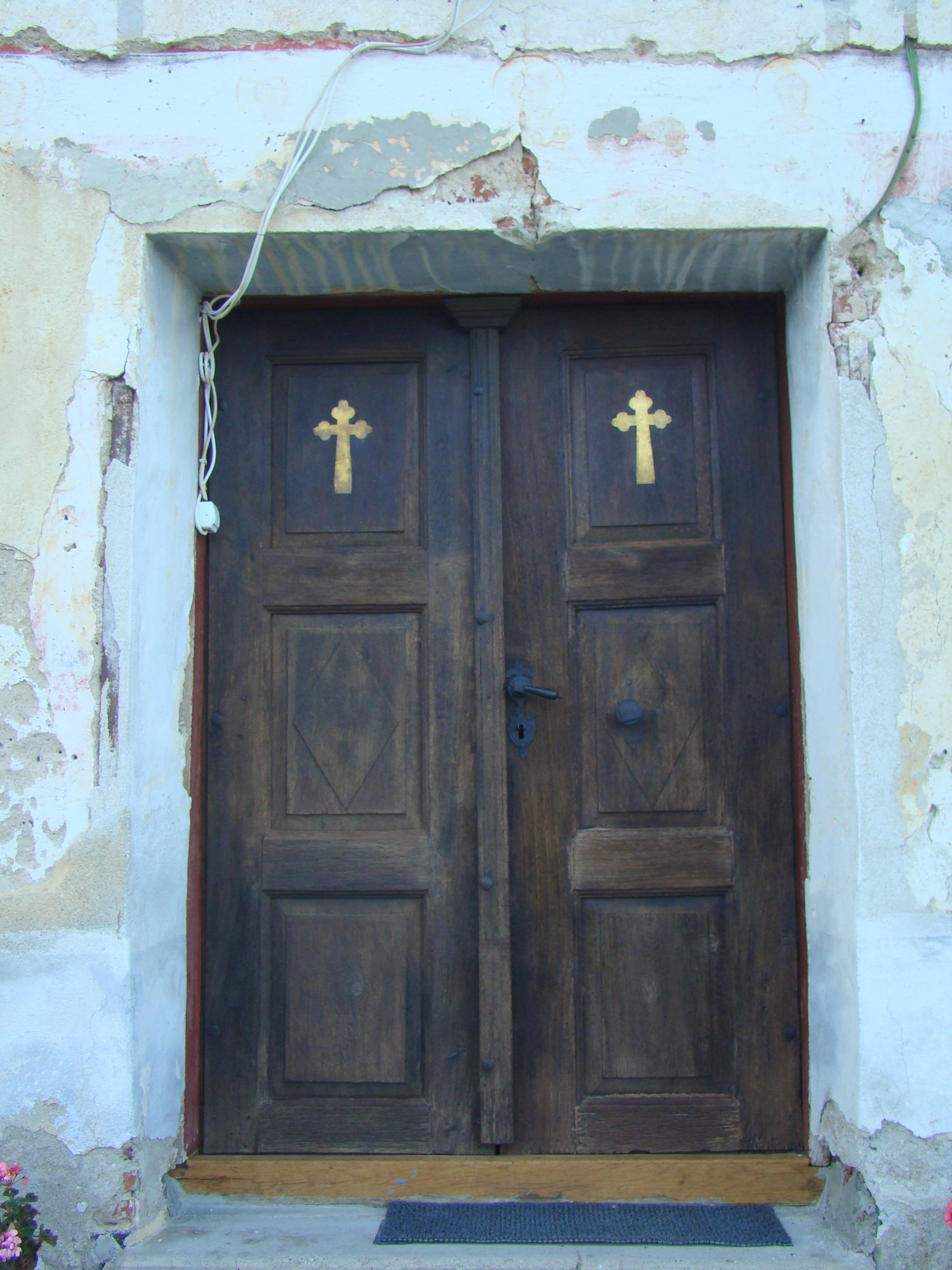
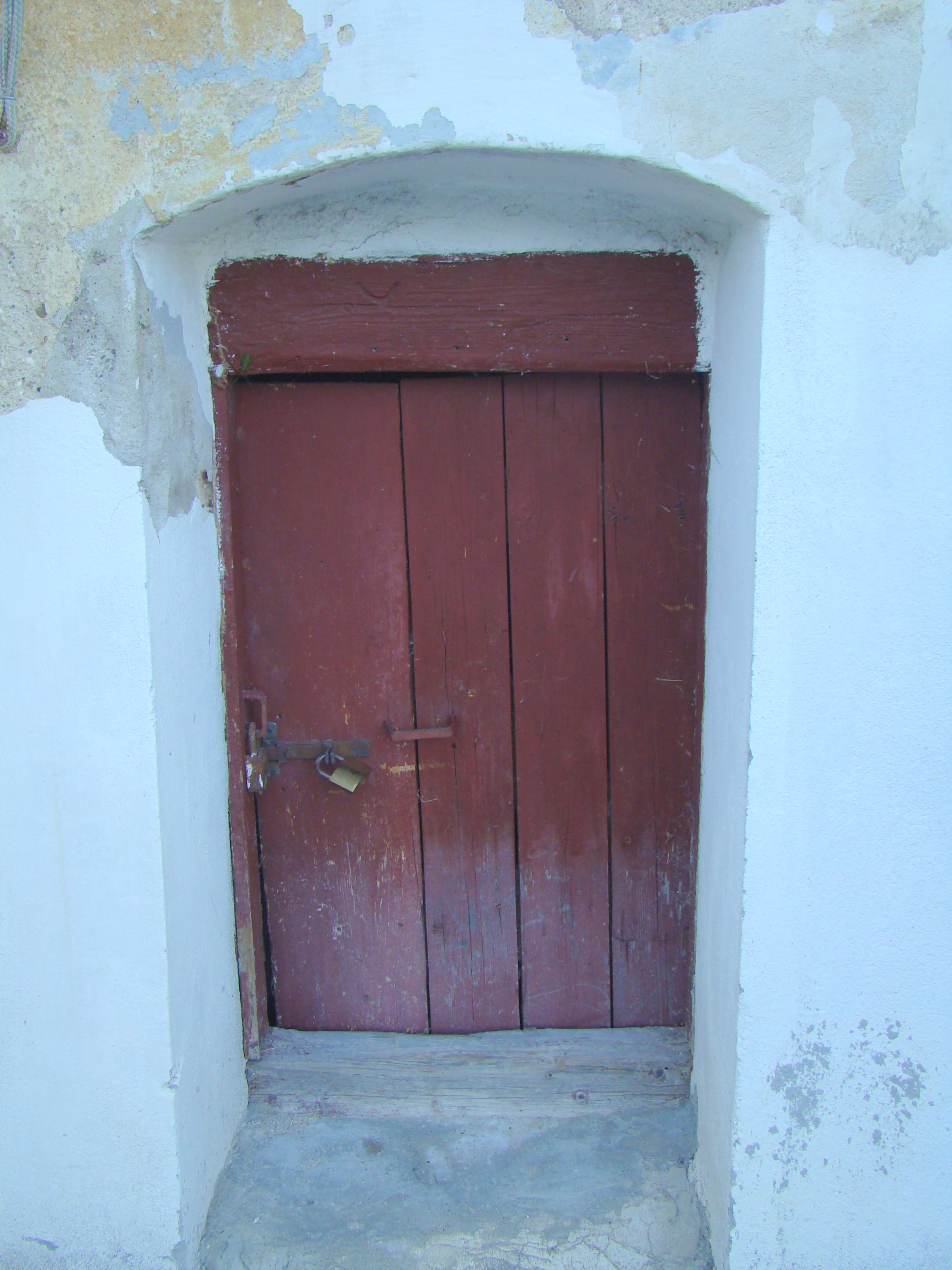
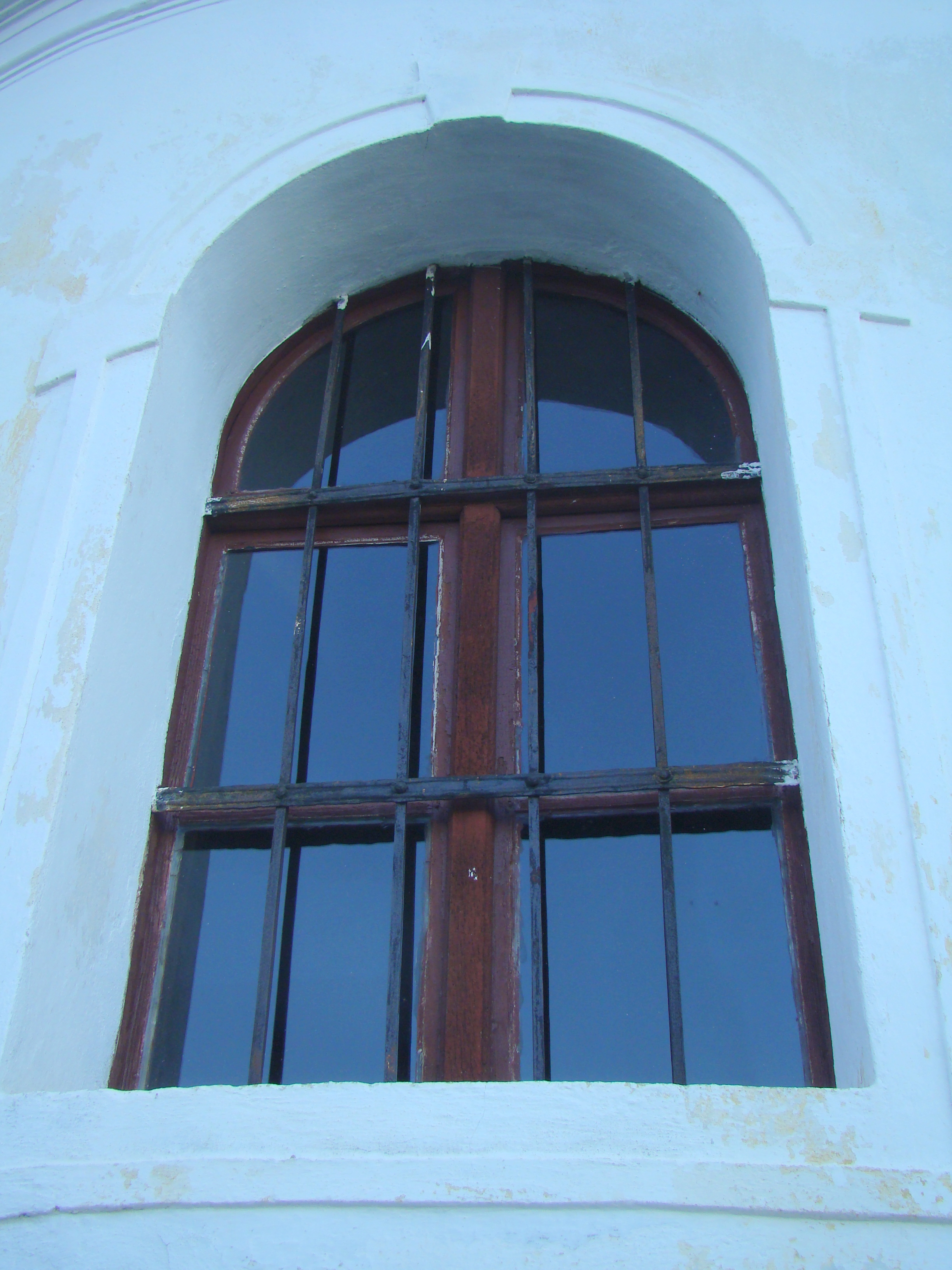
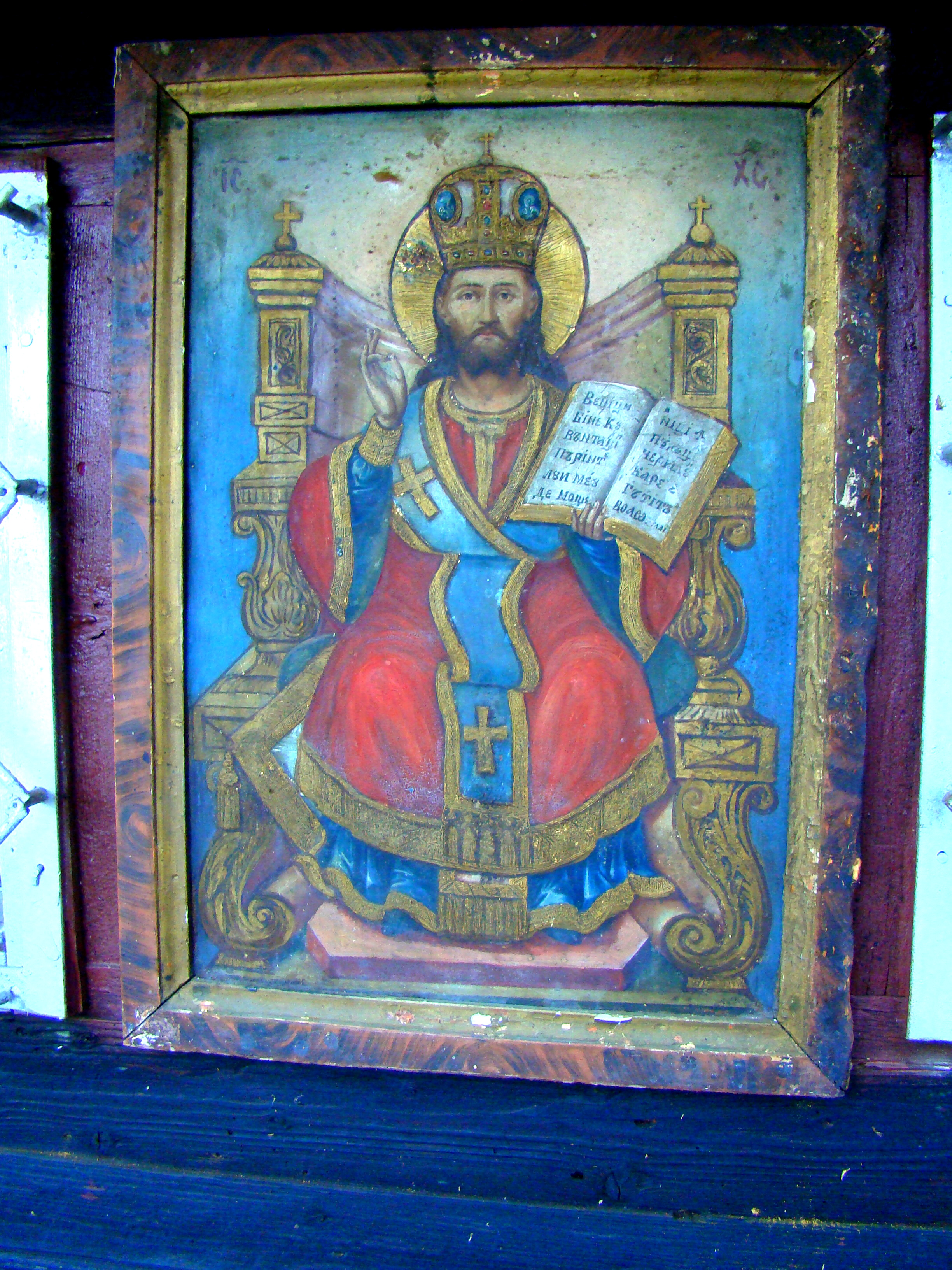
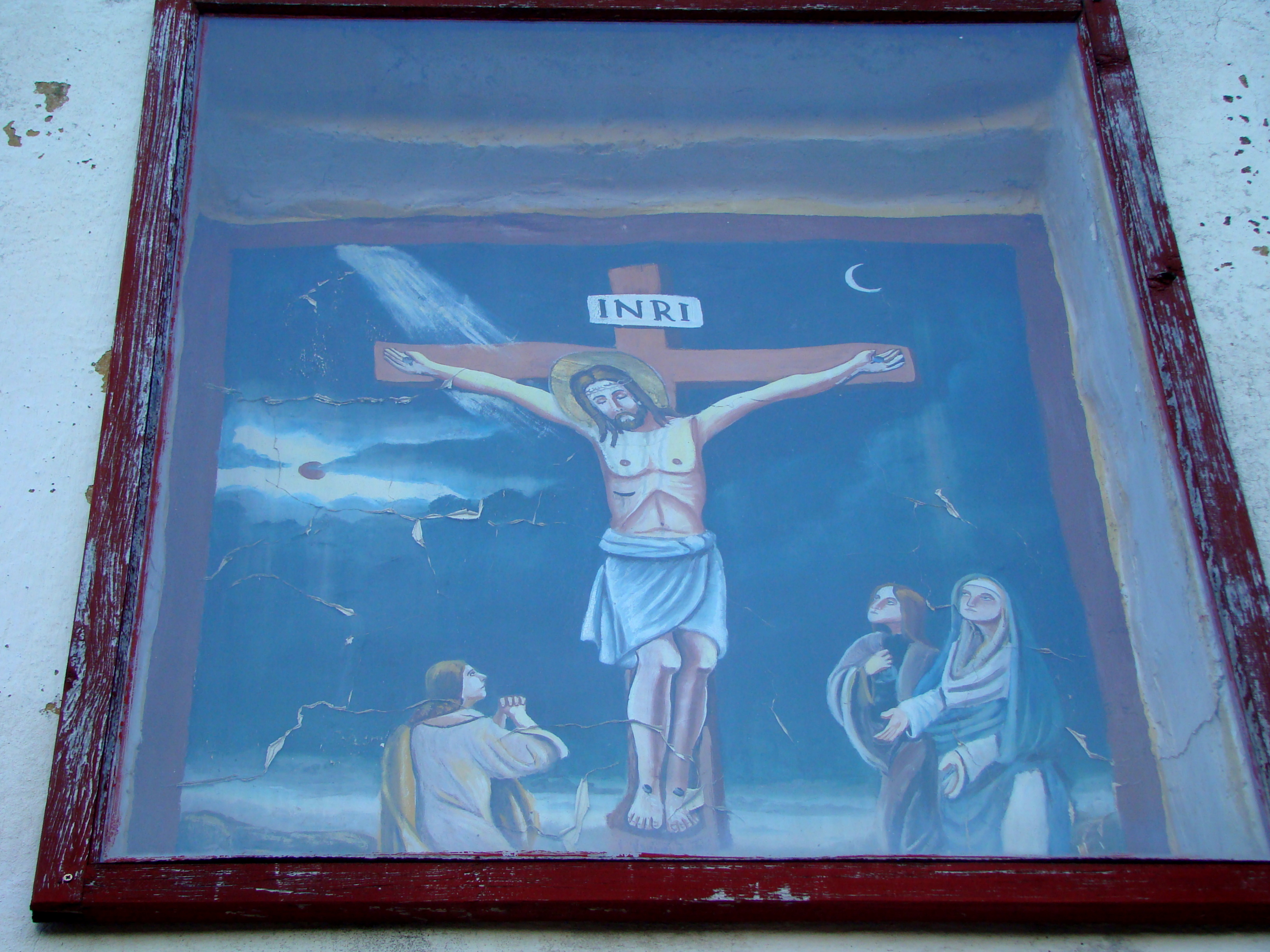
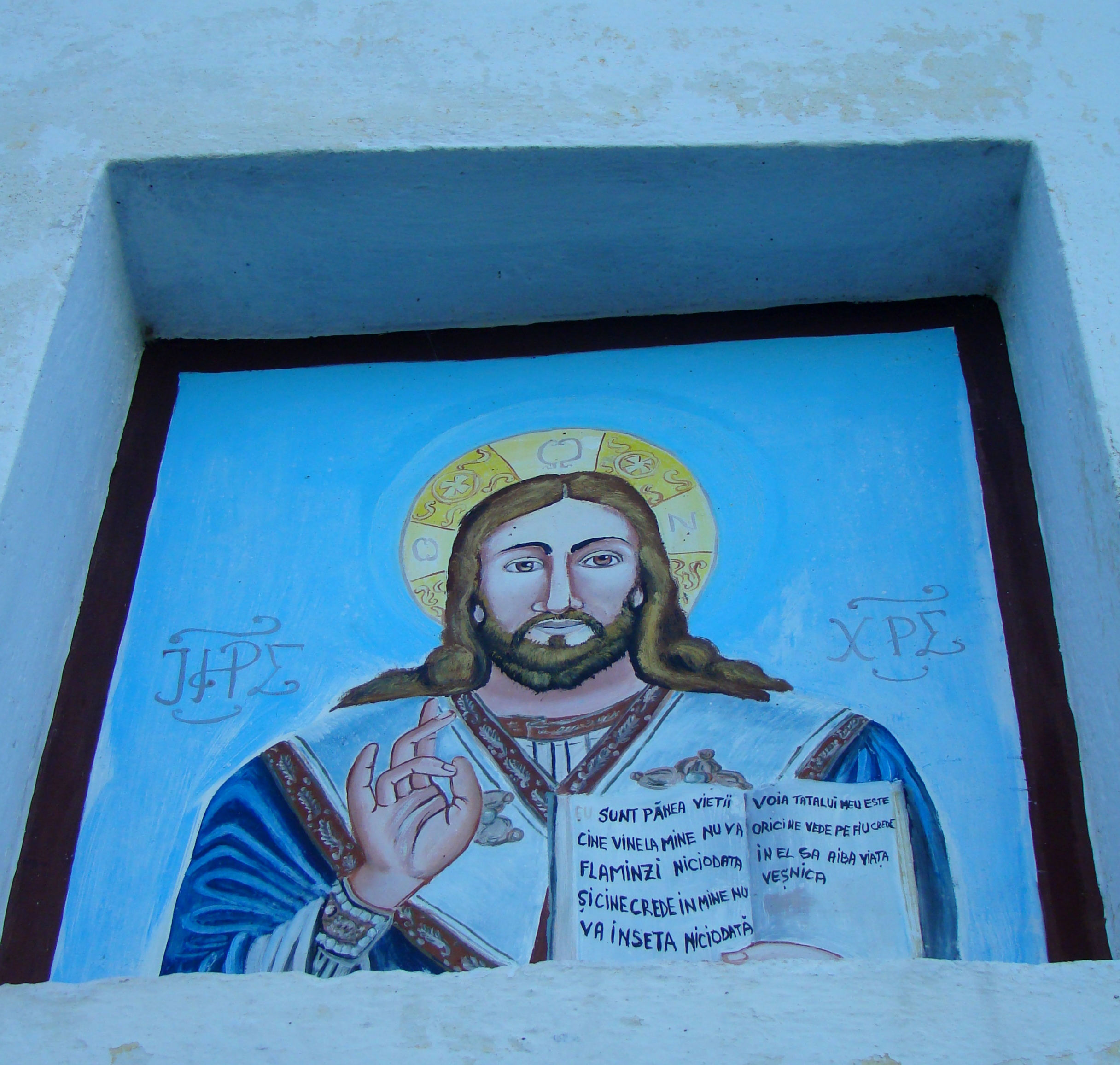
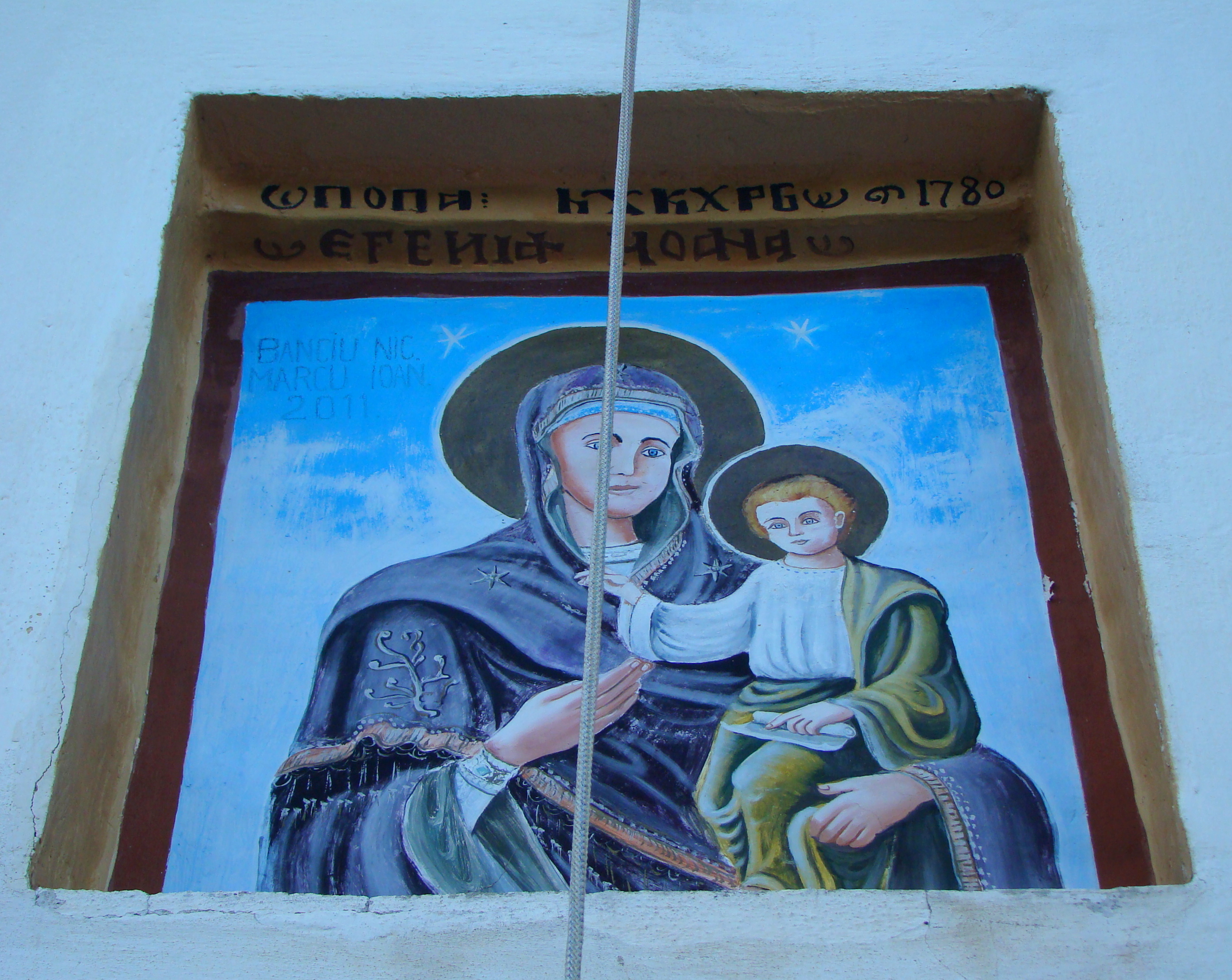
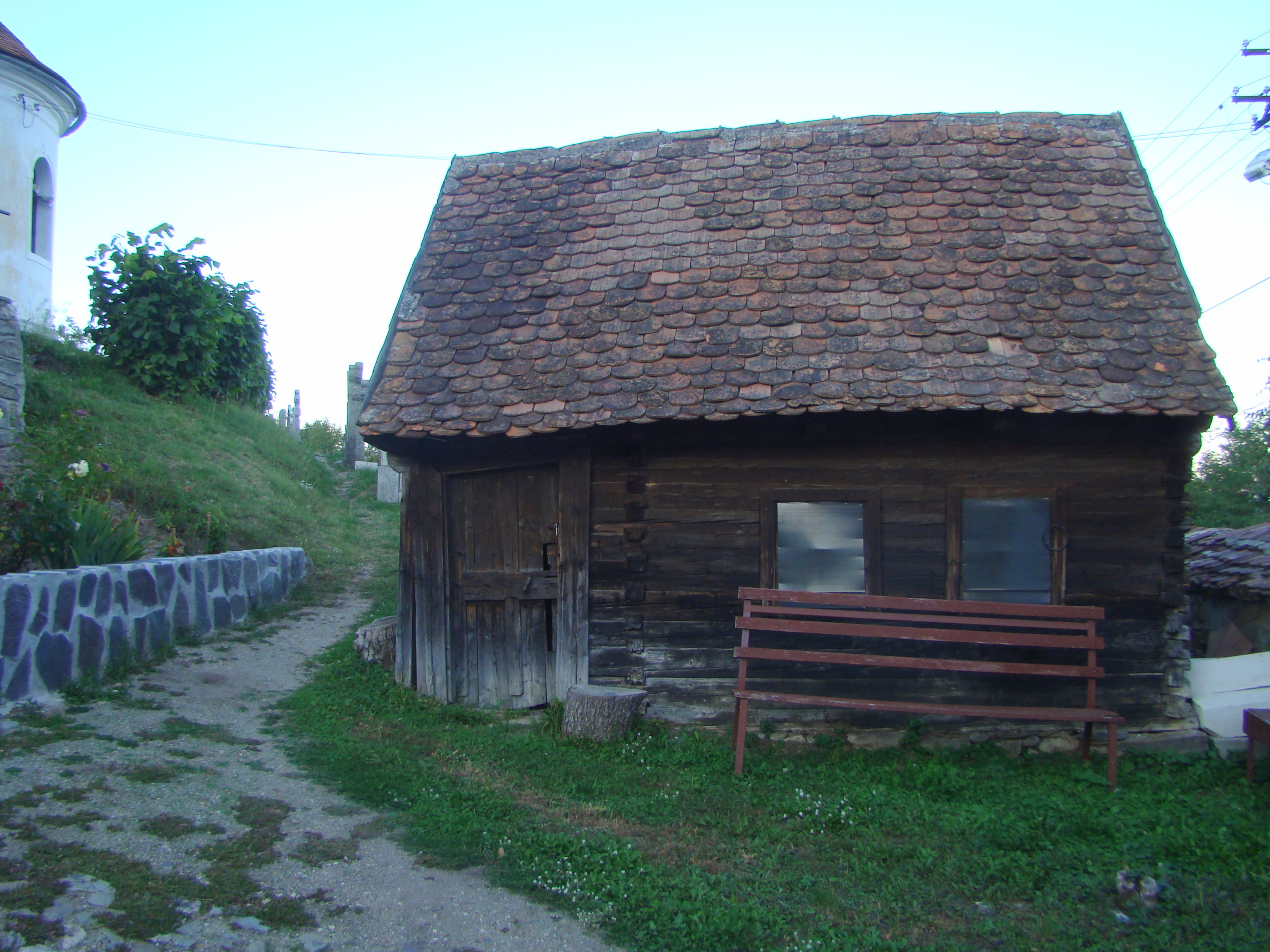

## Imagini din interior

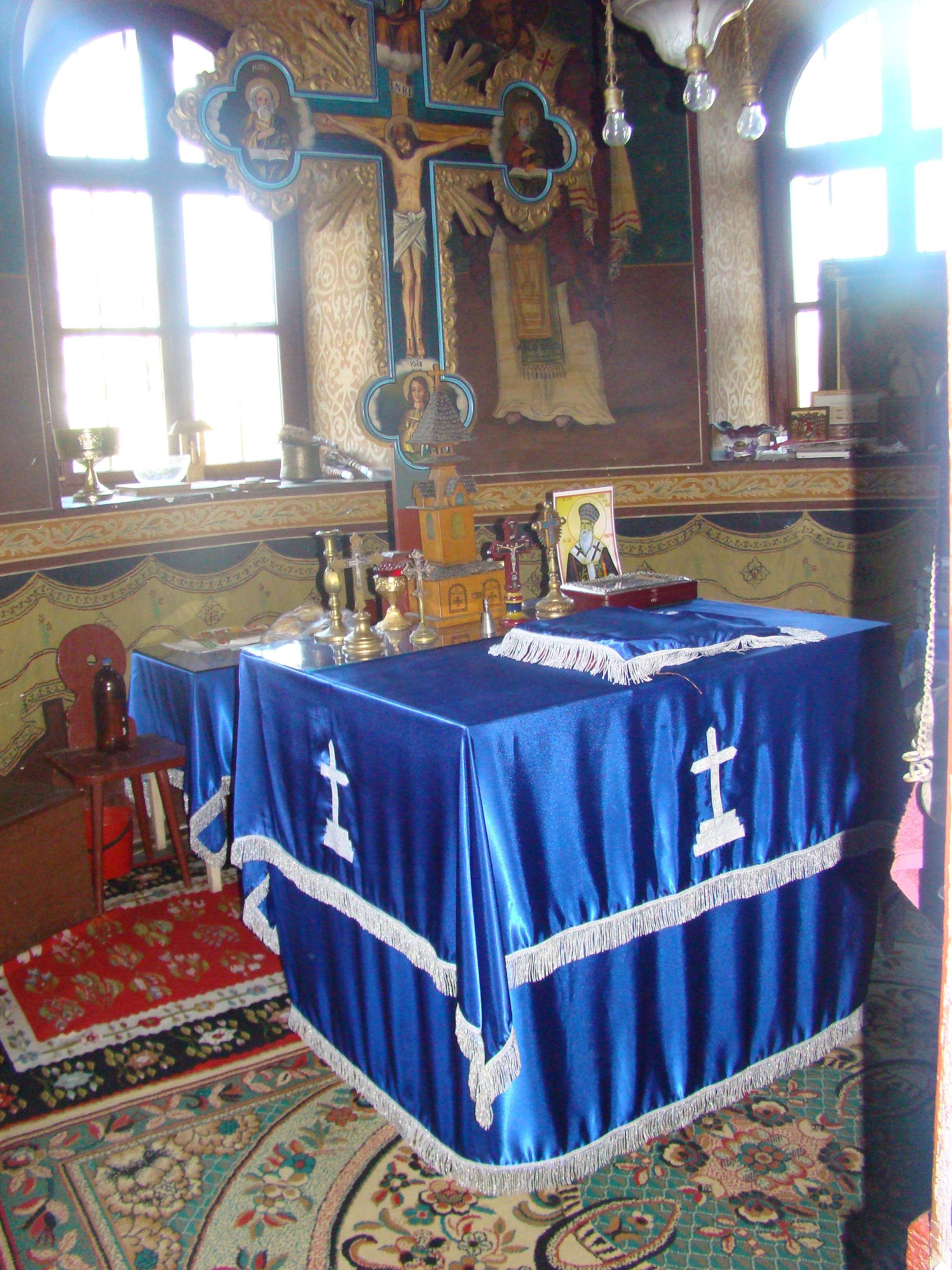
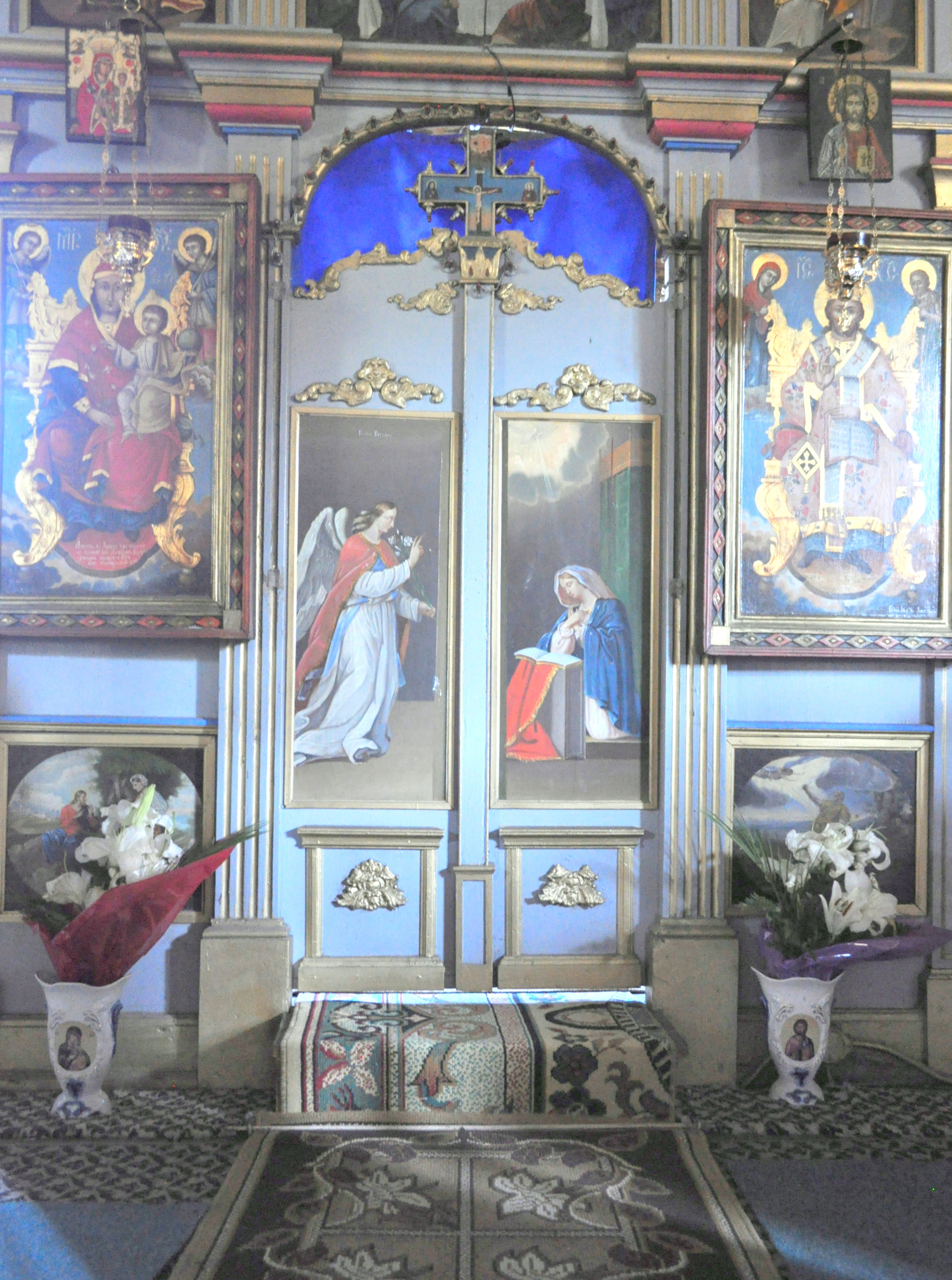
Ușile și icoanele împărătești
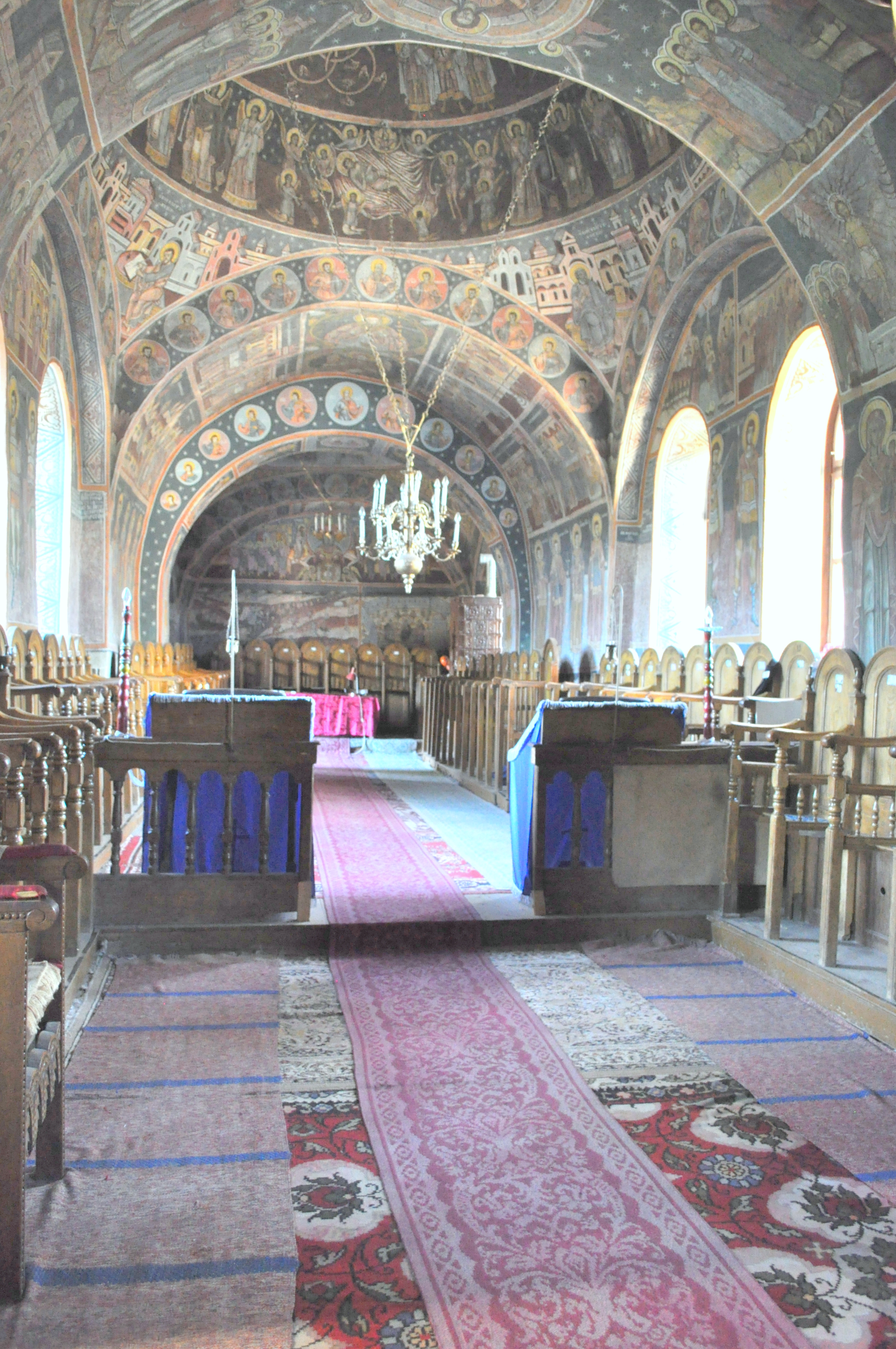
Interiorul navei
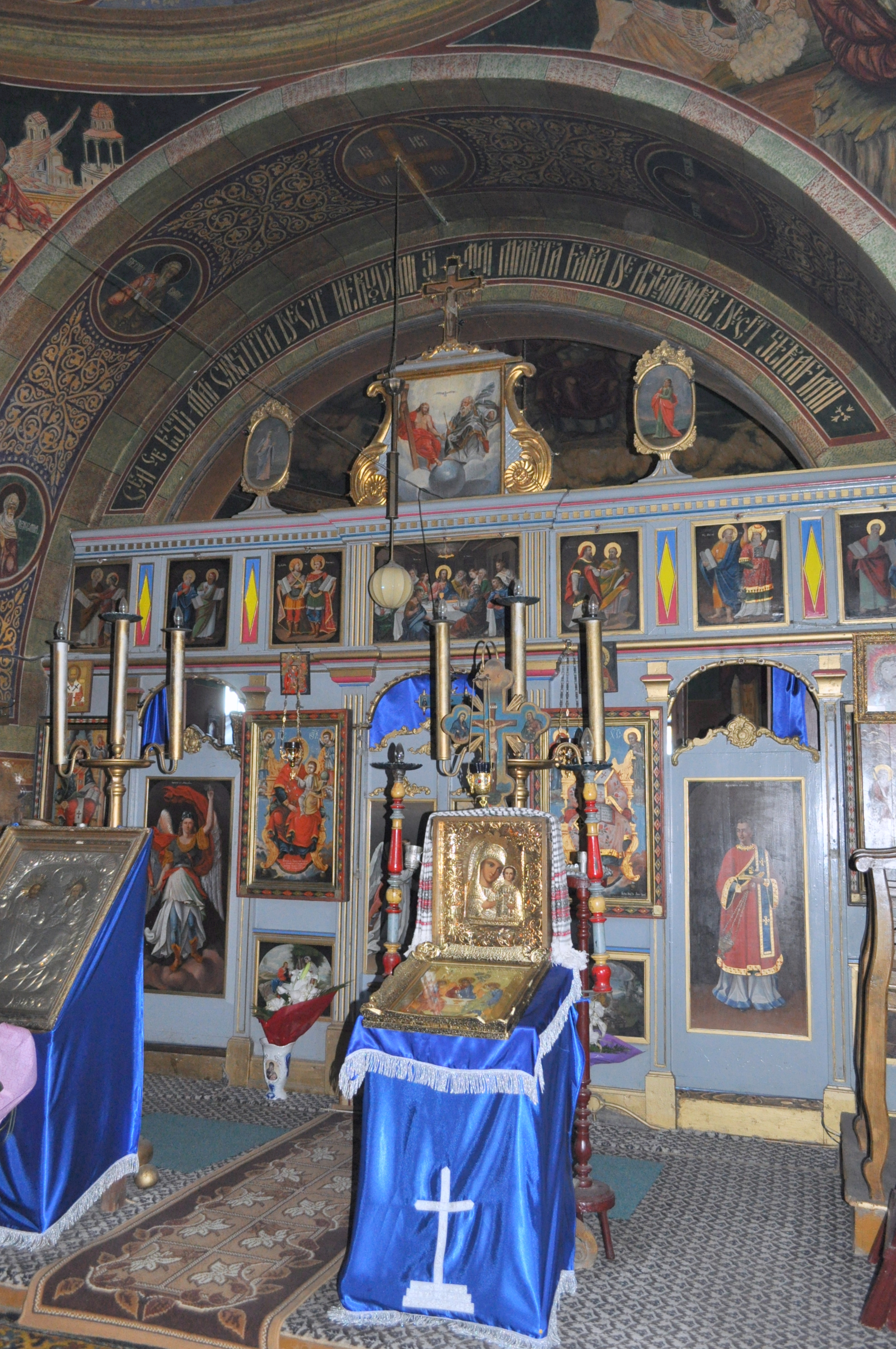
Iconostasul
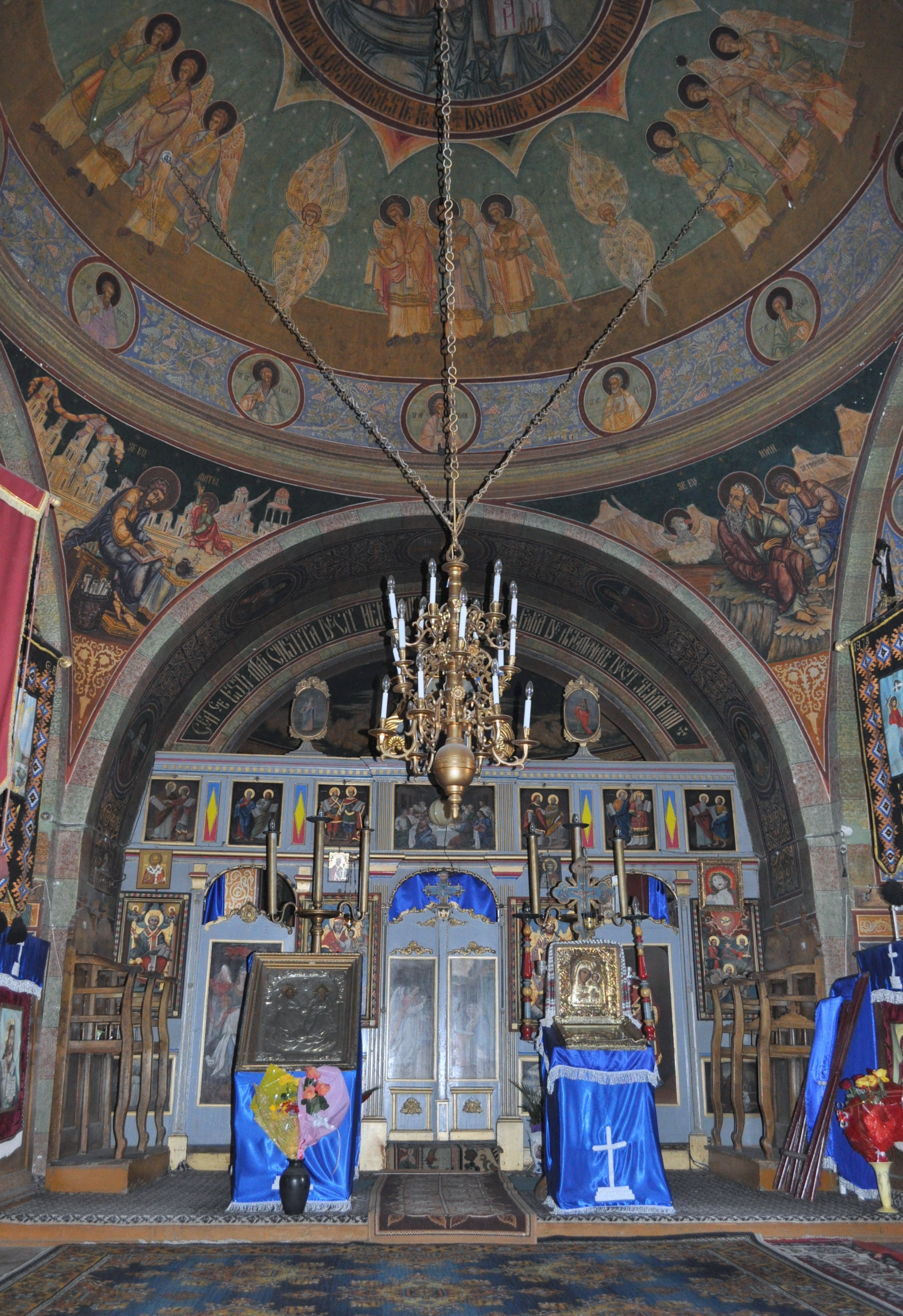
Interiorul navei spre iconostas
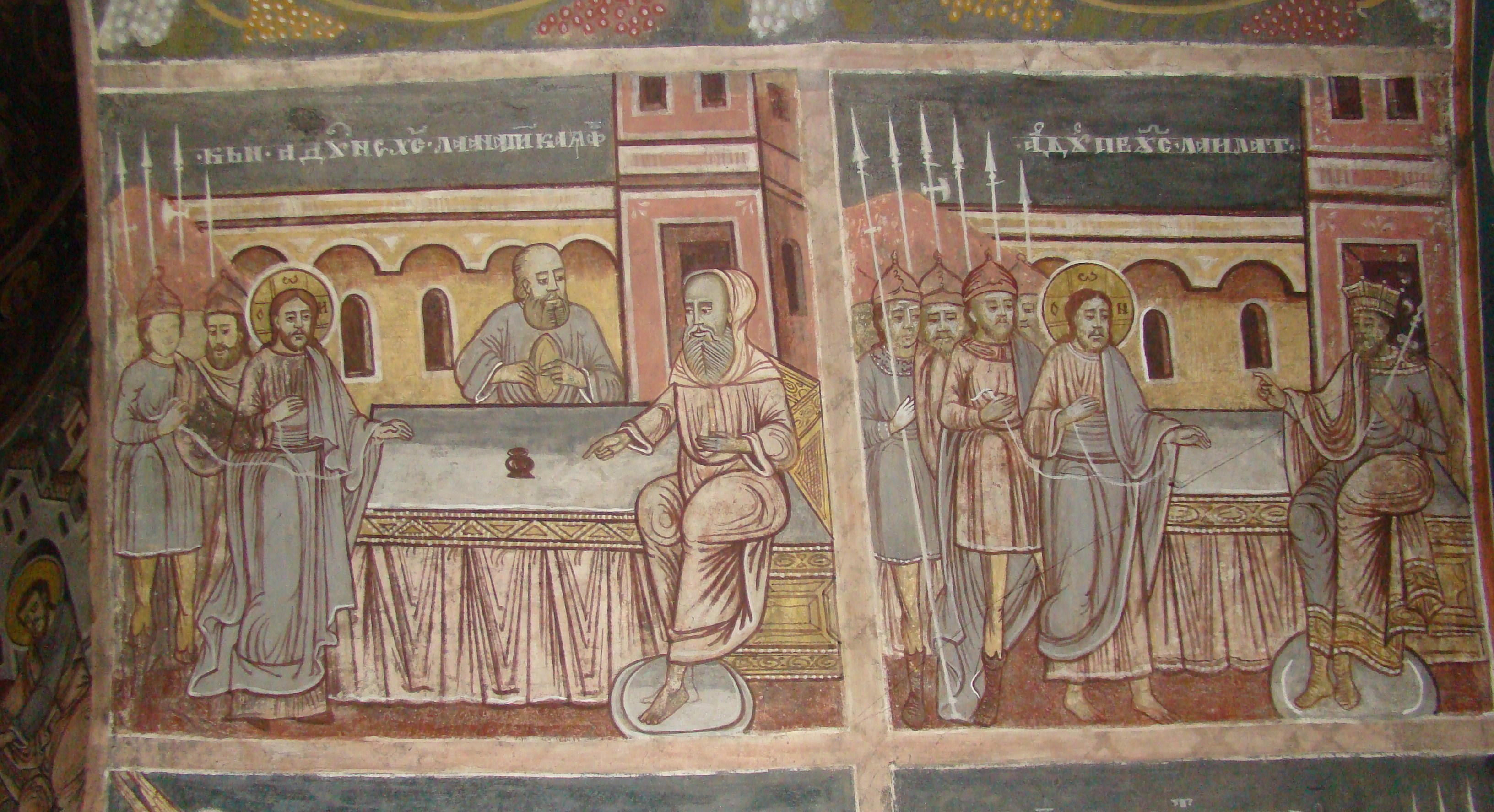
Pictura naosului, ciclul hristologic
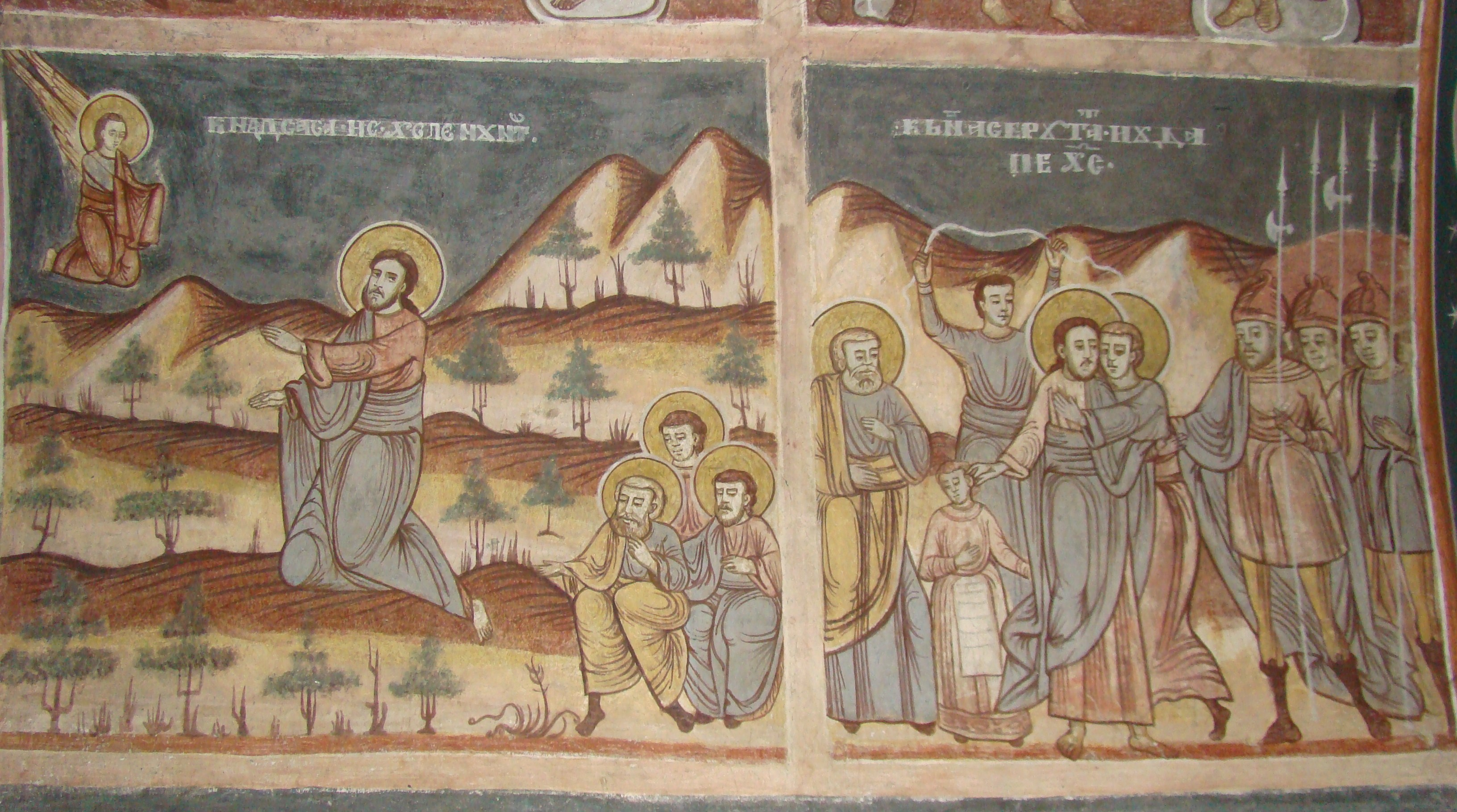
Pictura naosului, ciclul hristologic
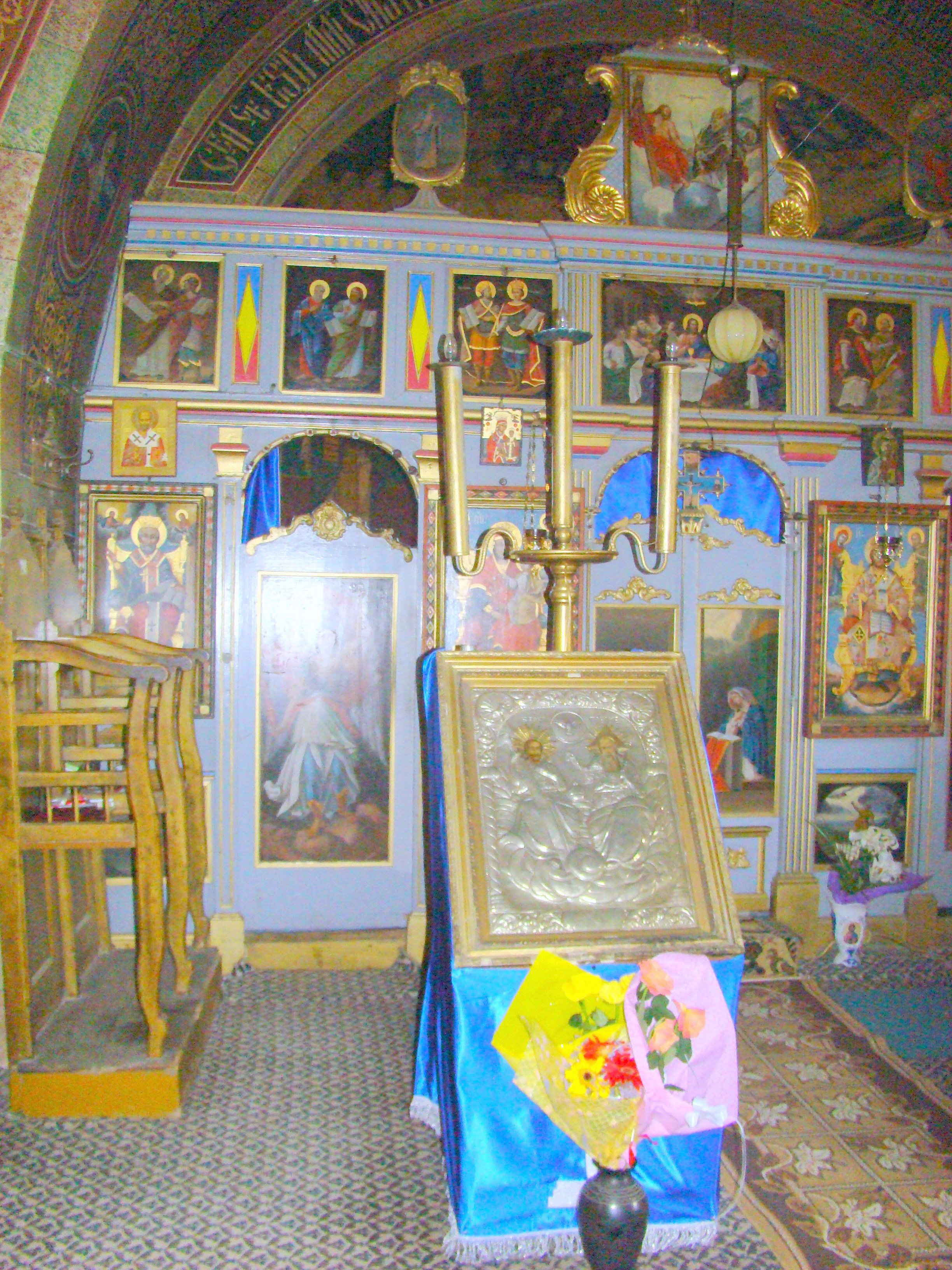
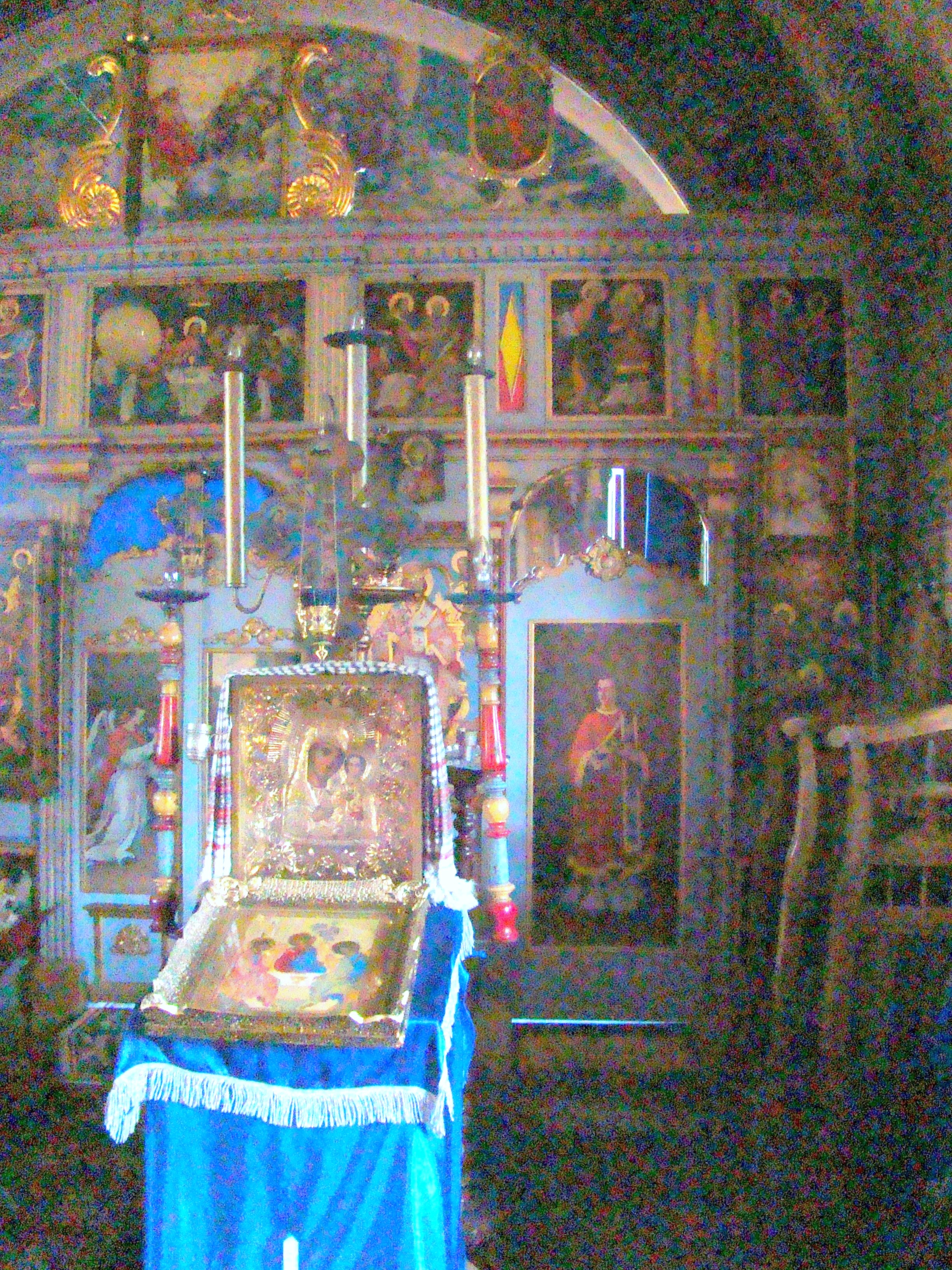
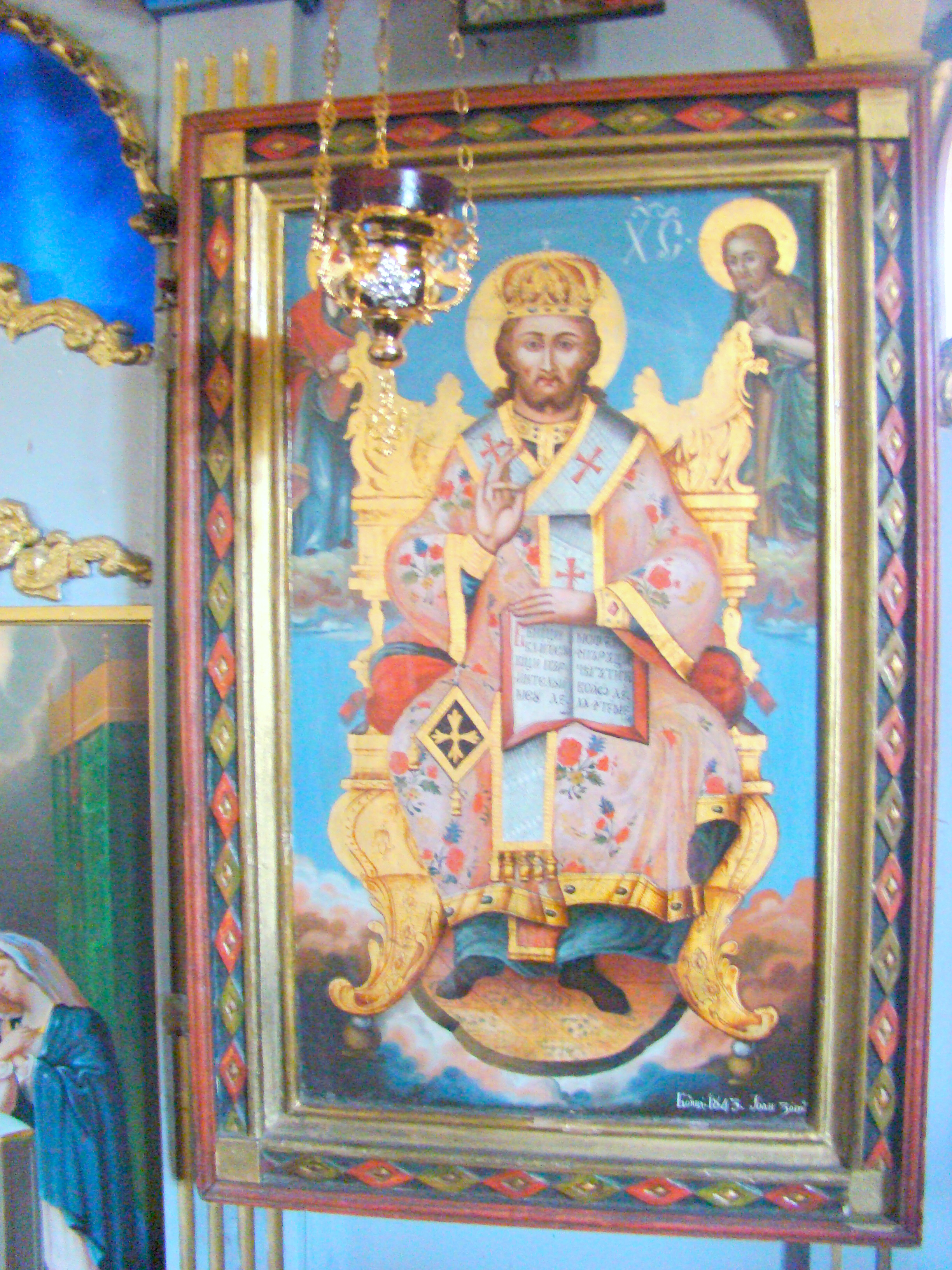
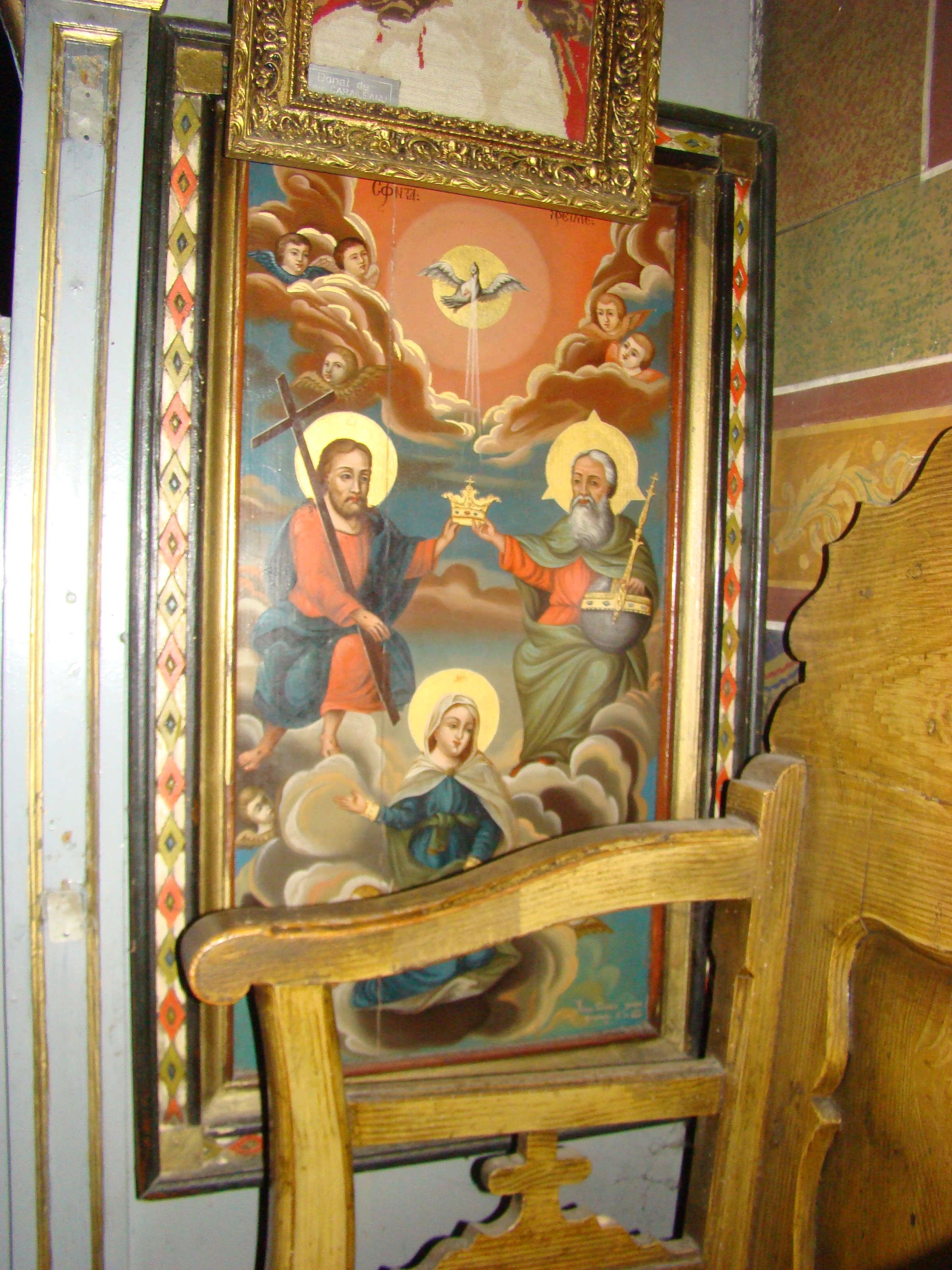
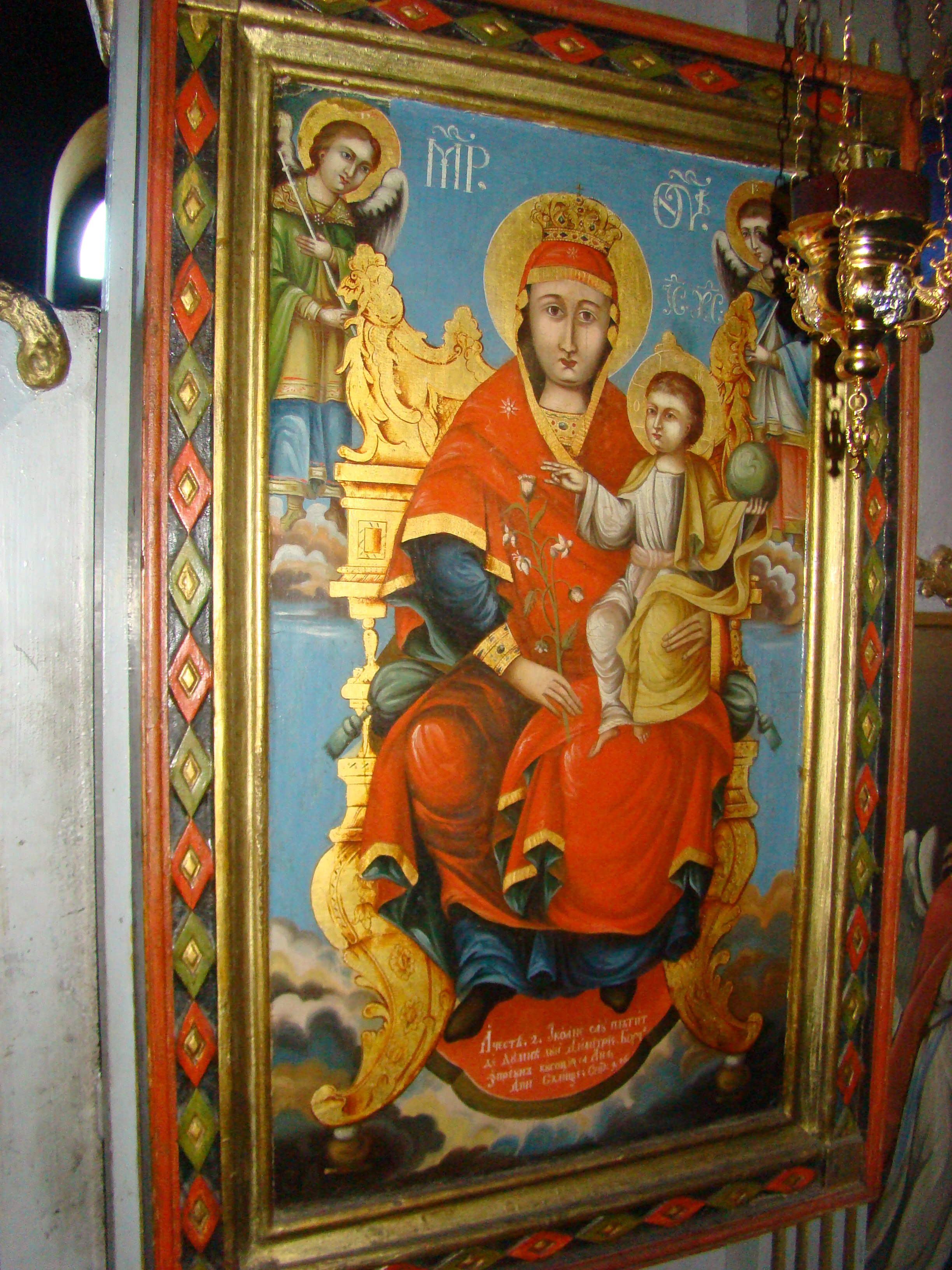
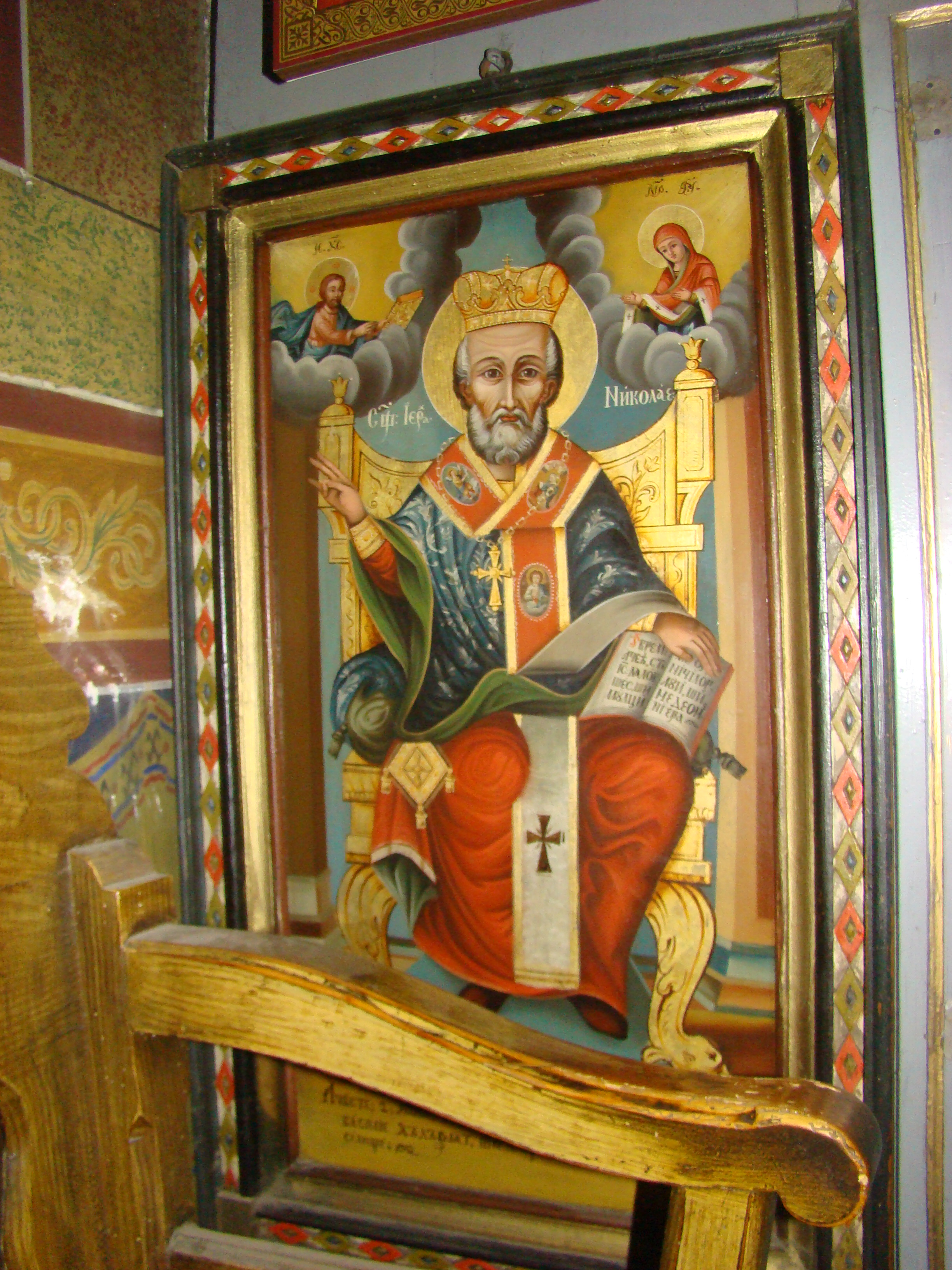
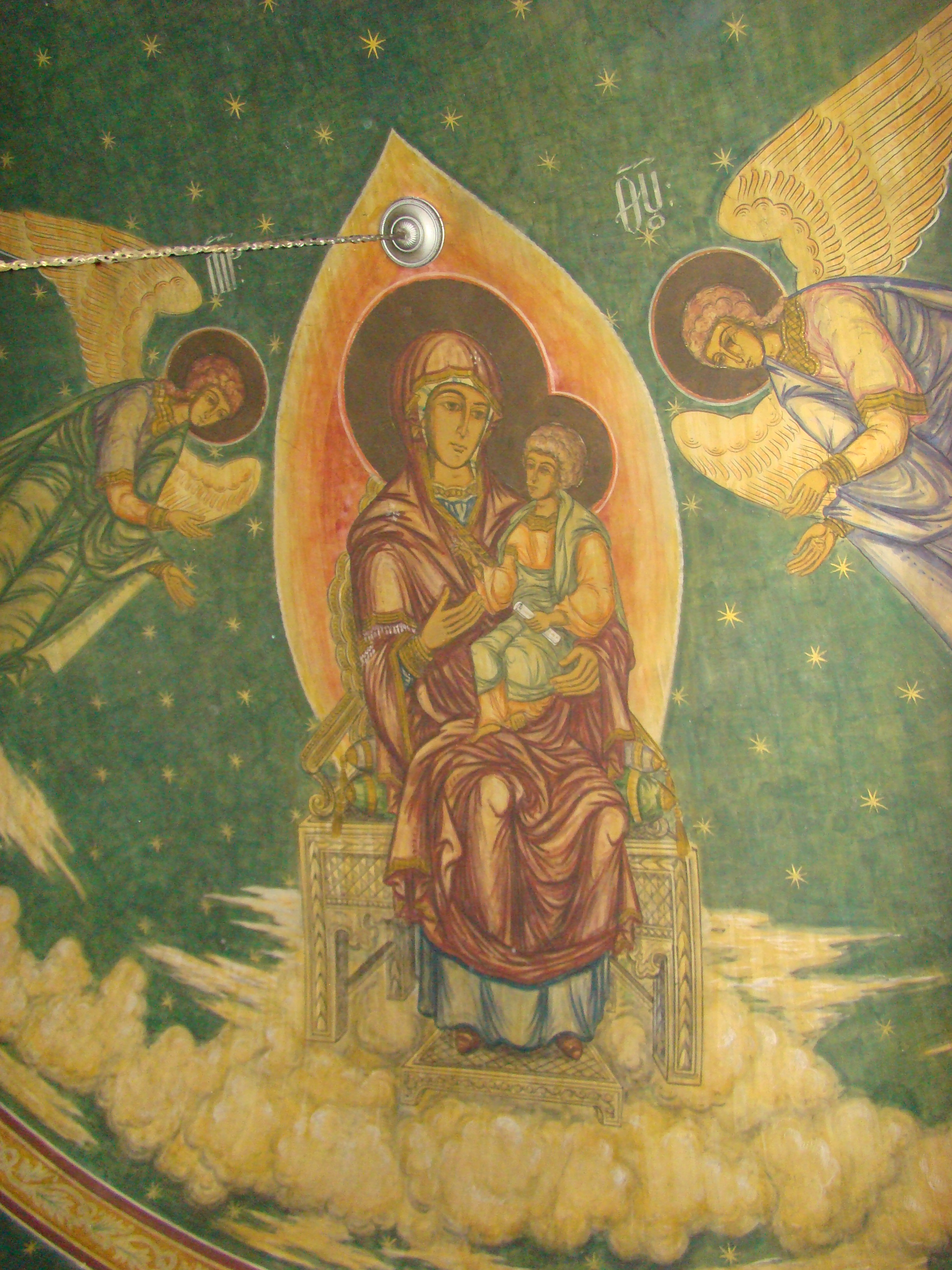
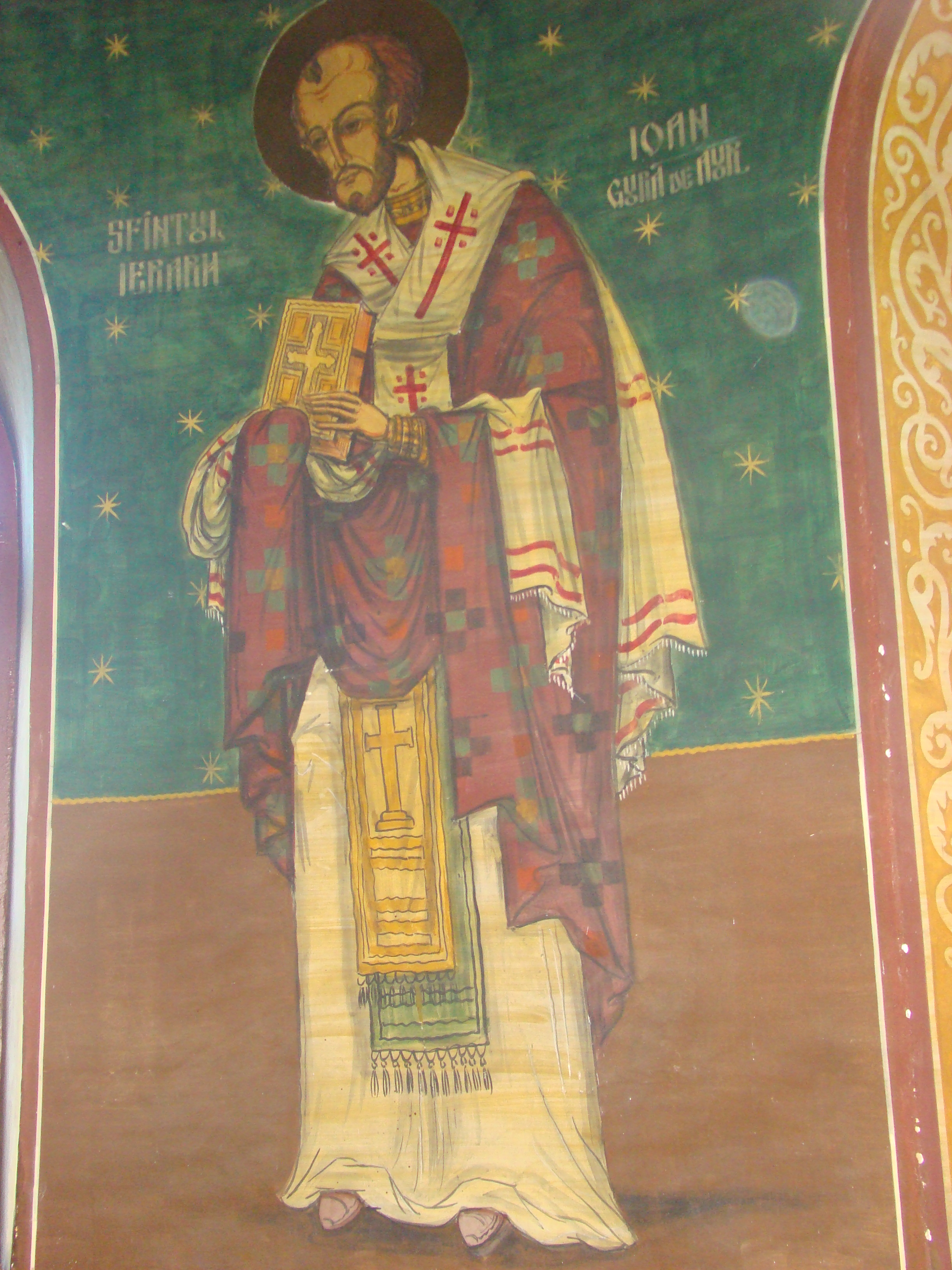
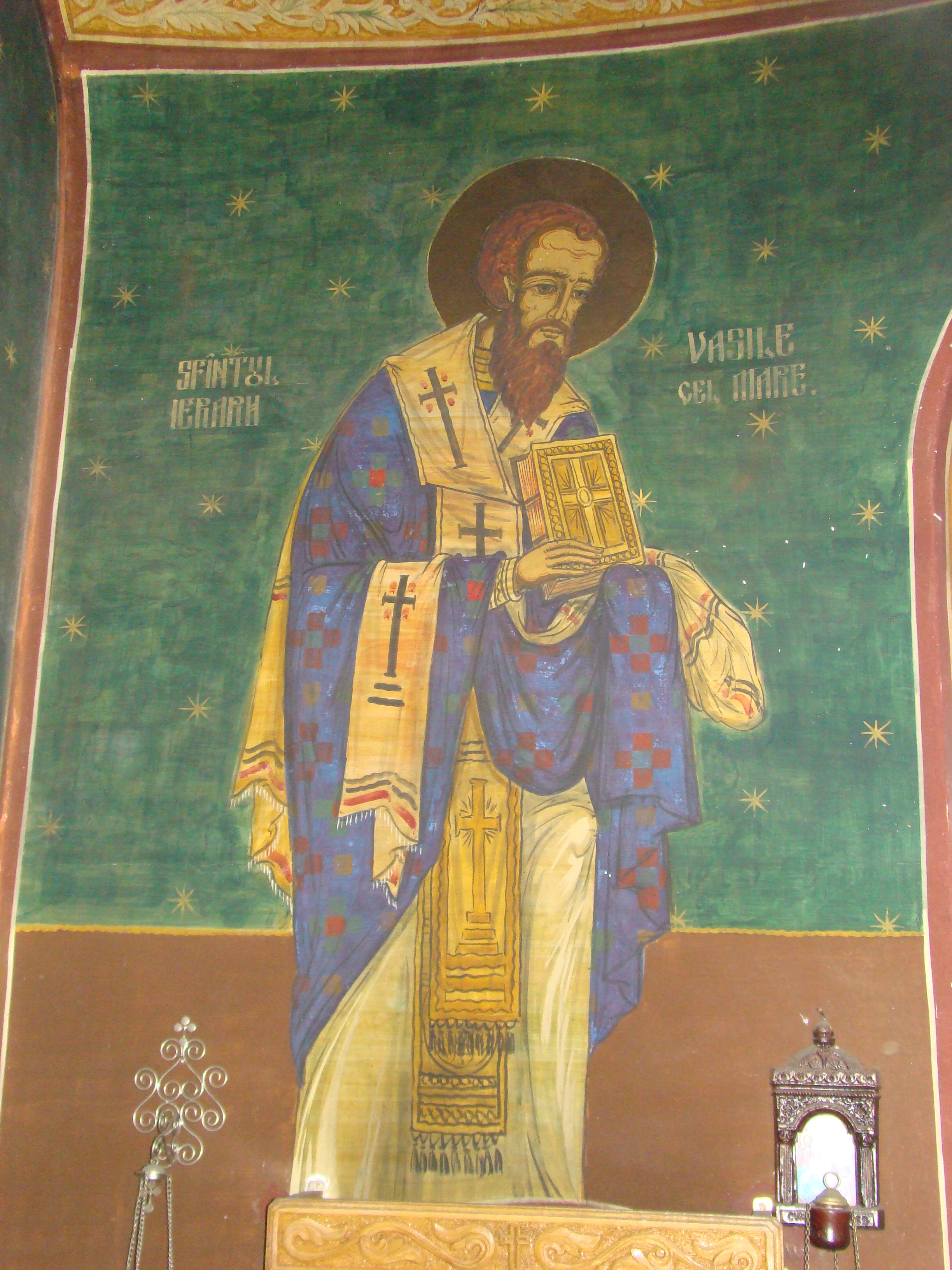
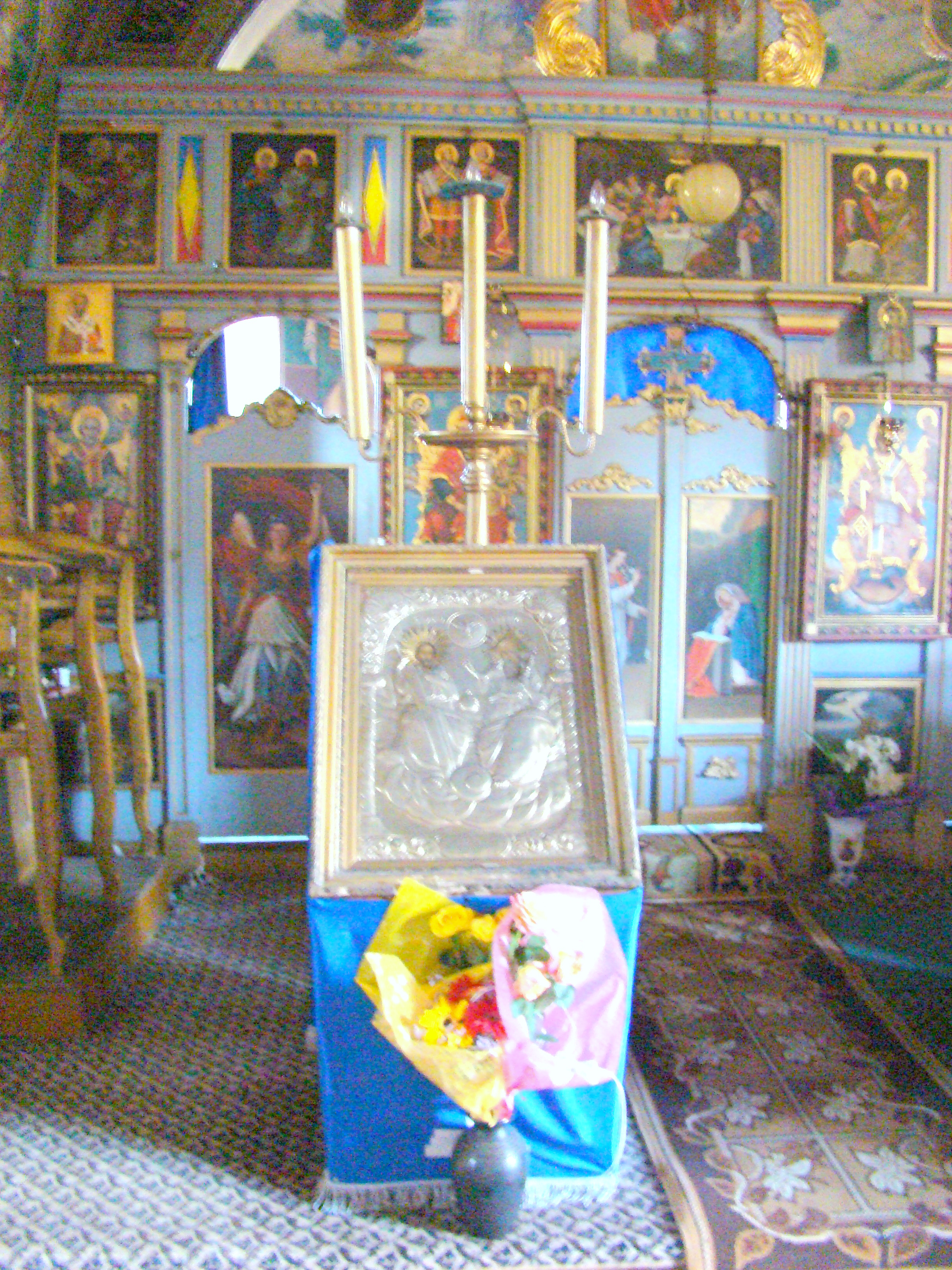
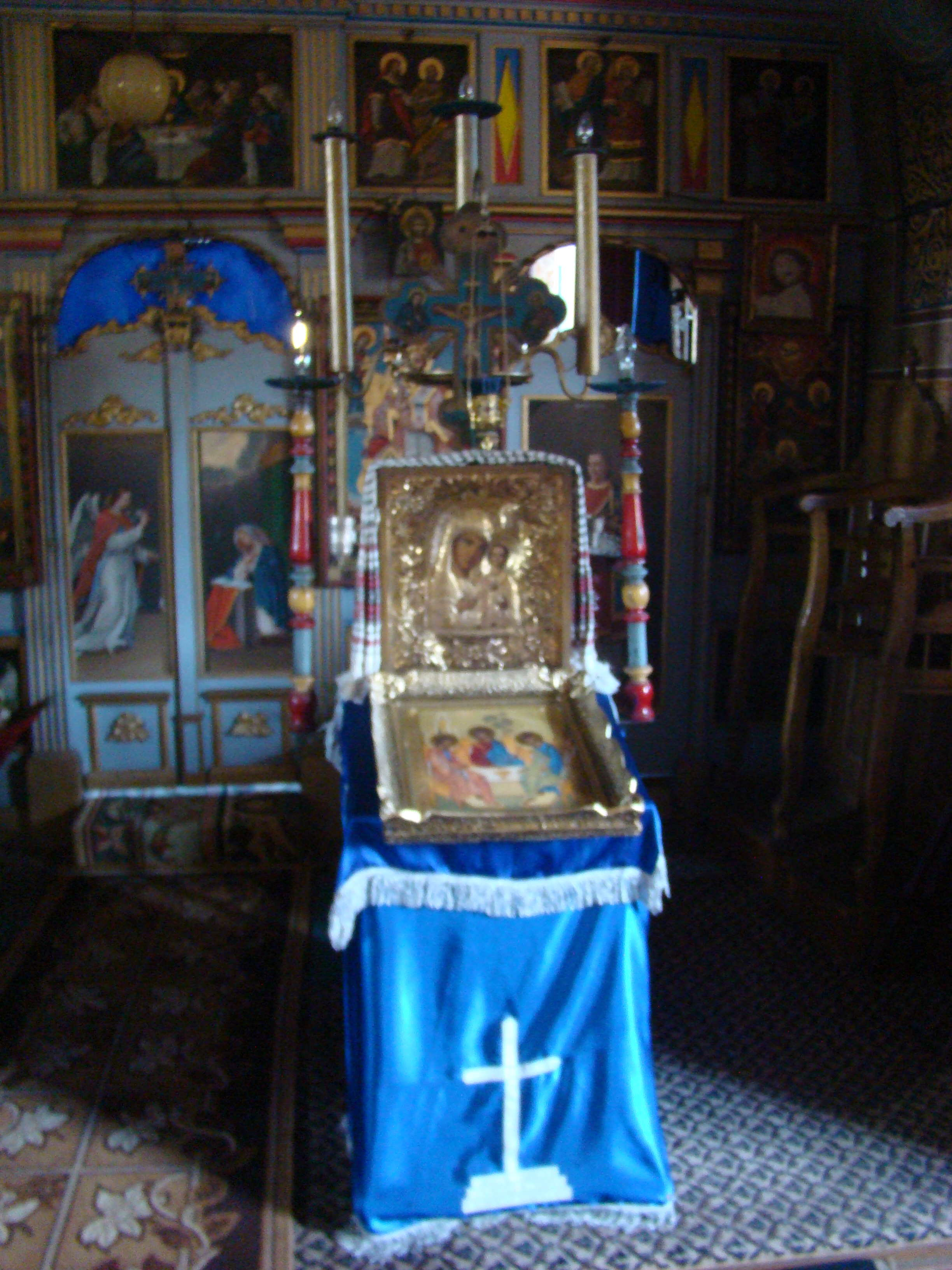
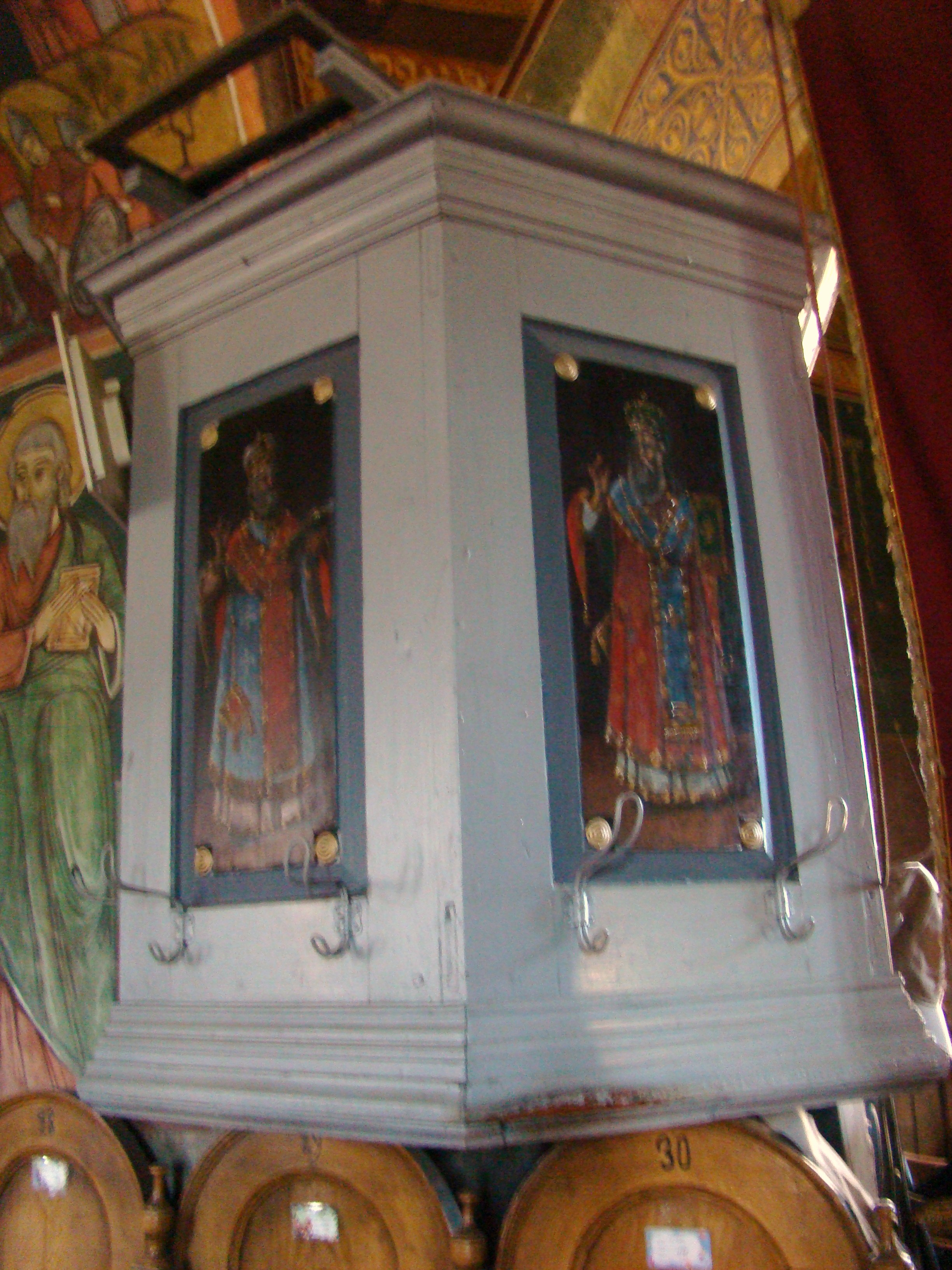
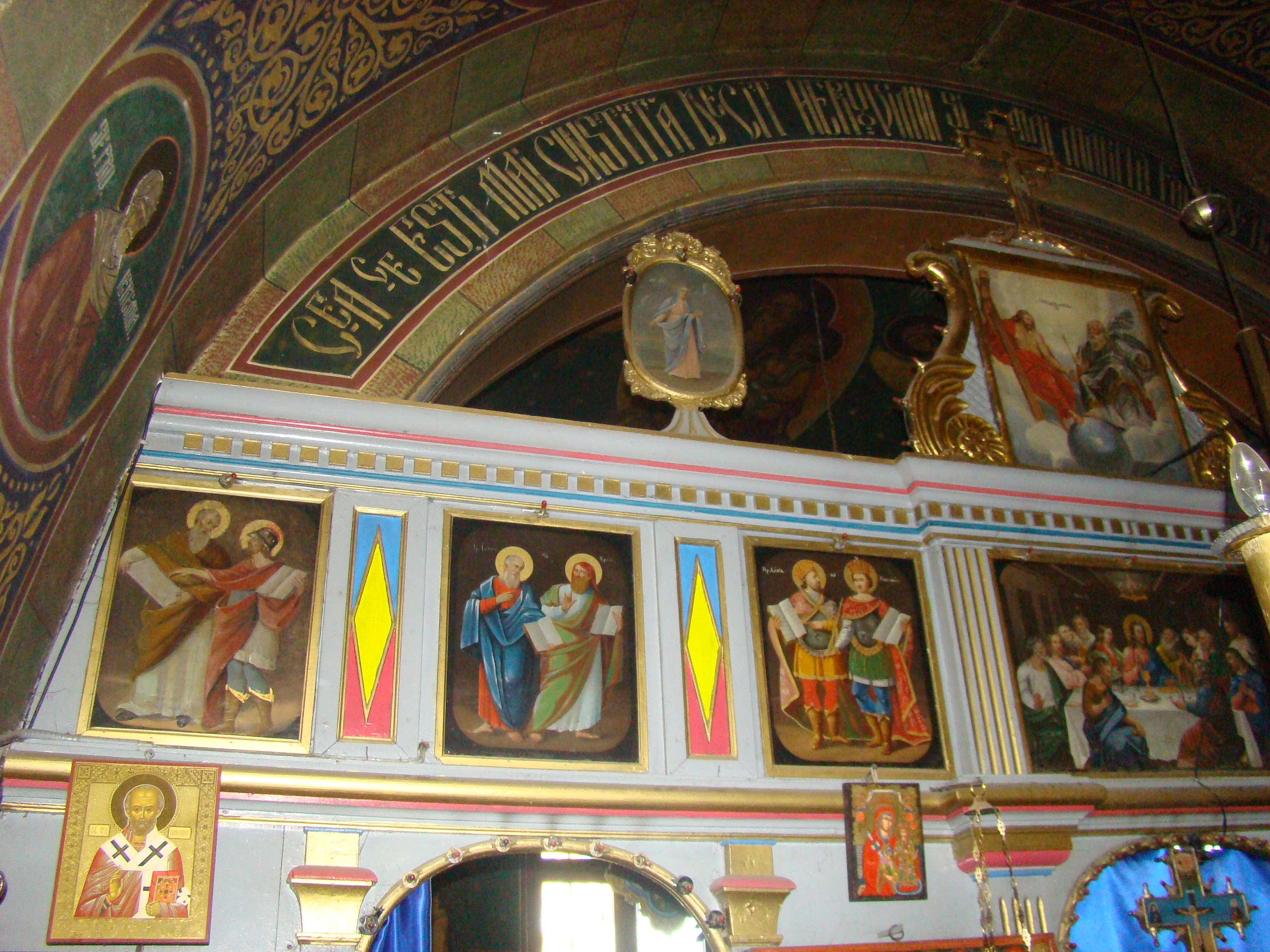
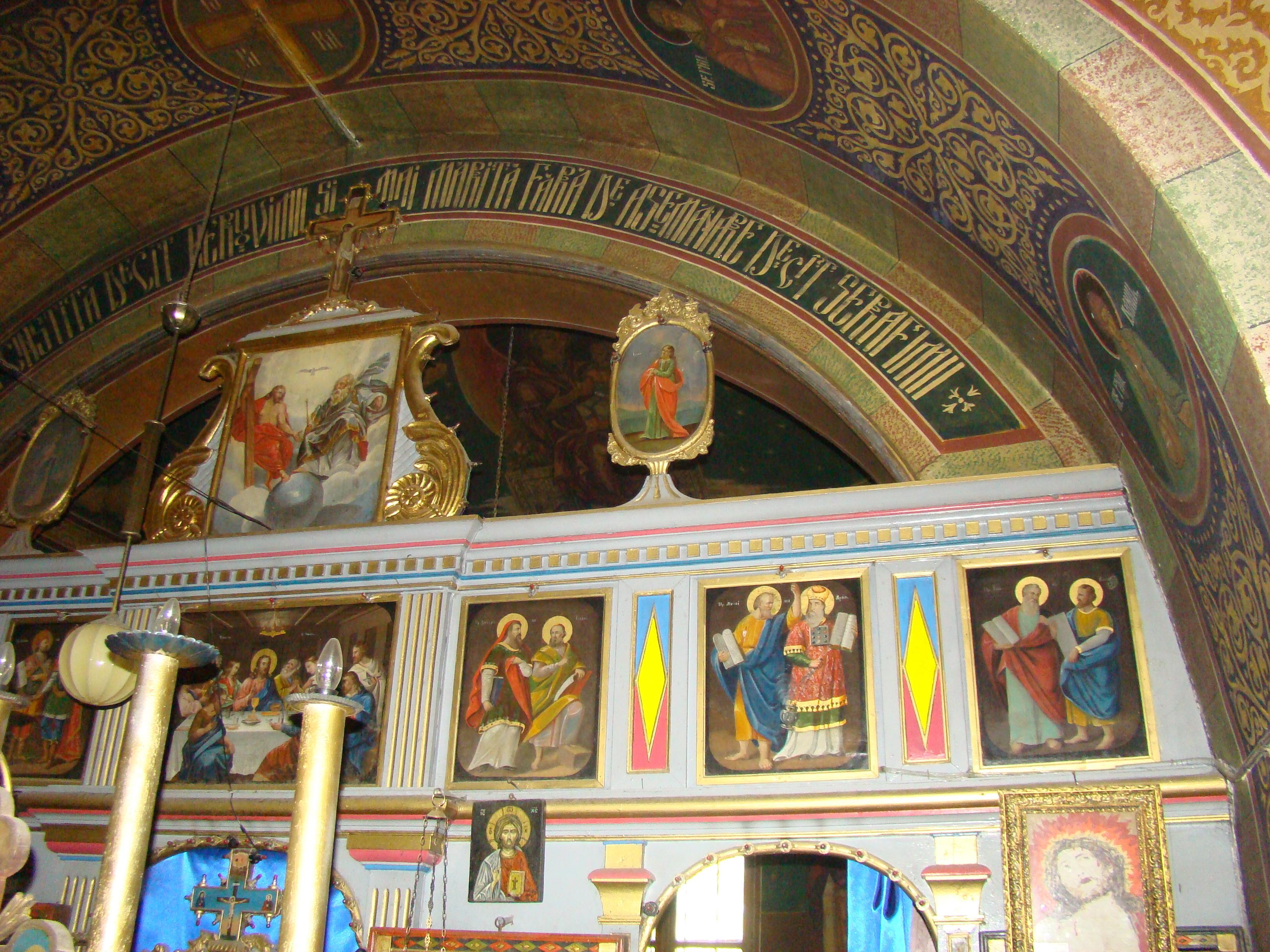
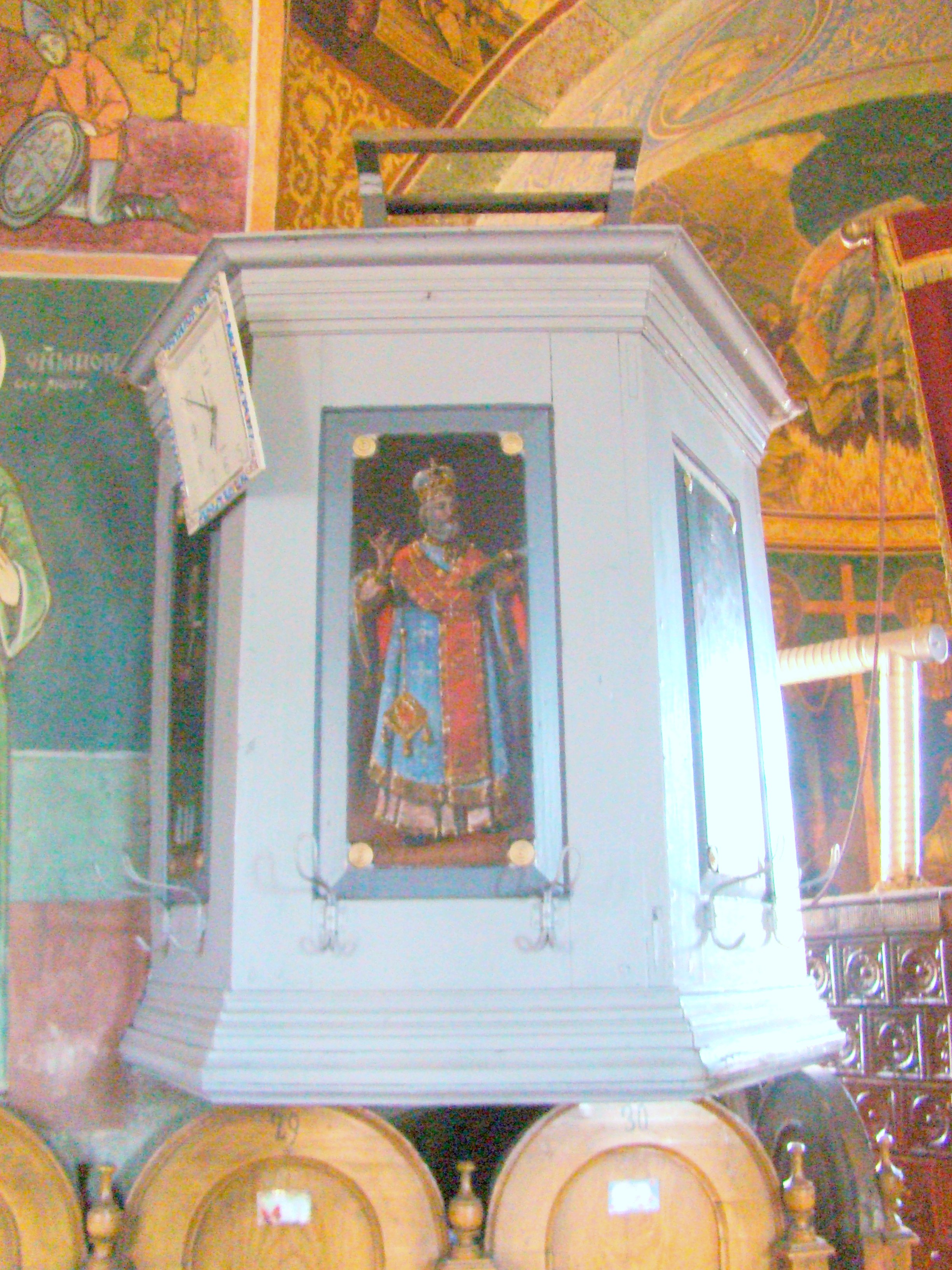
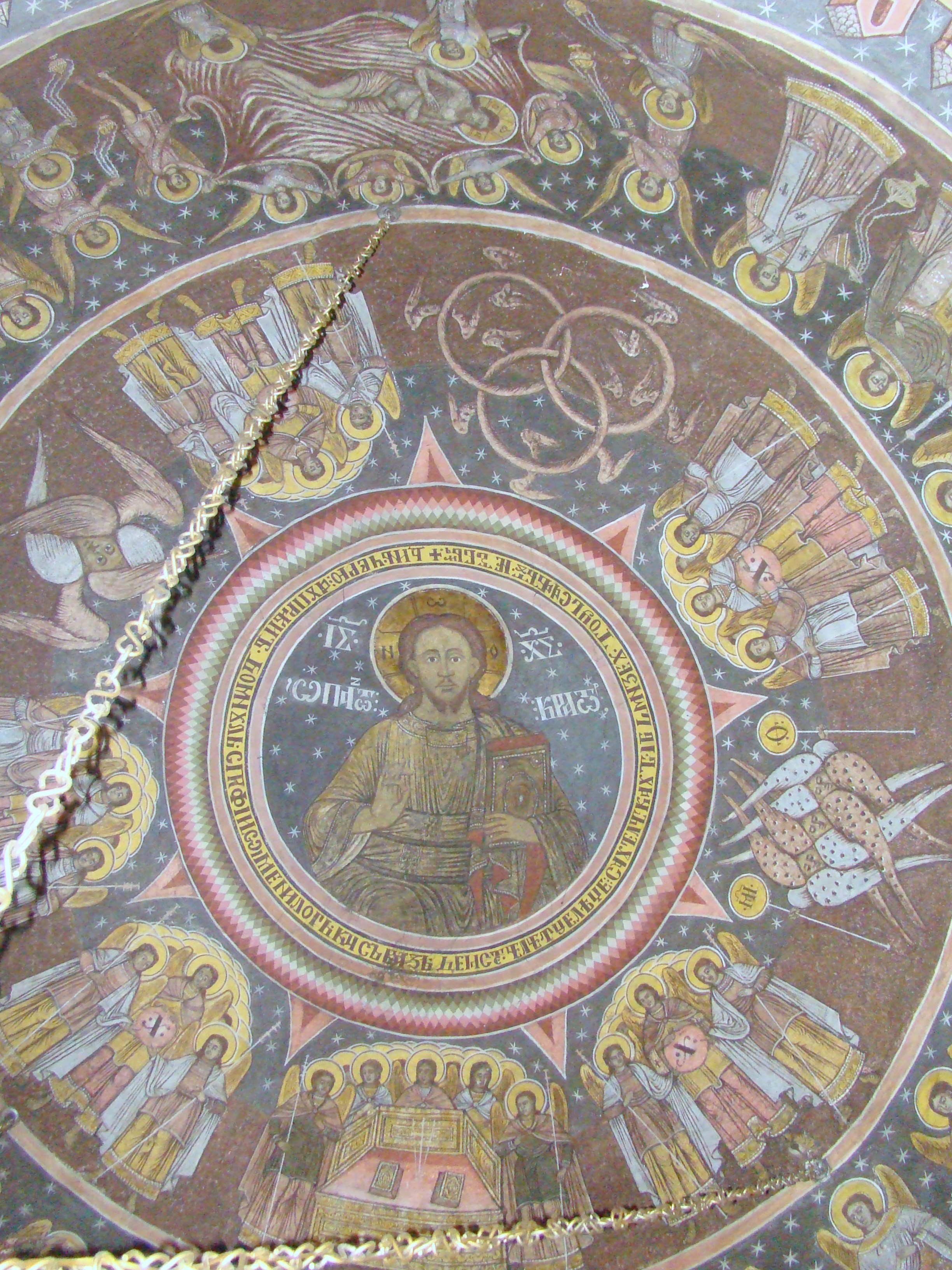
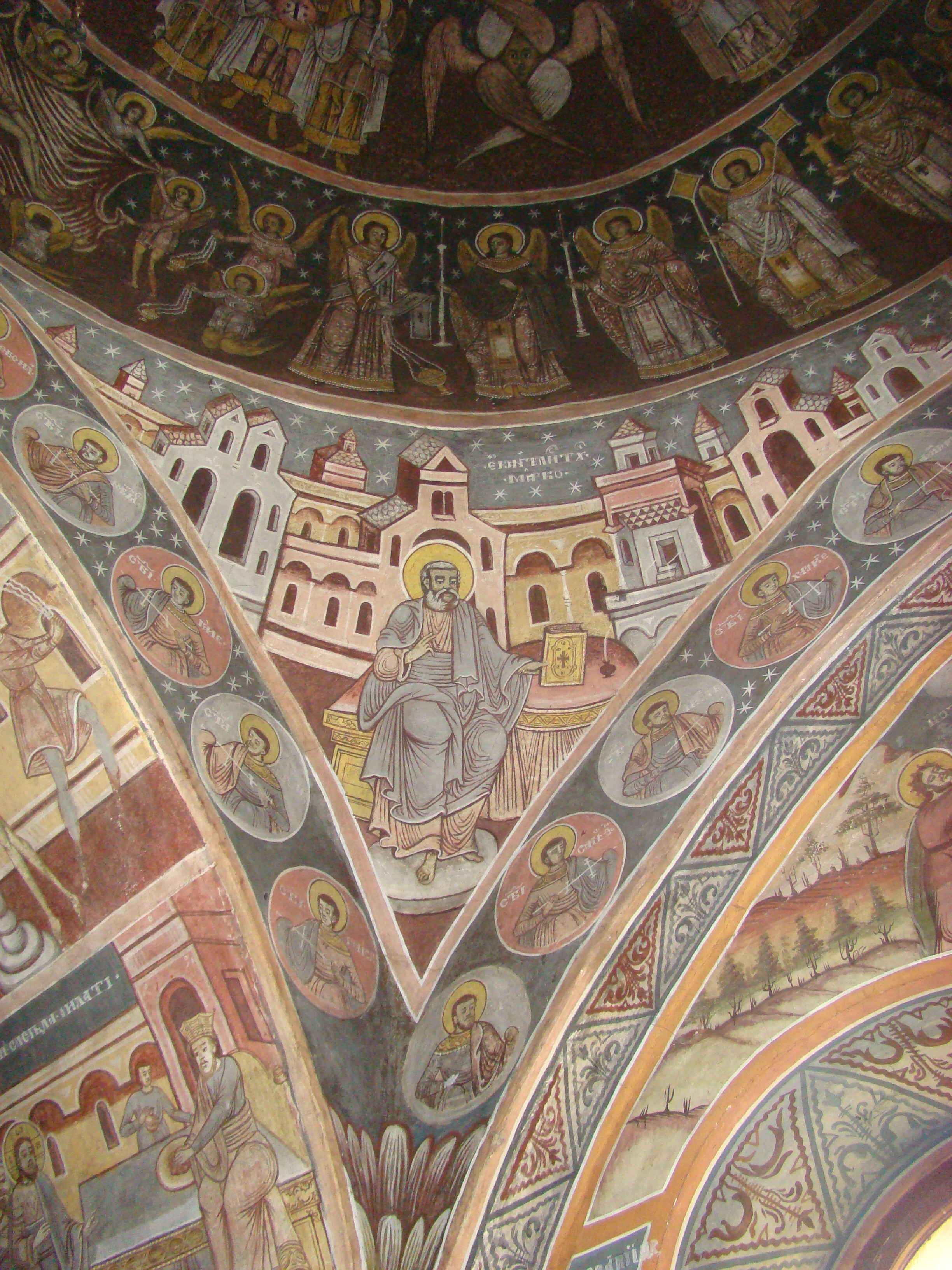
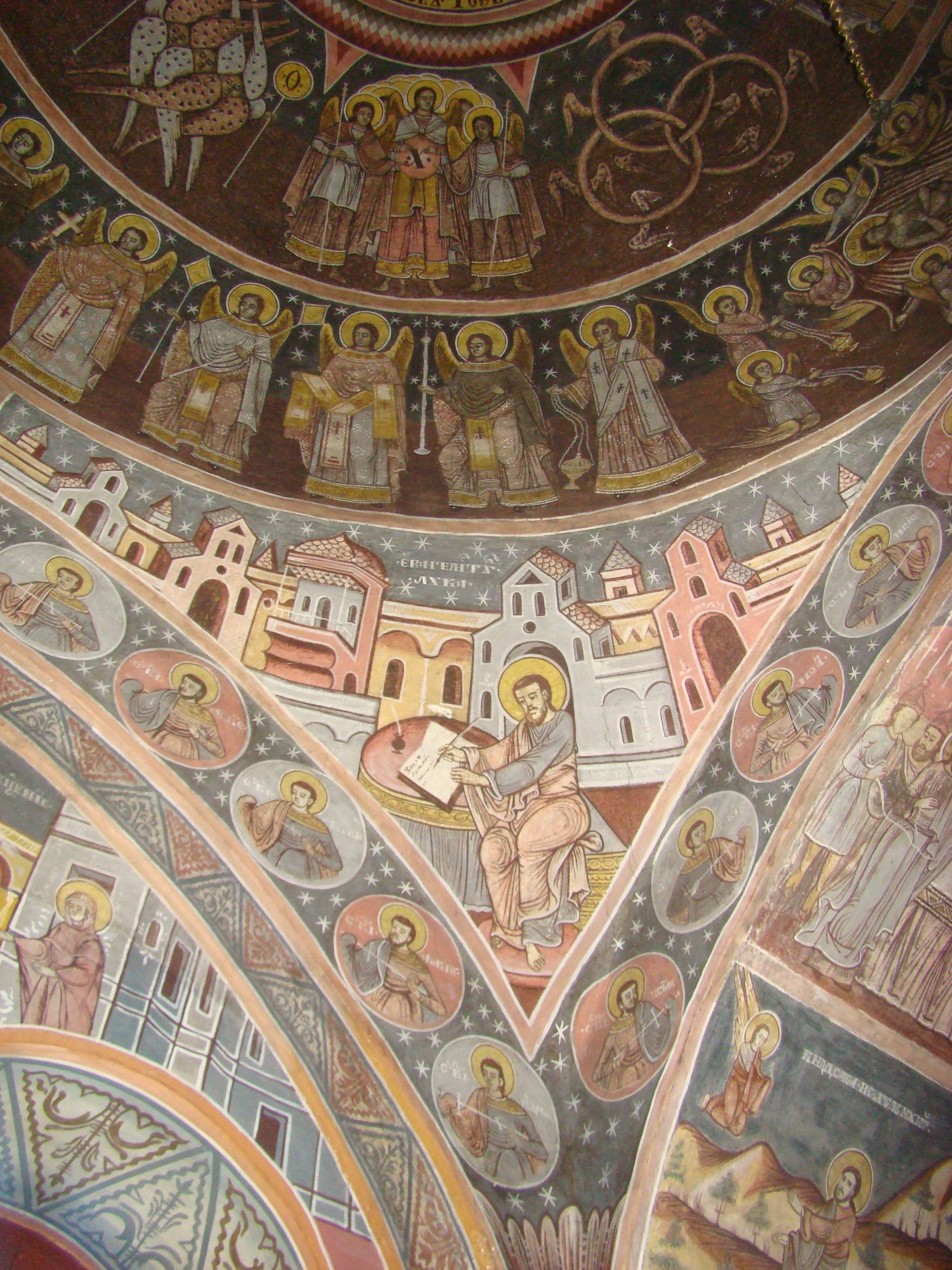
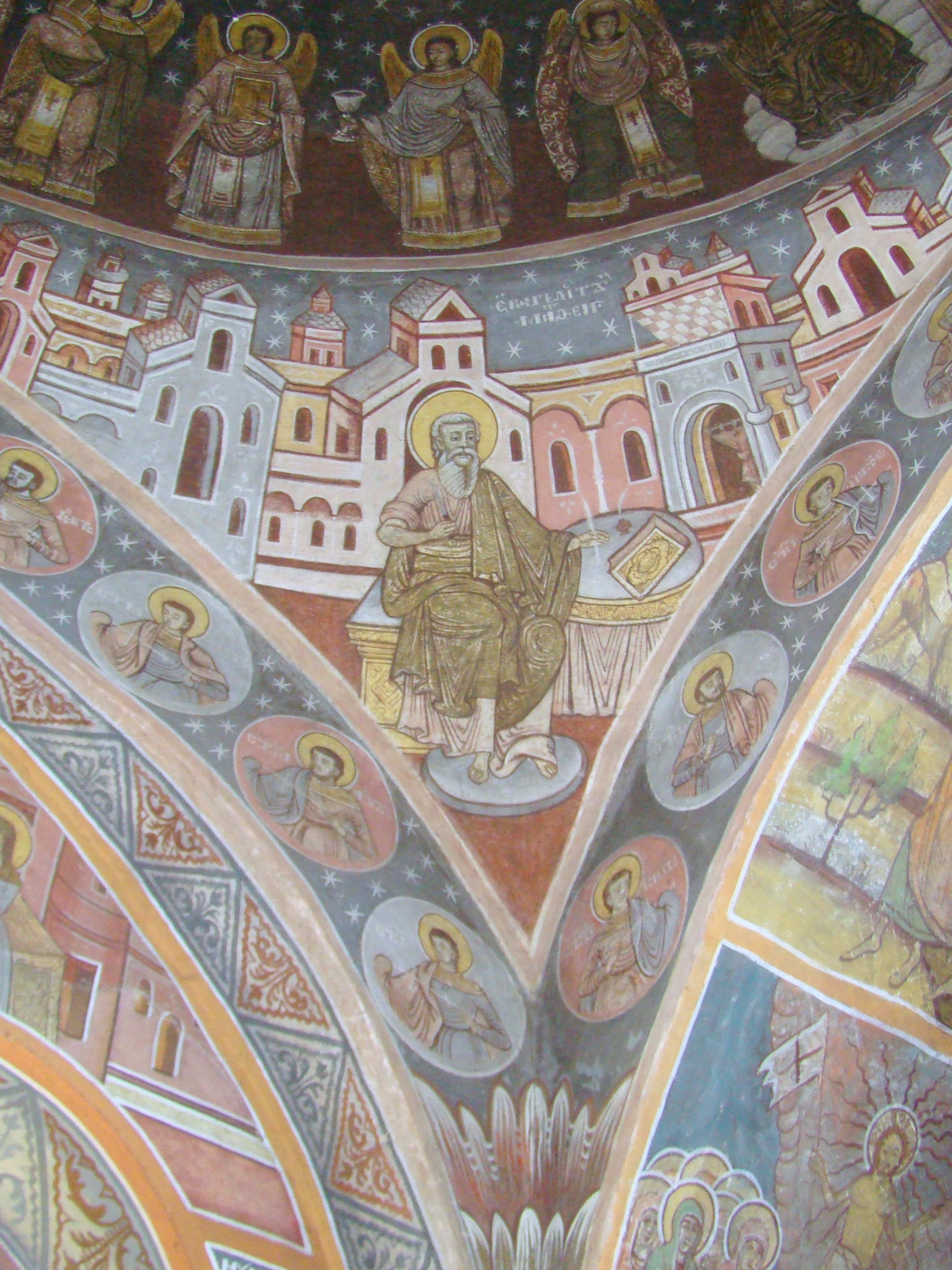
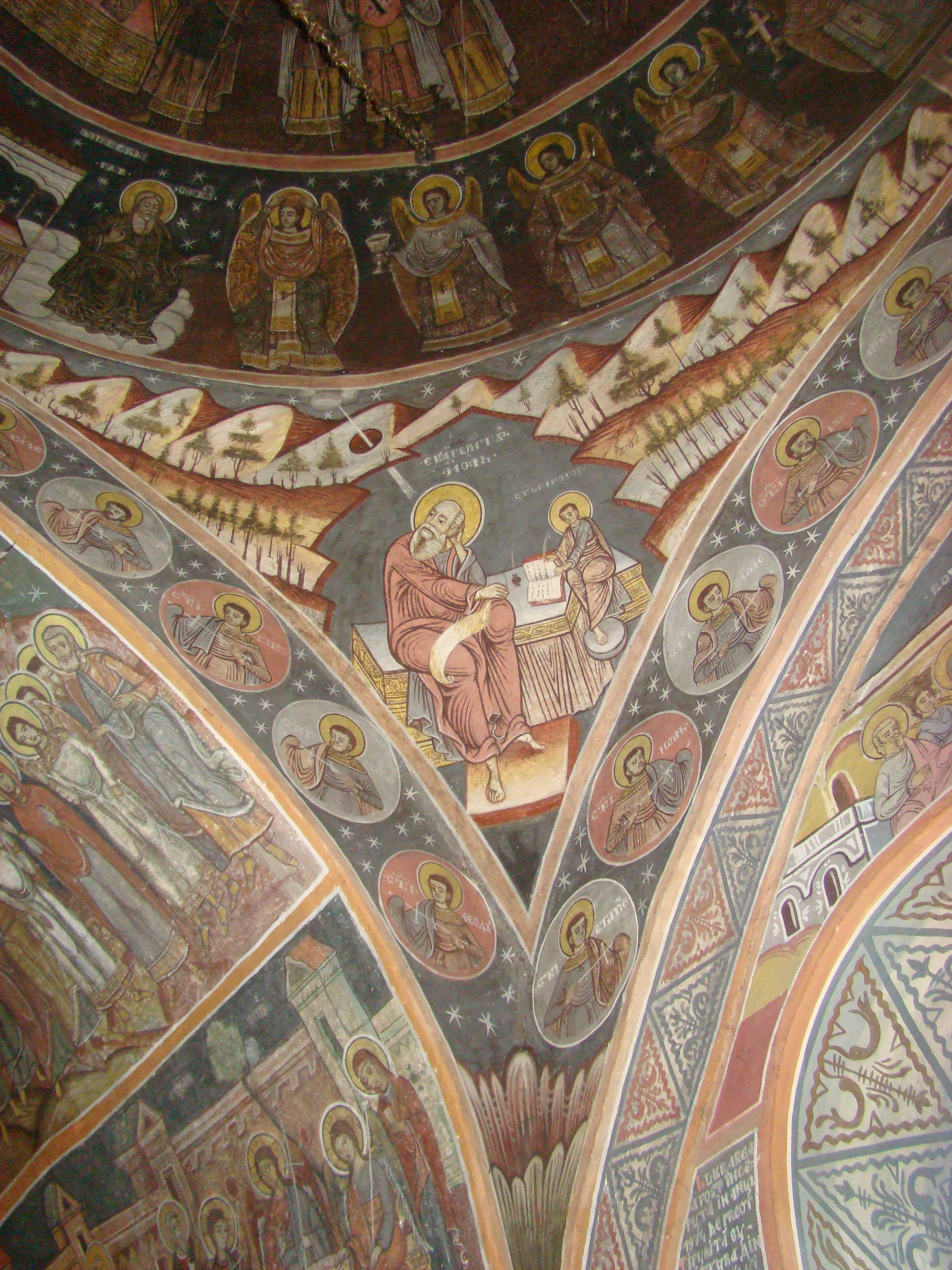
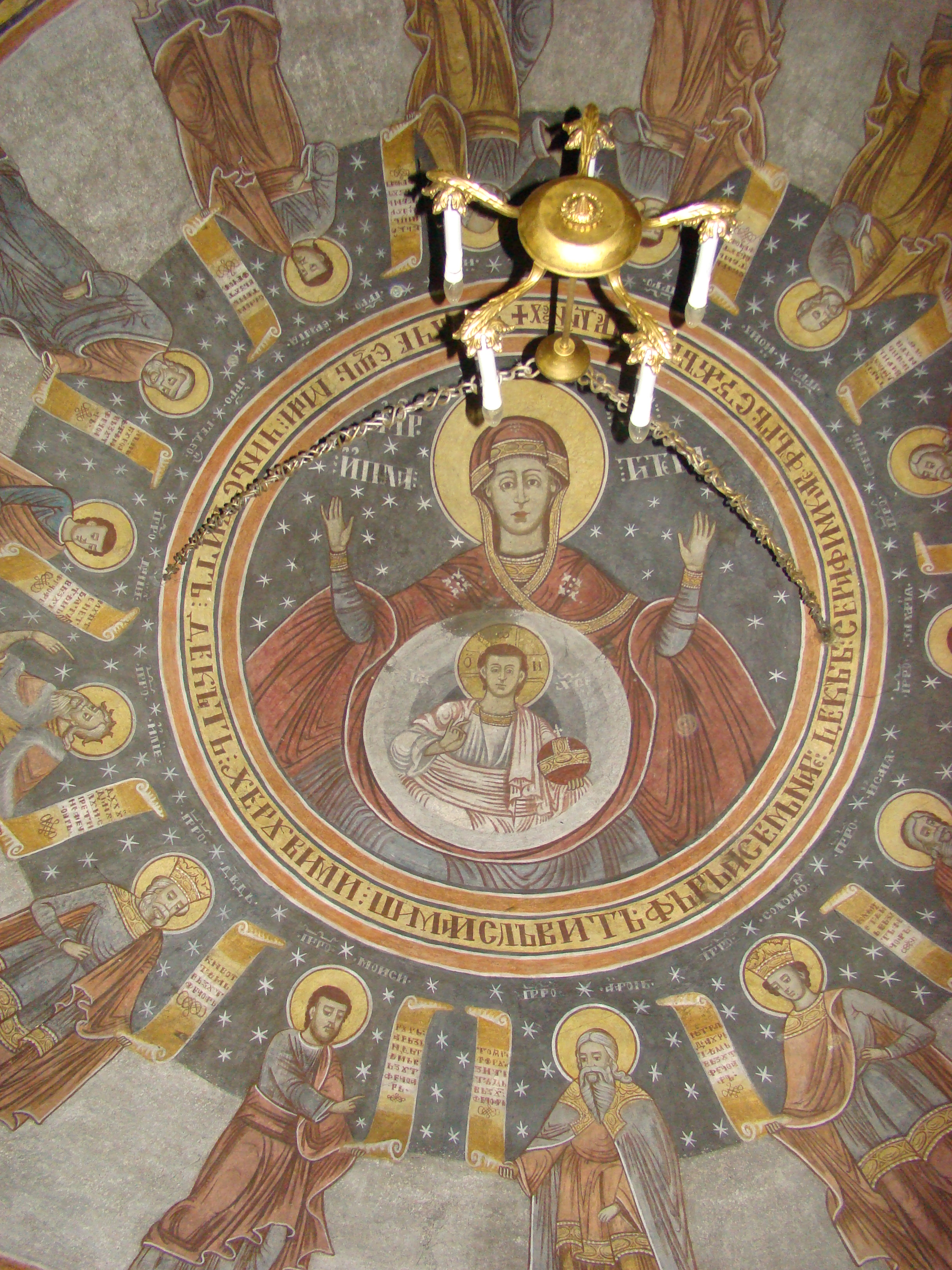
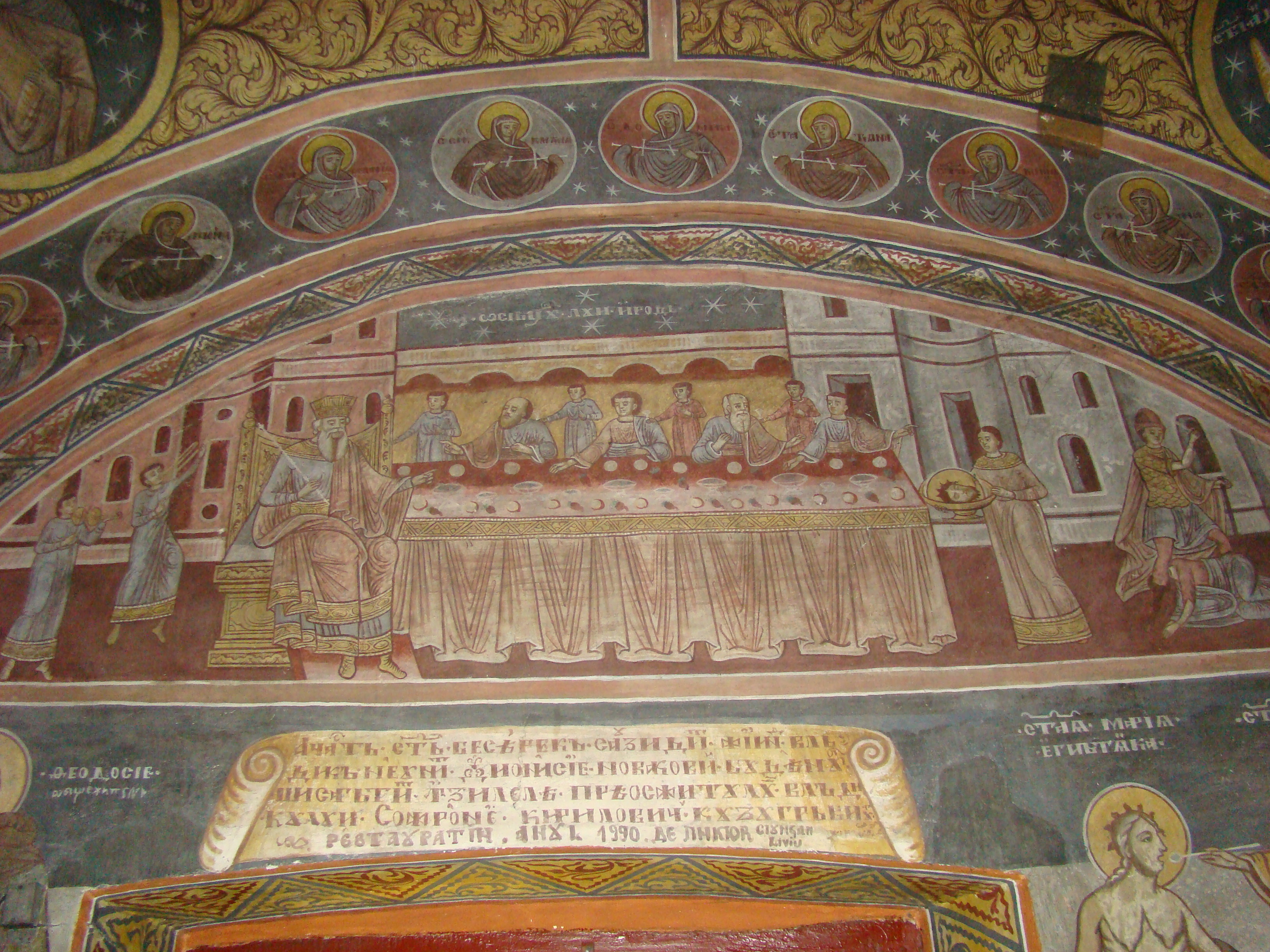
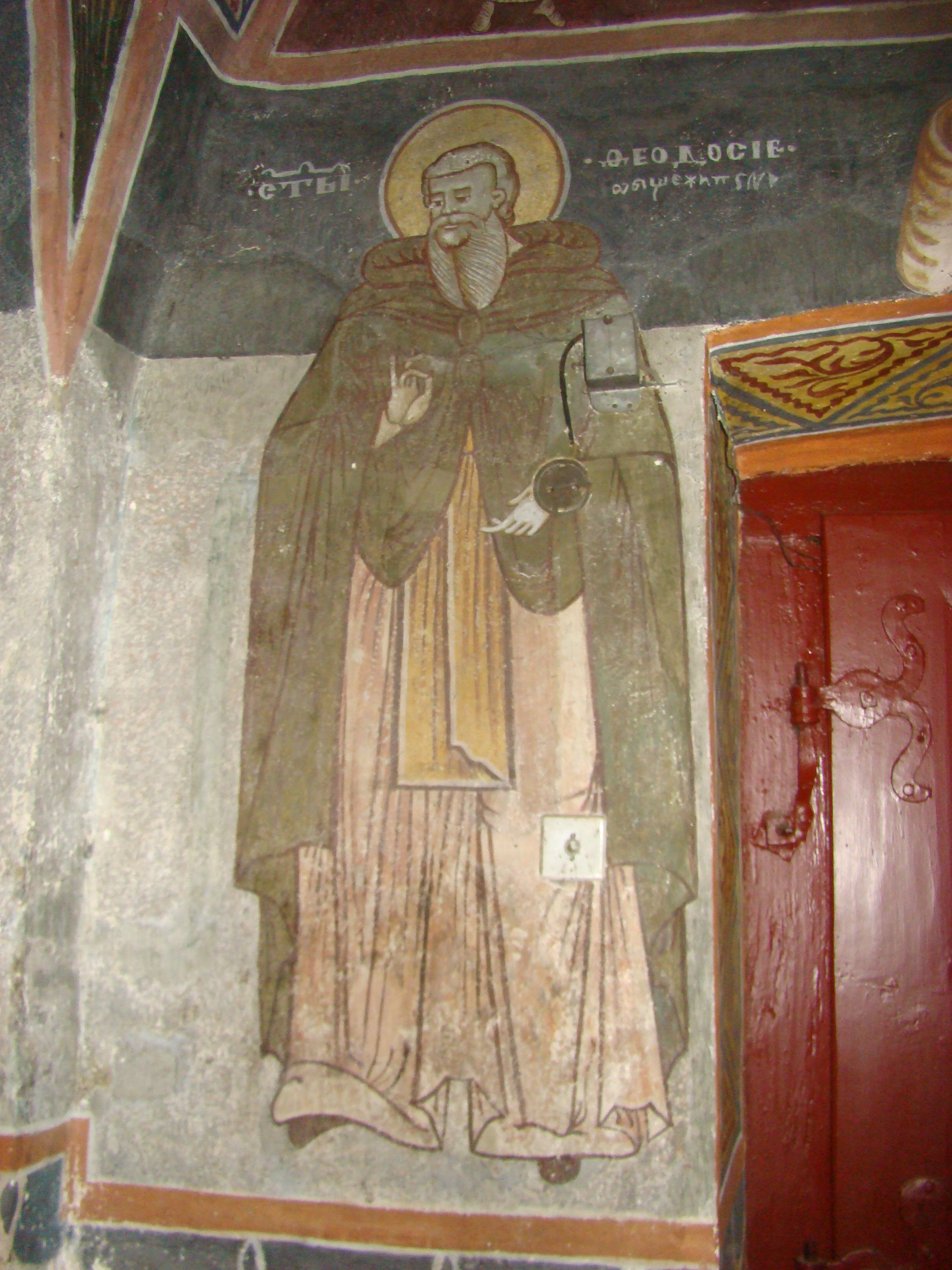
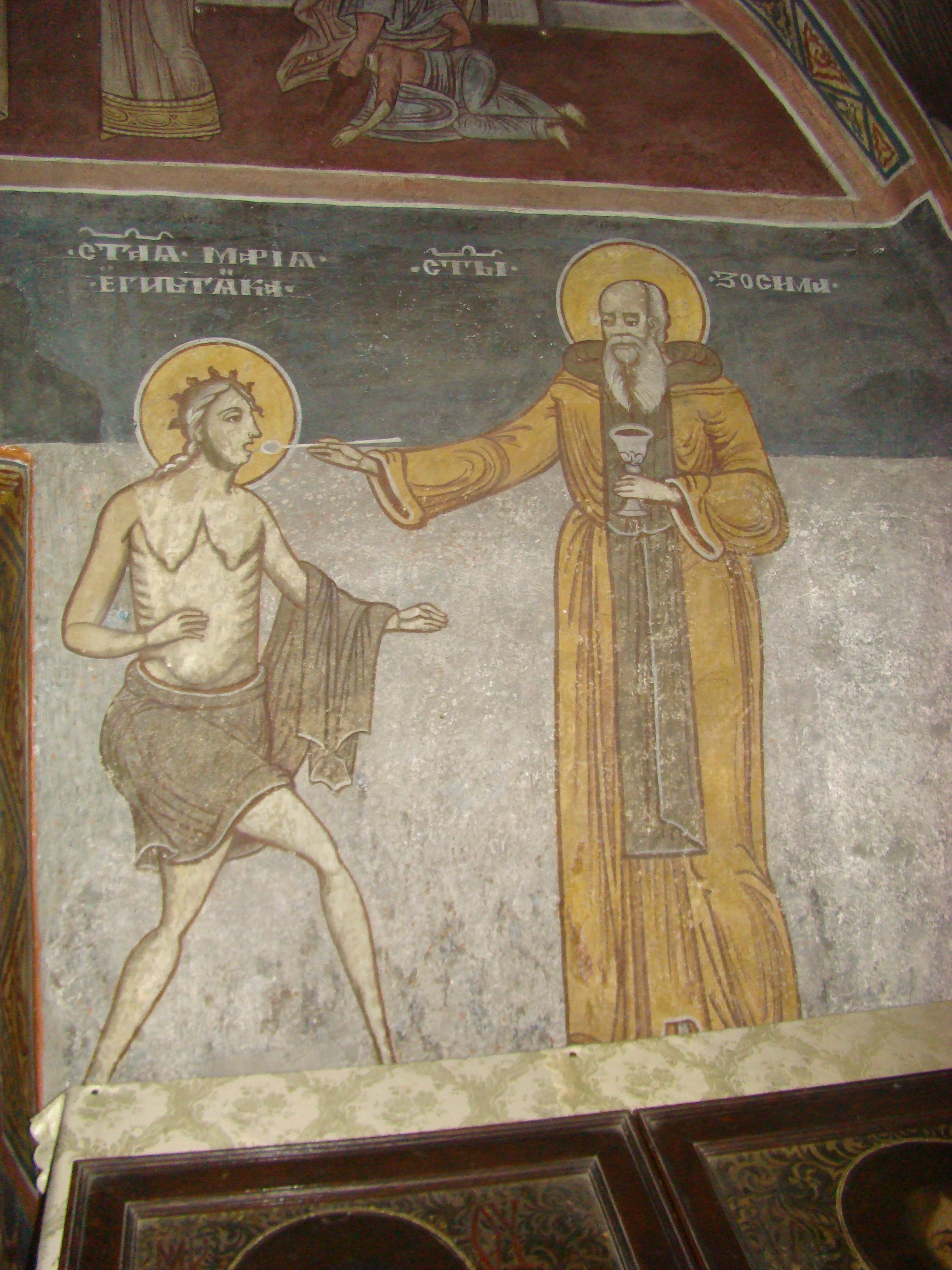
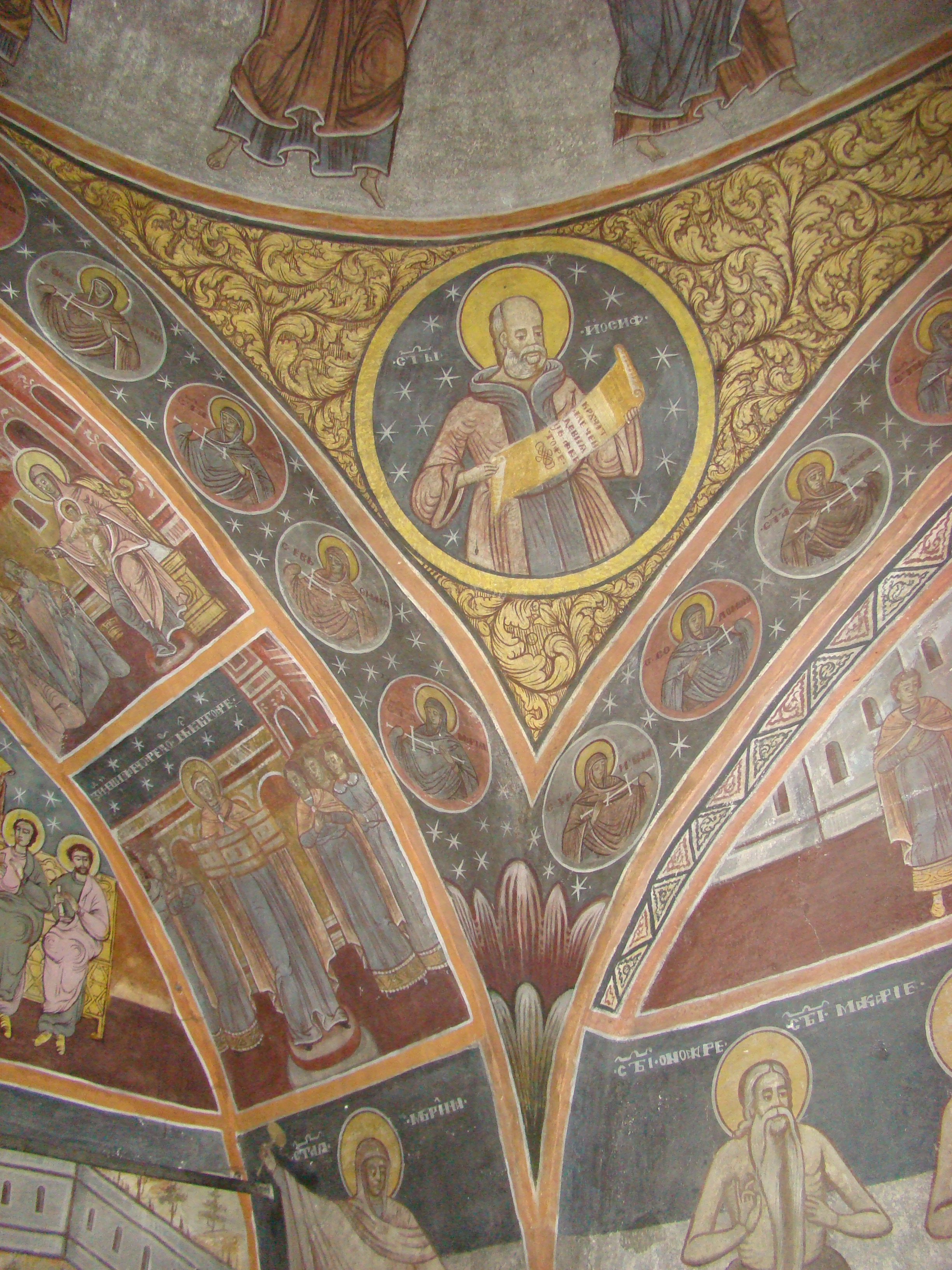
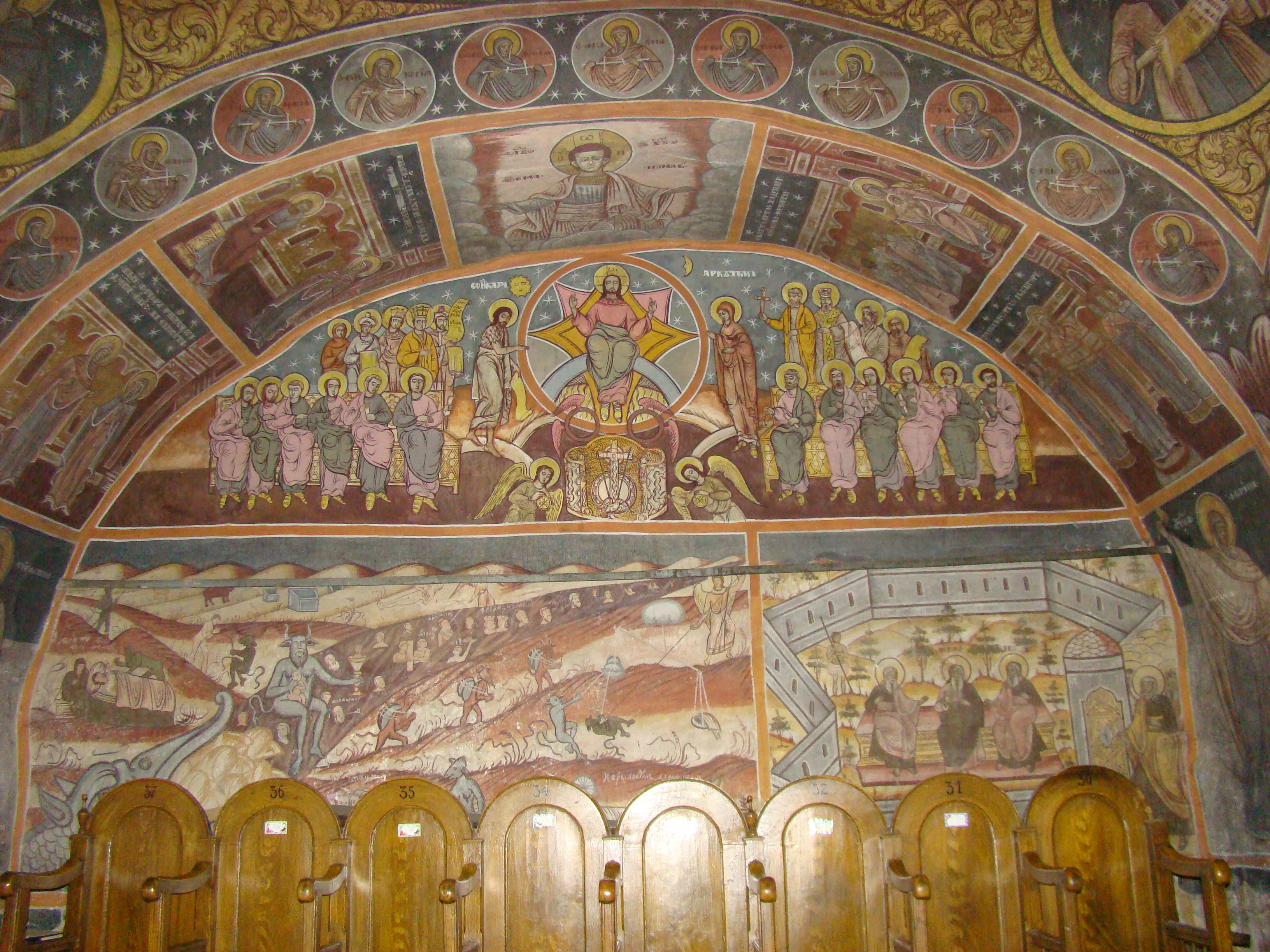
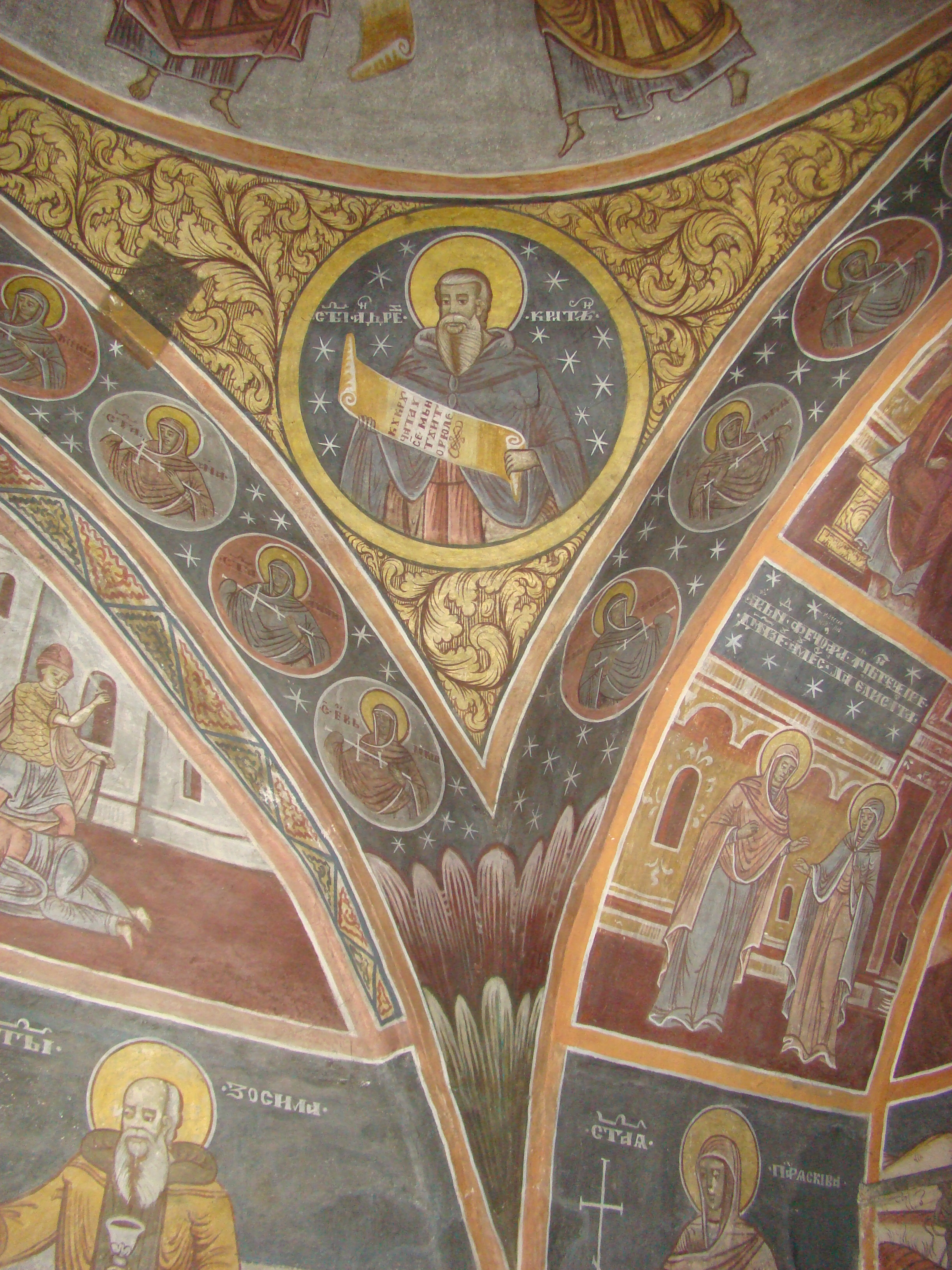
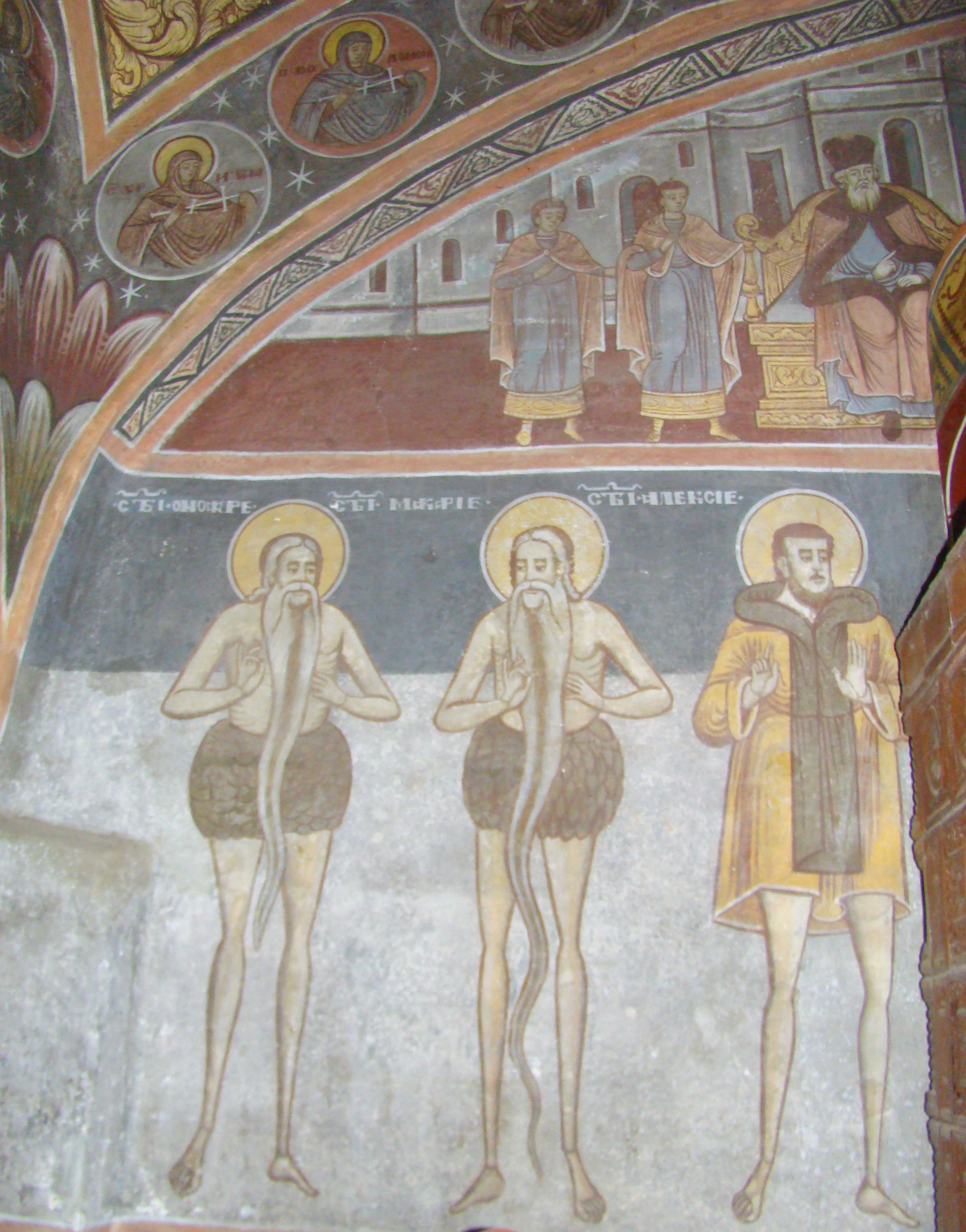
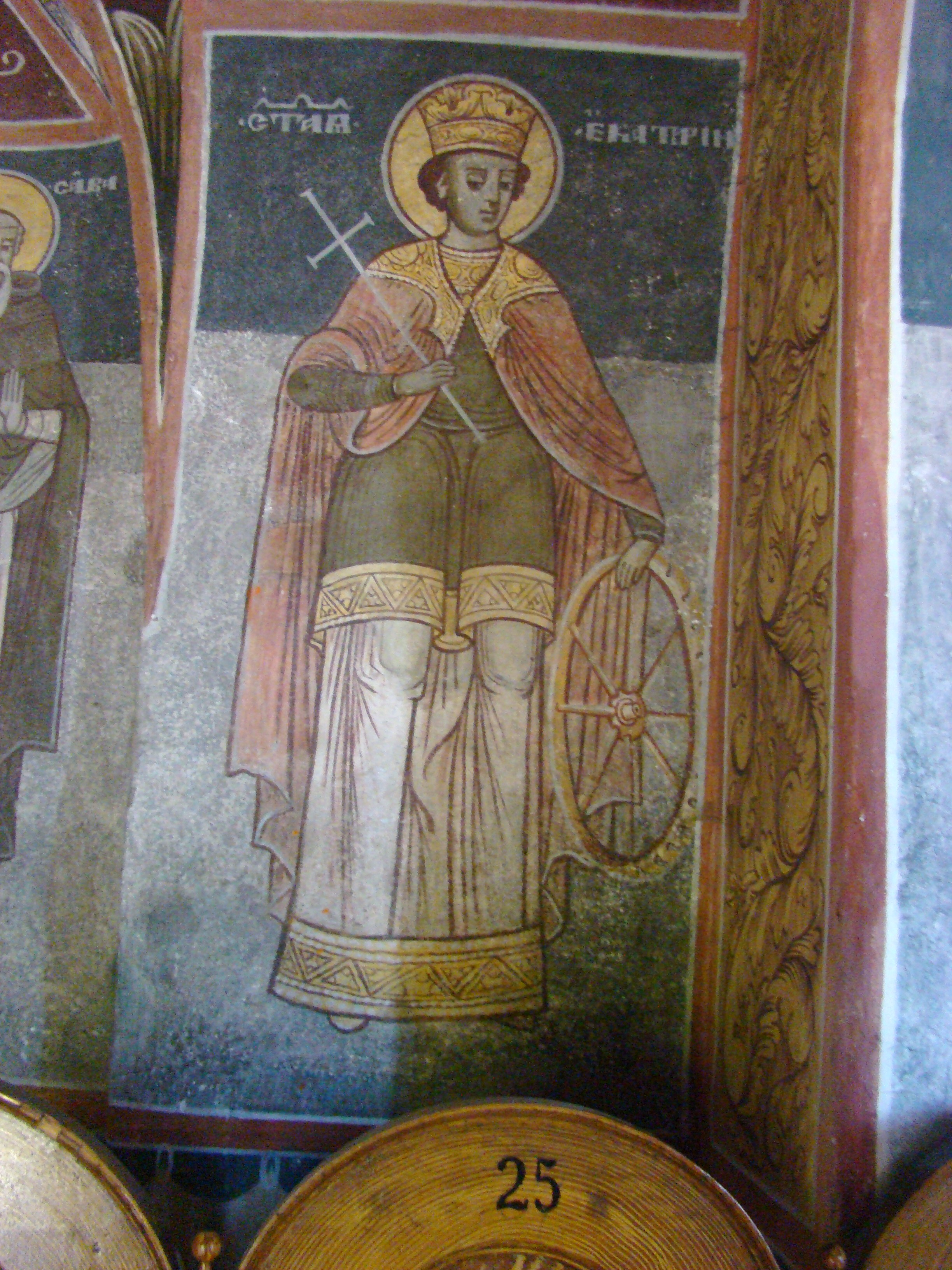
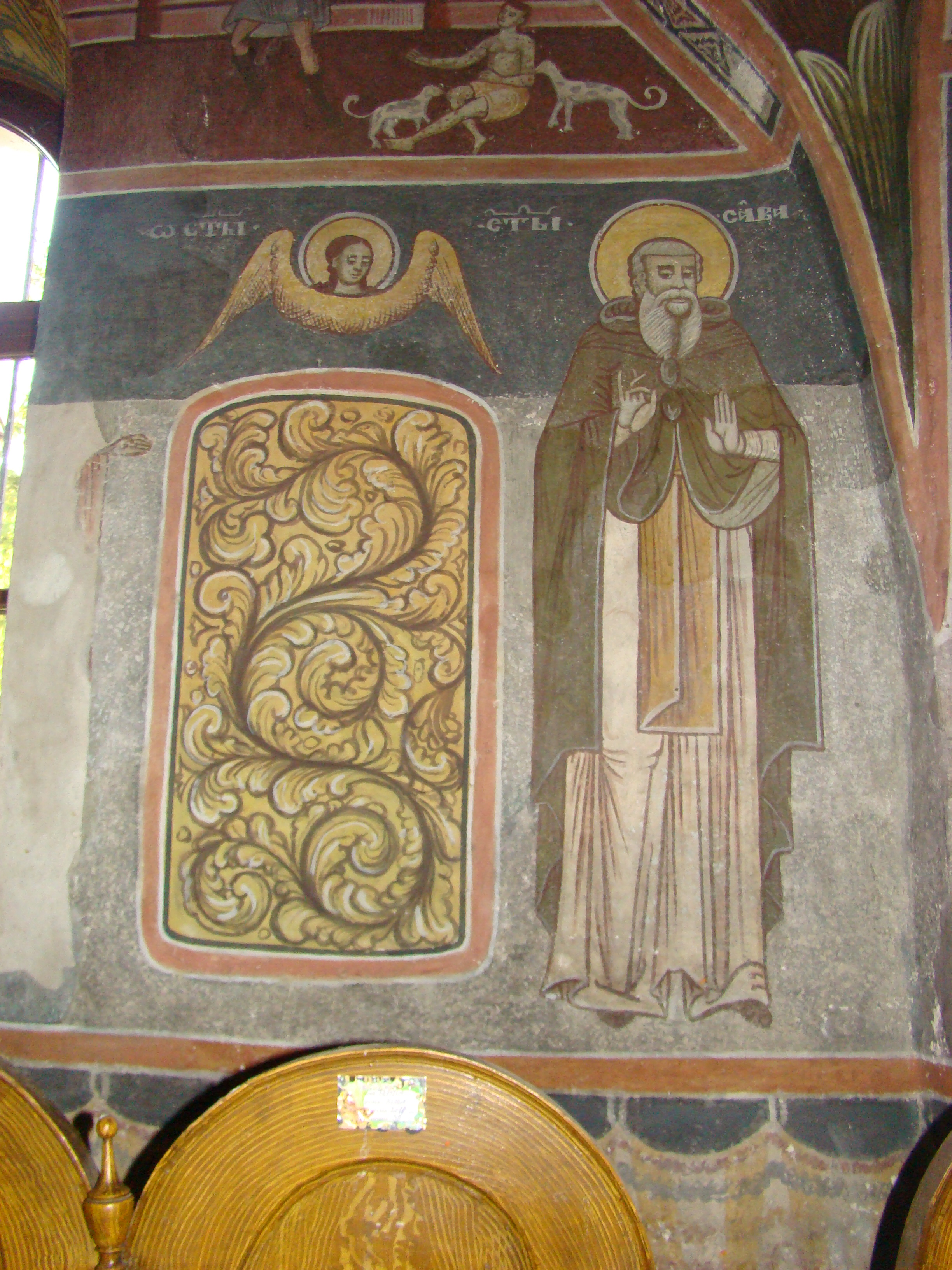
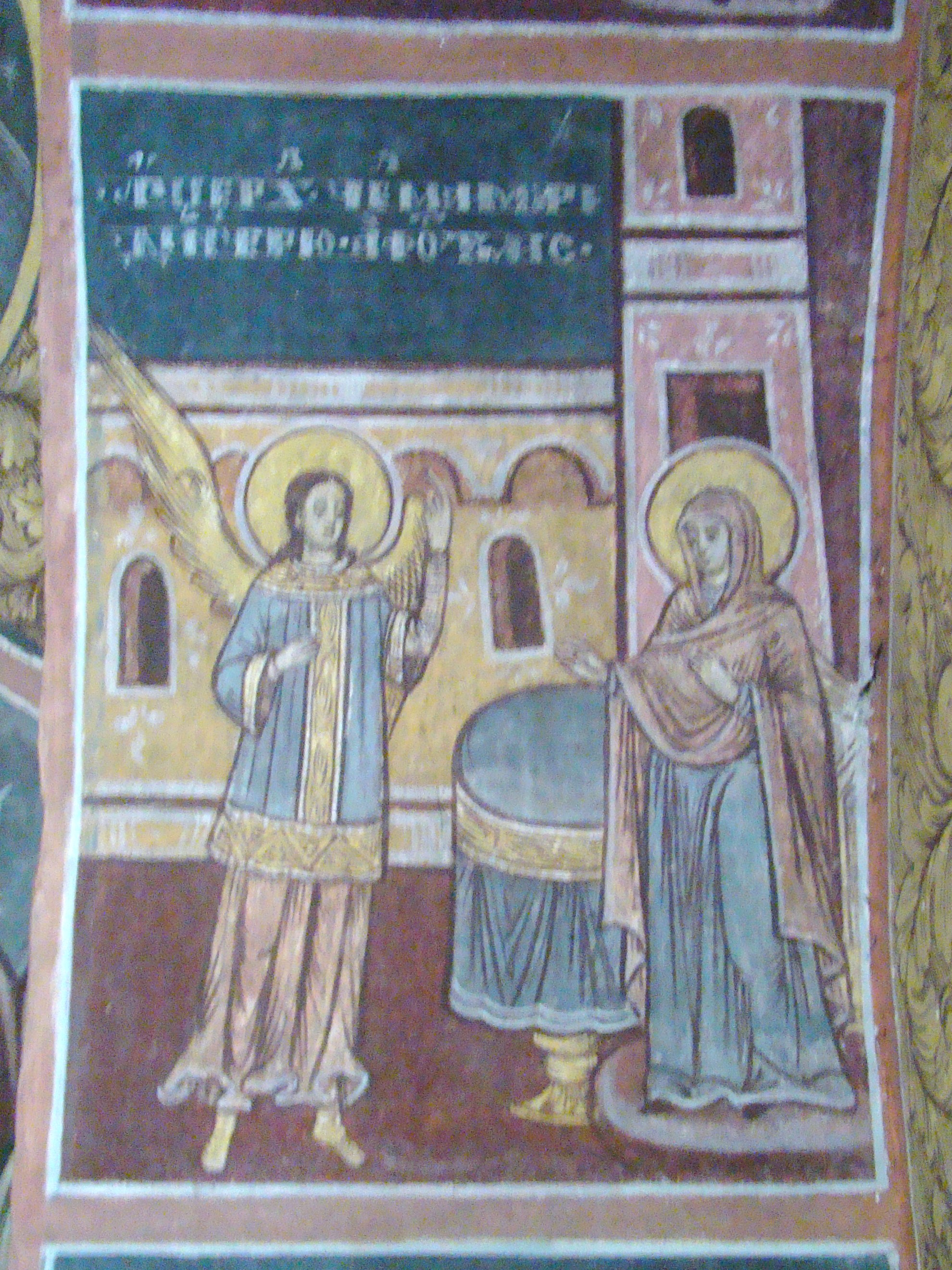
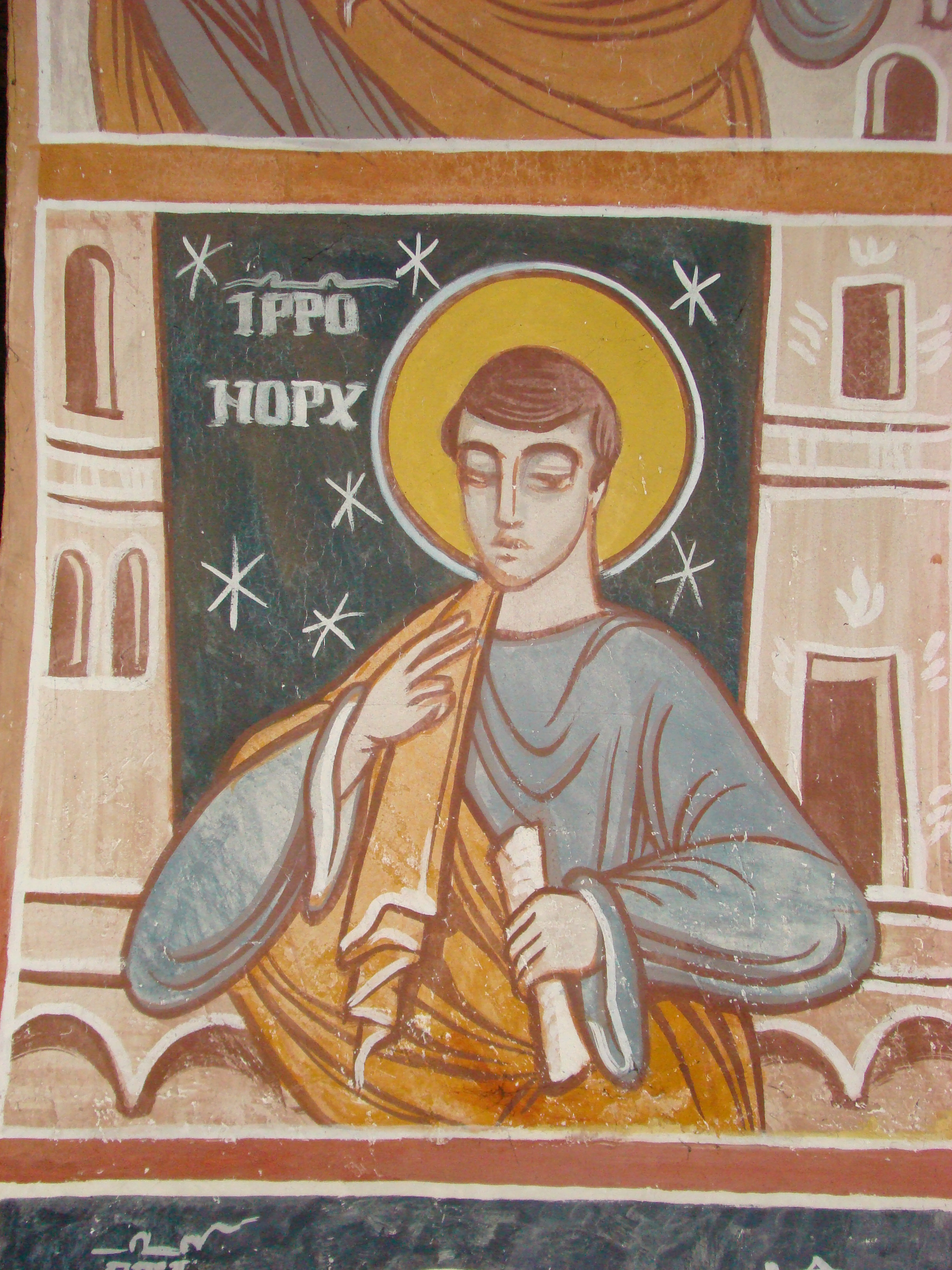
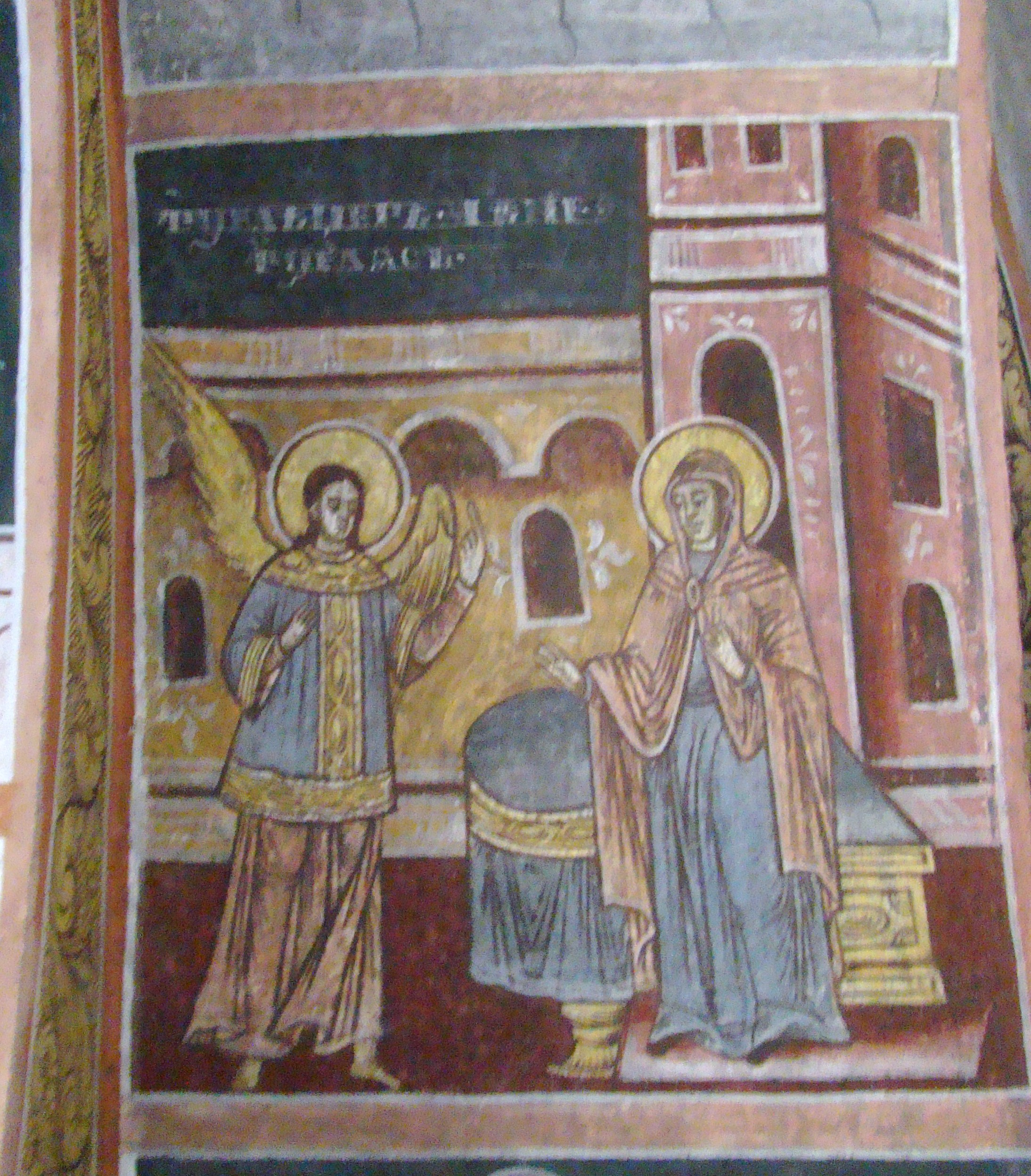
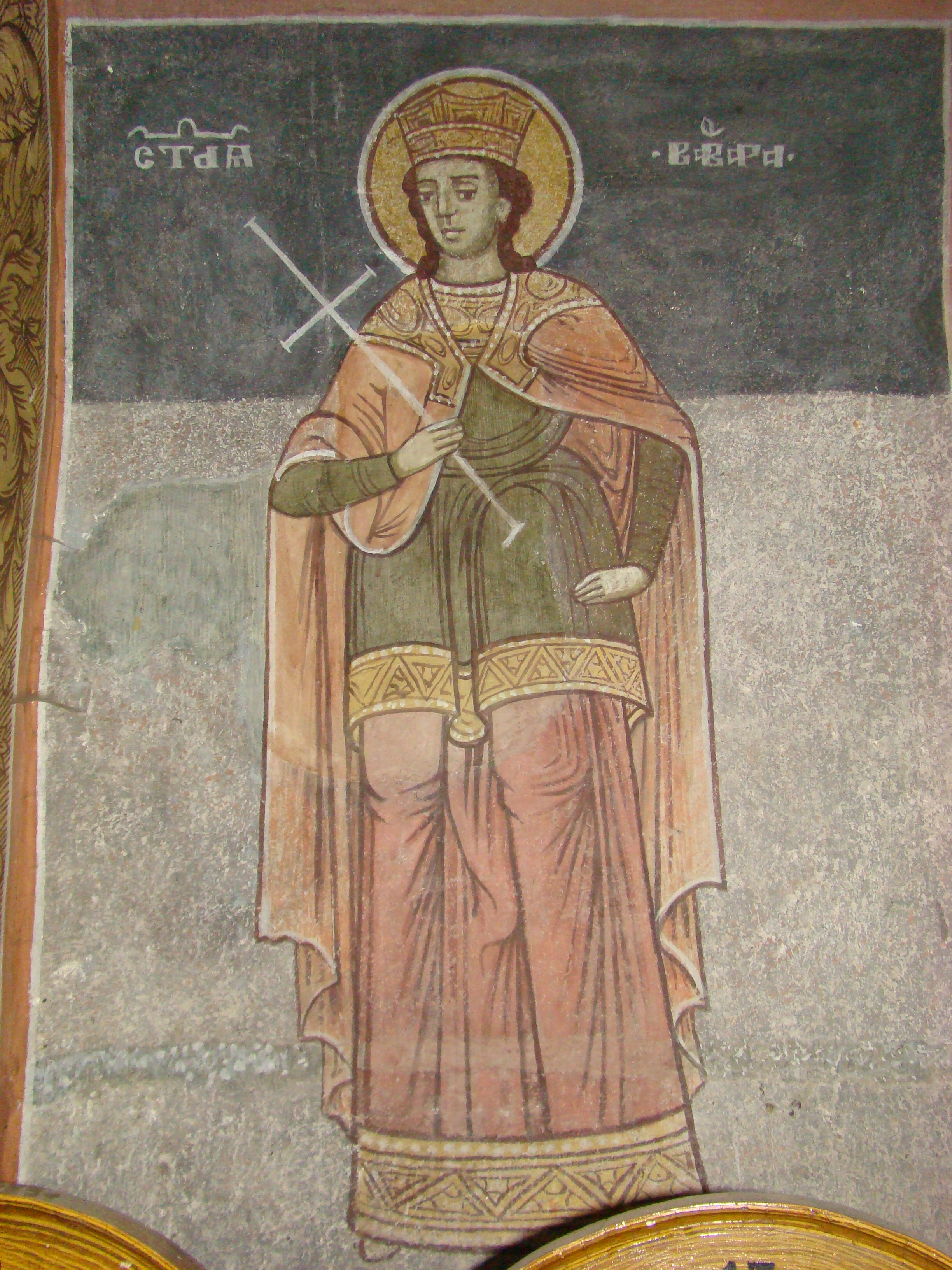
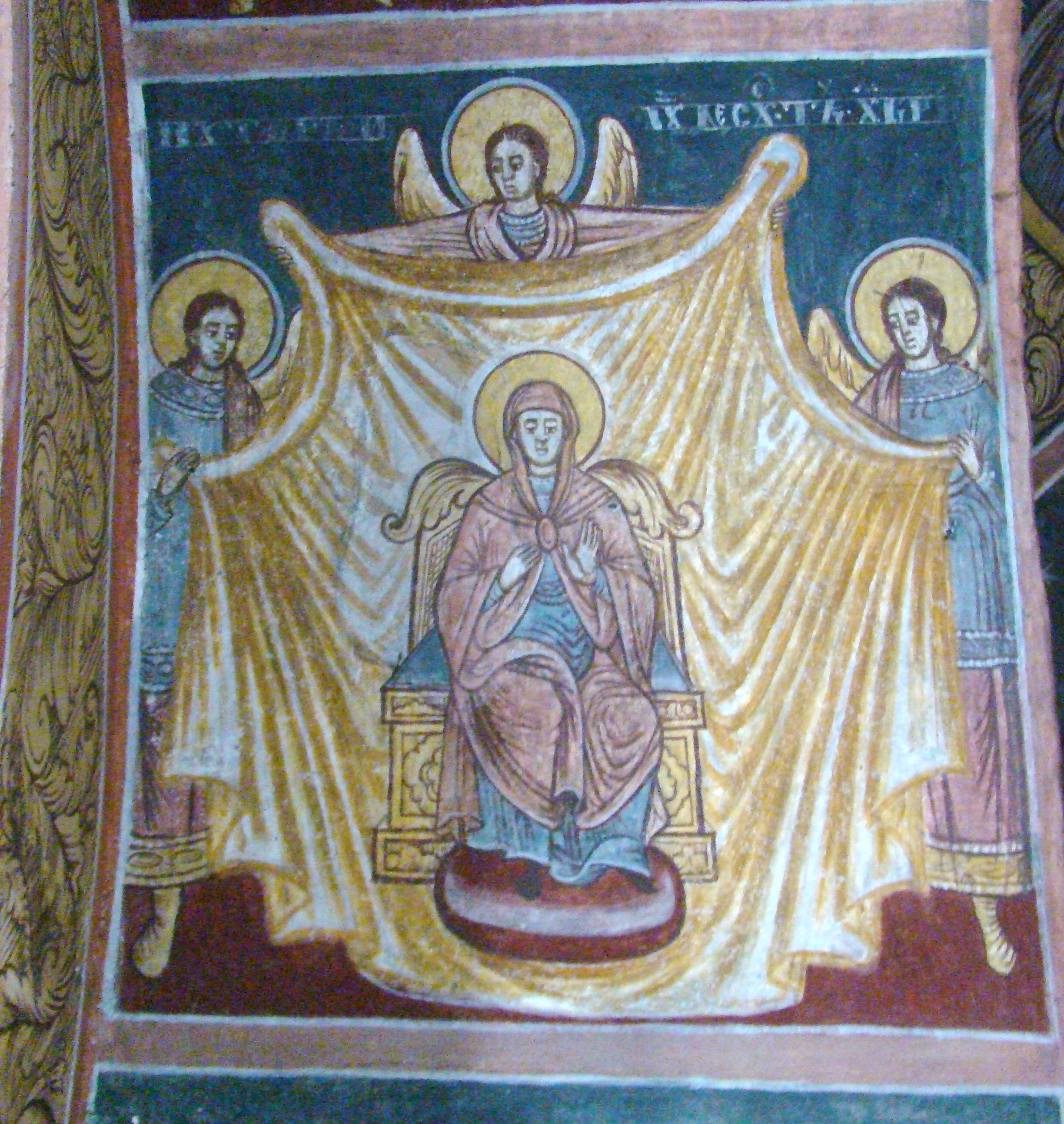
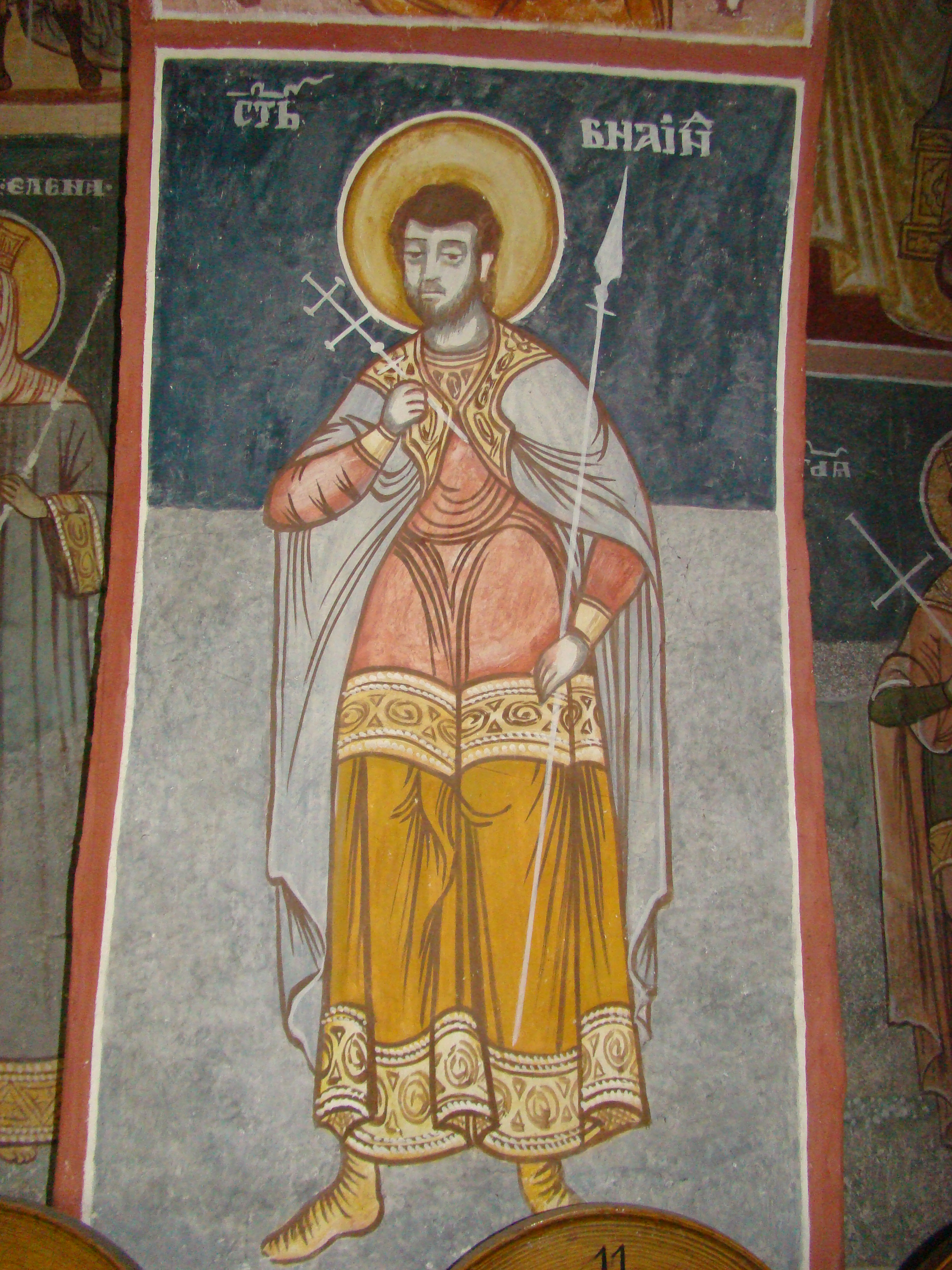
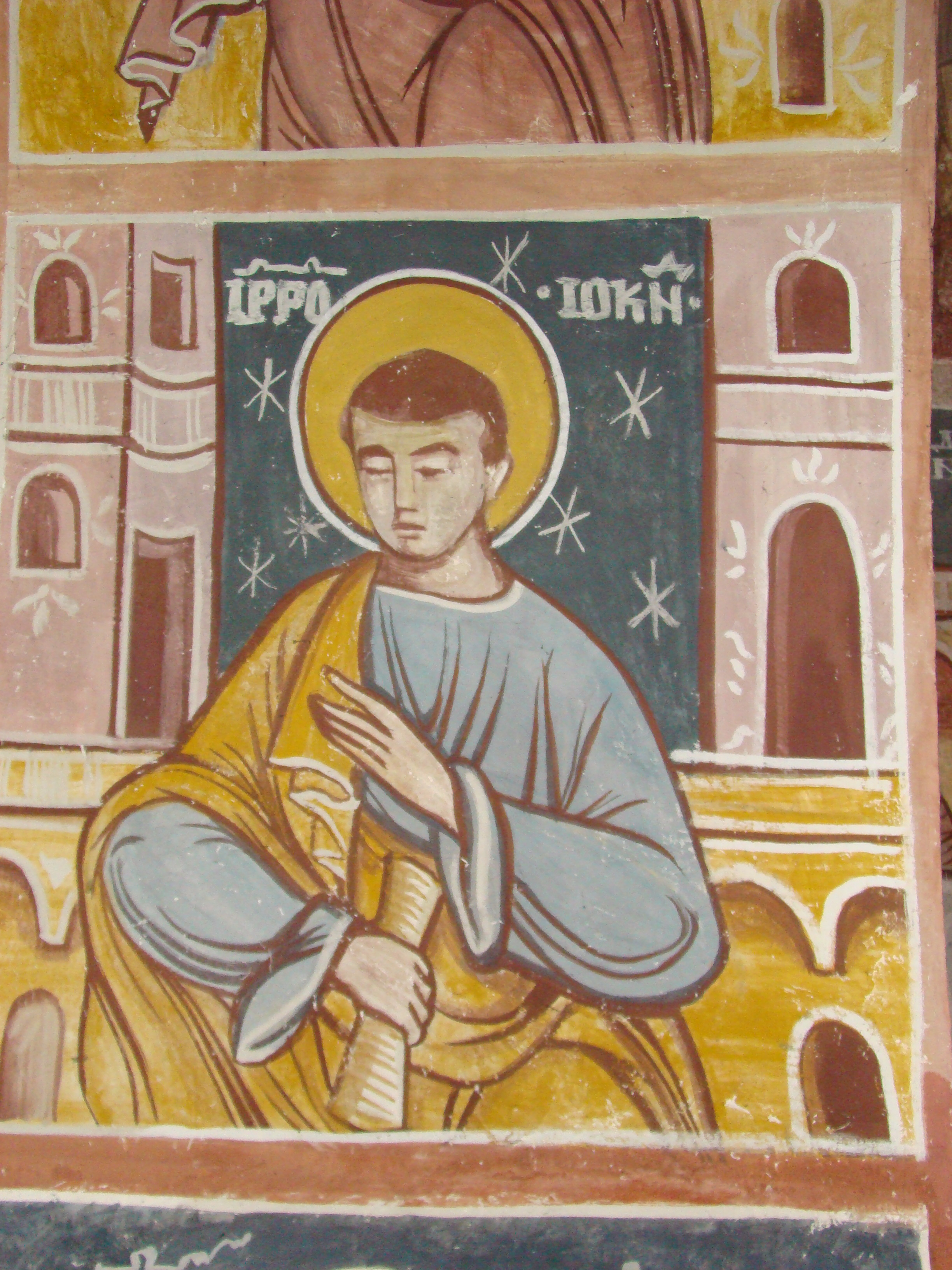
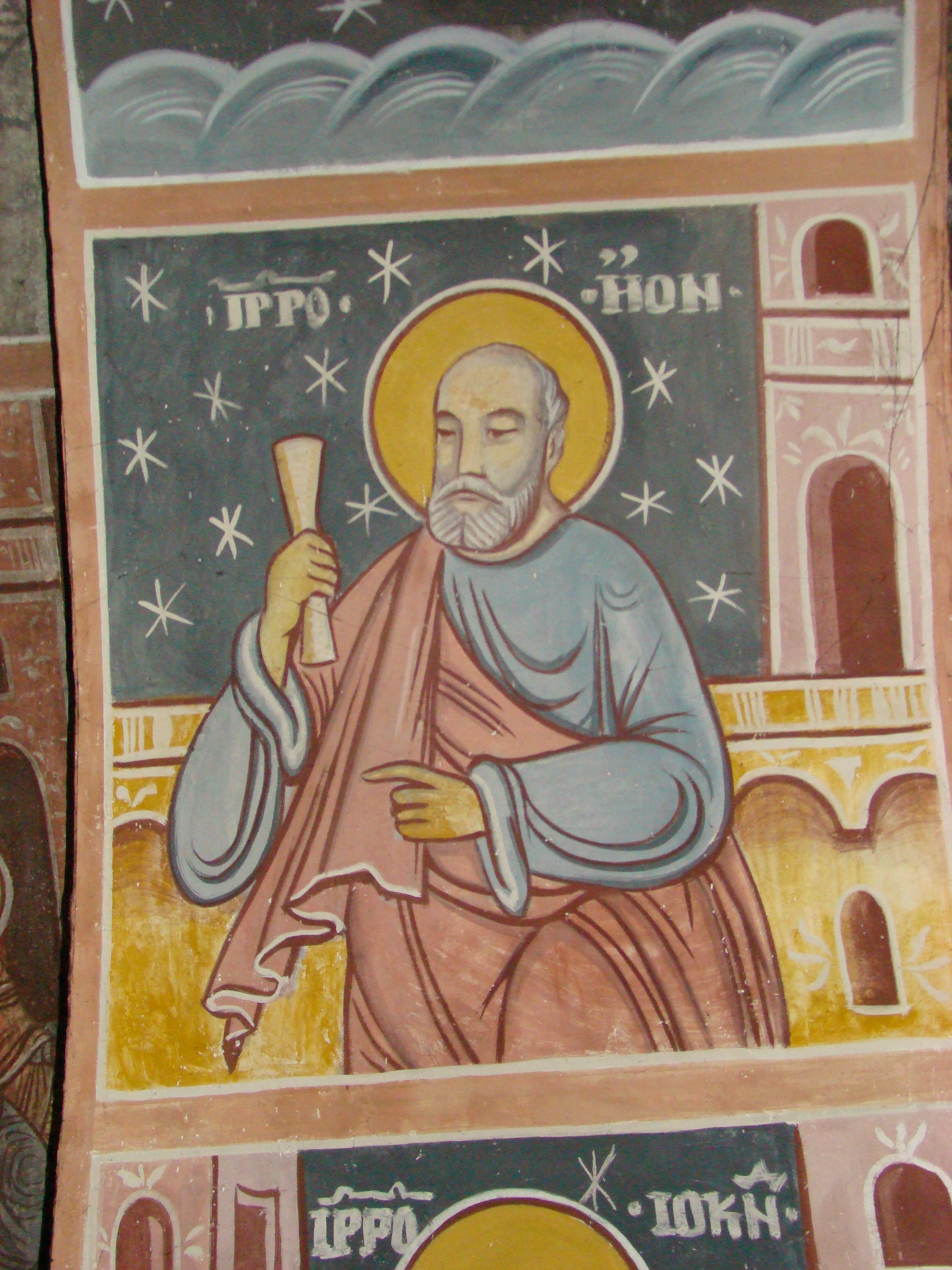
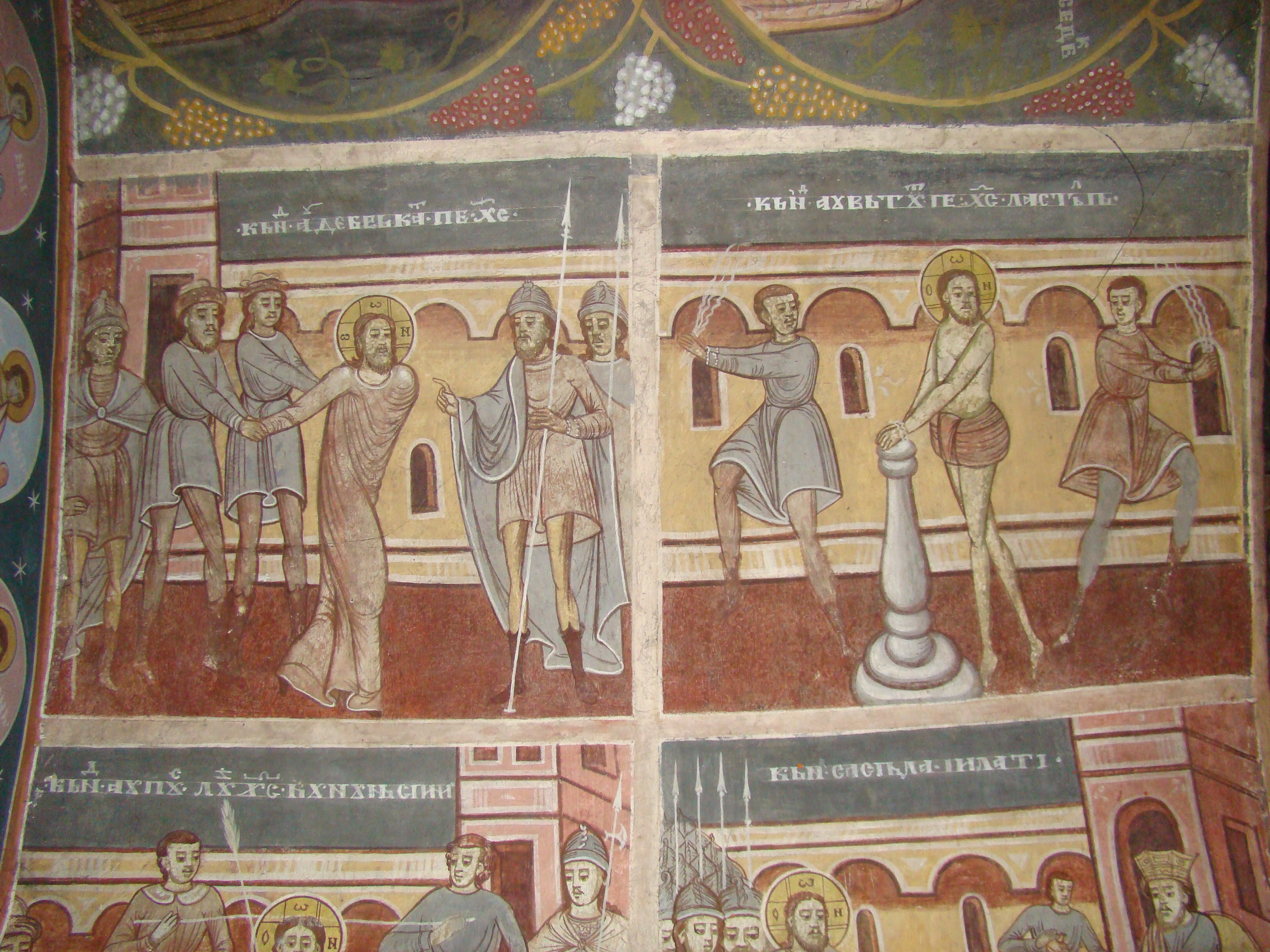
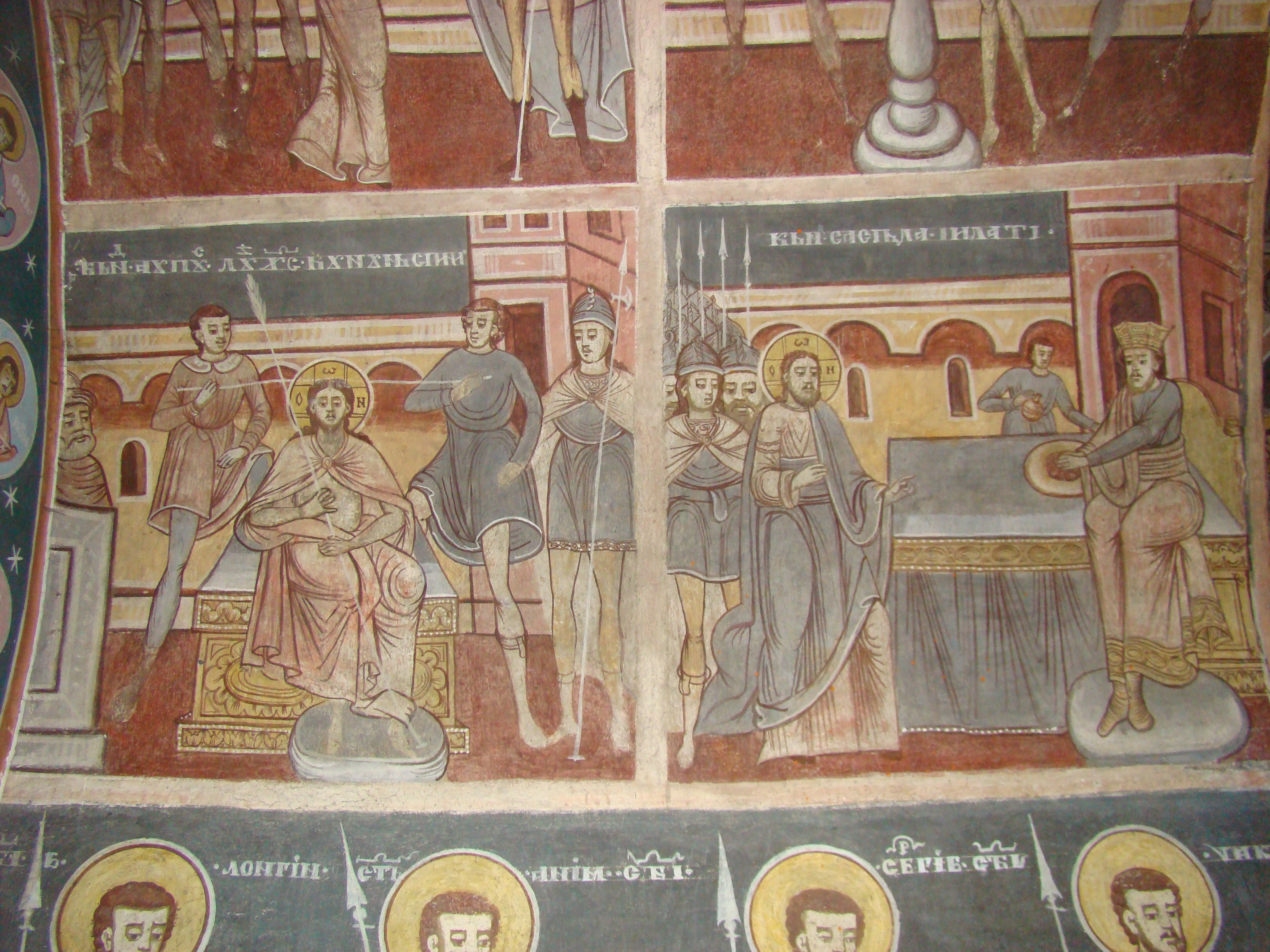
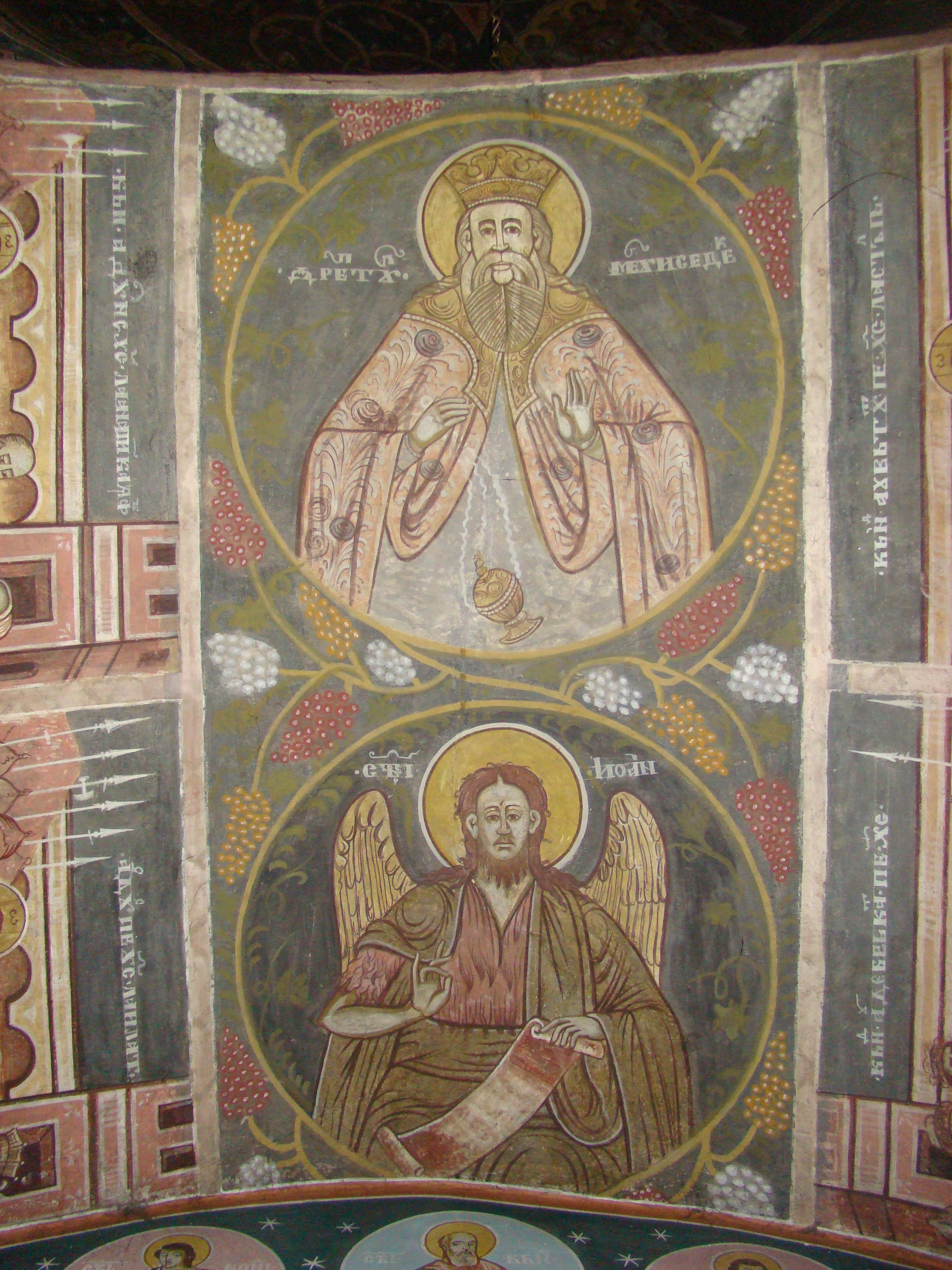
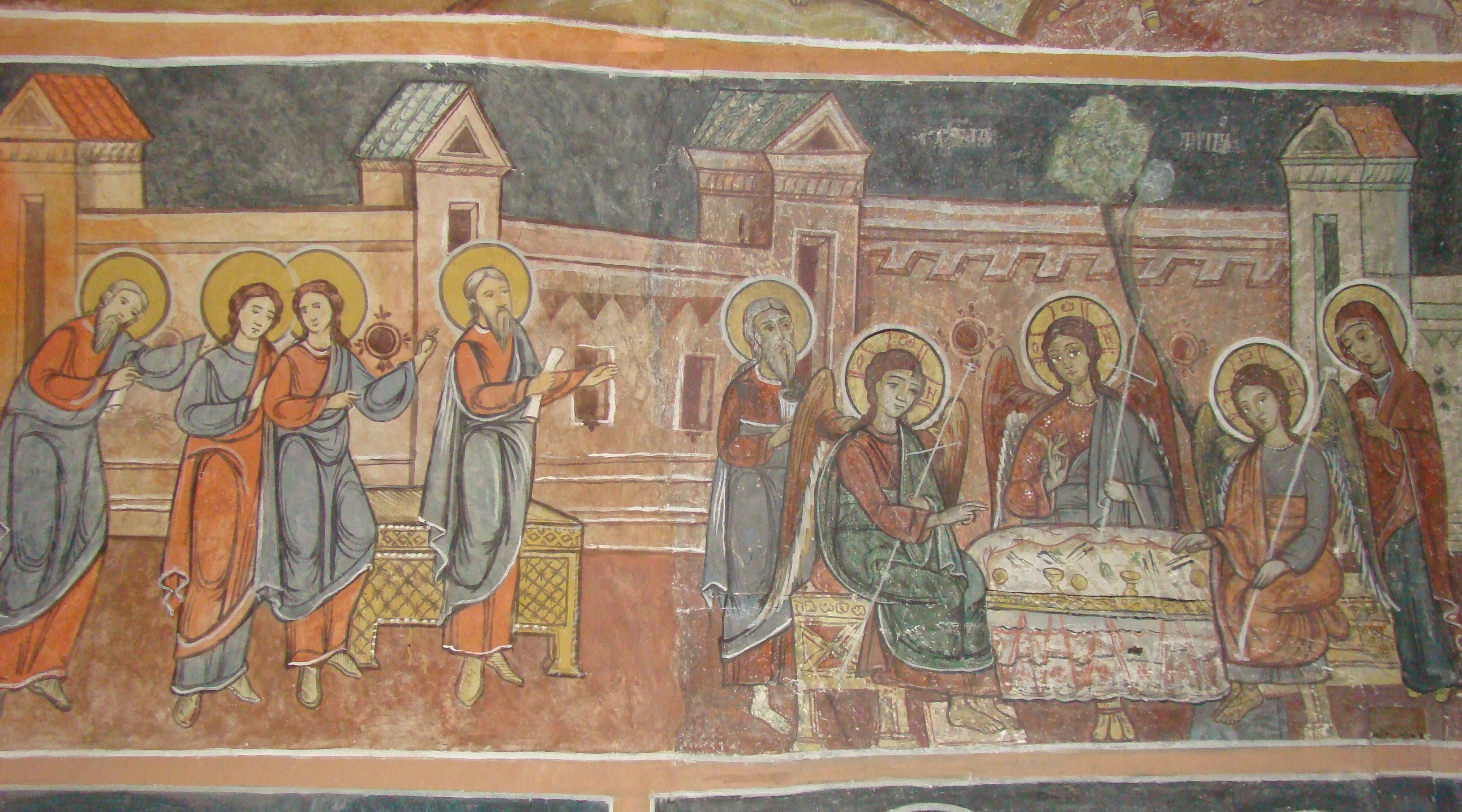
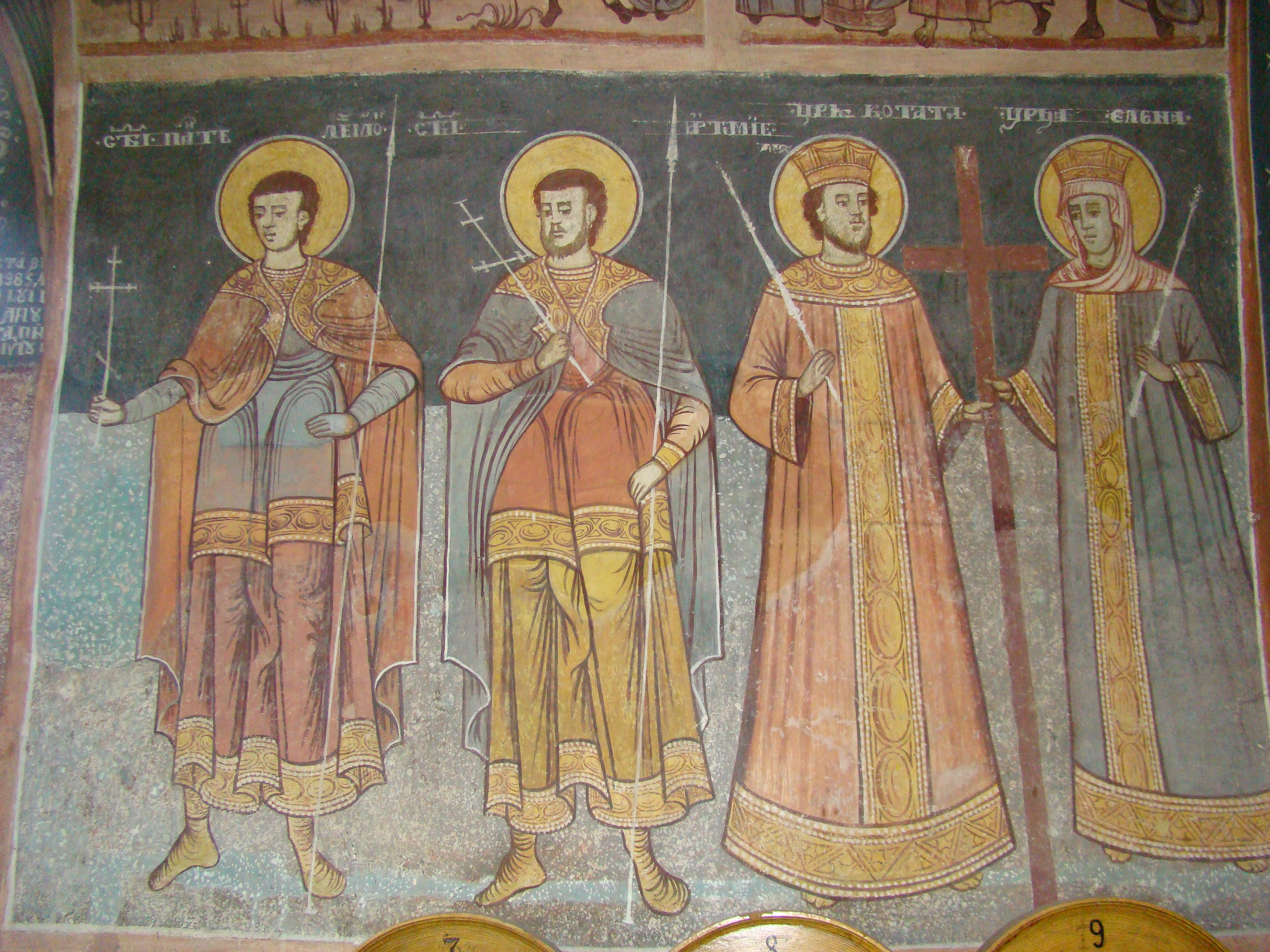
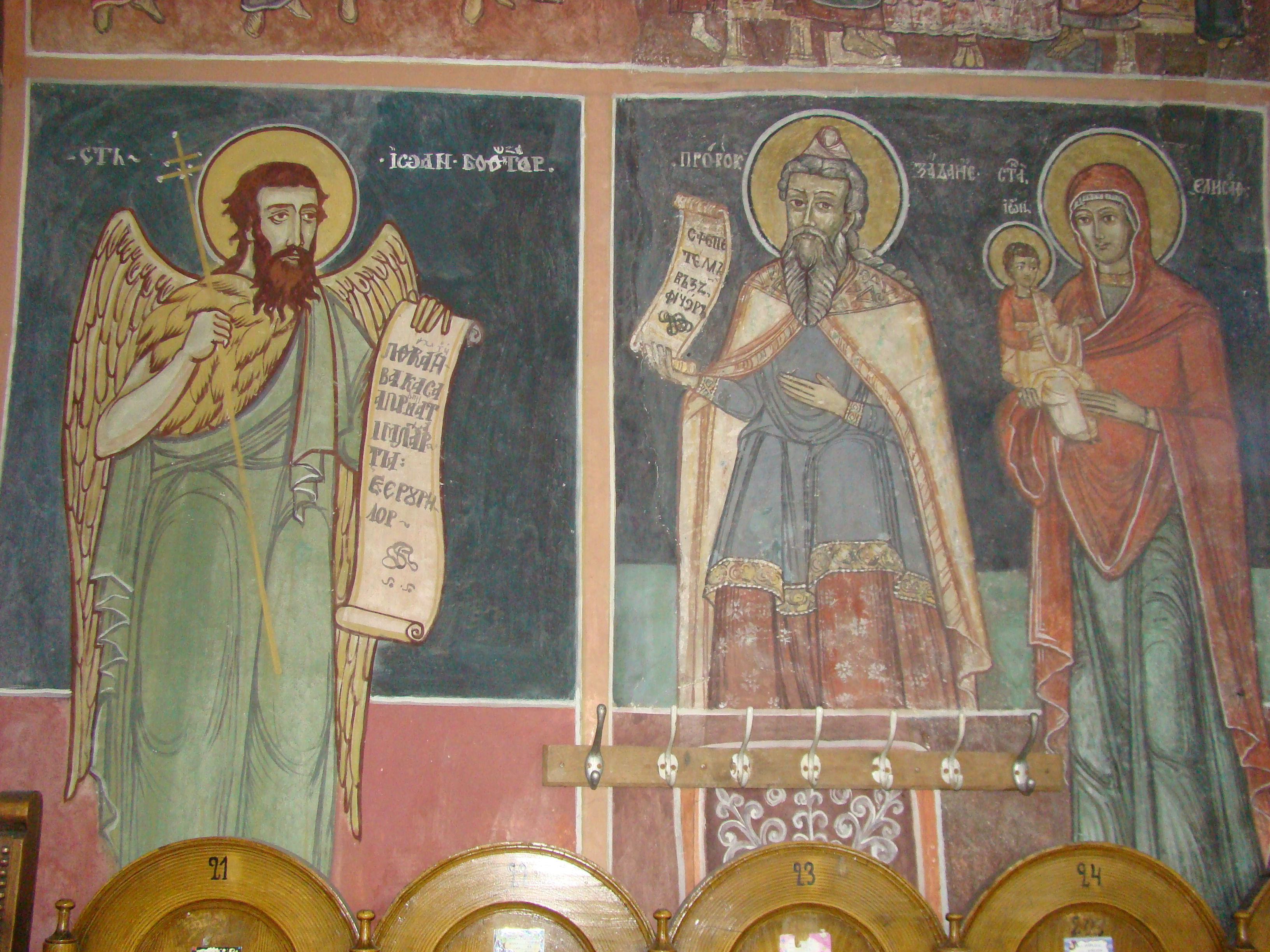
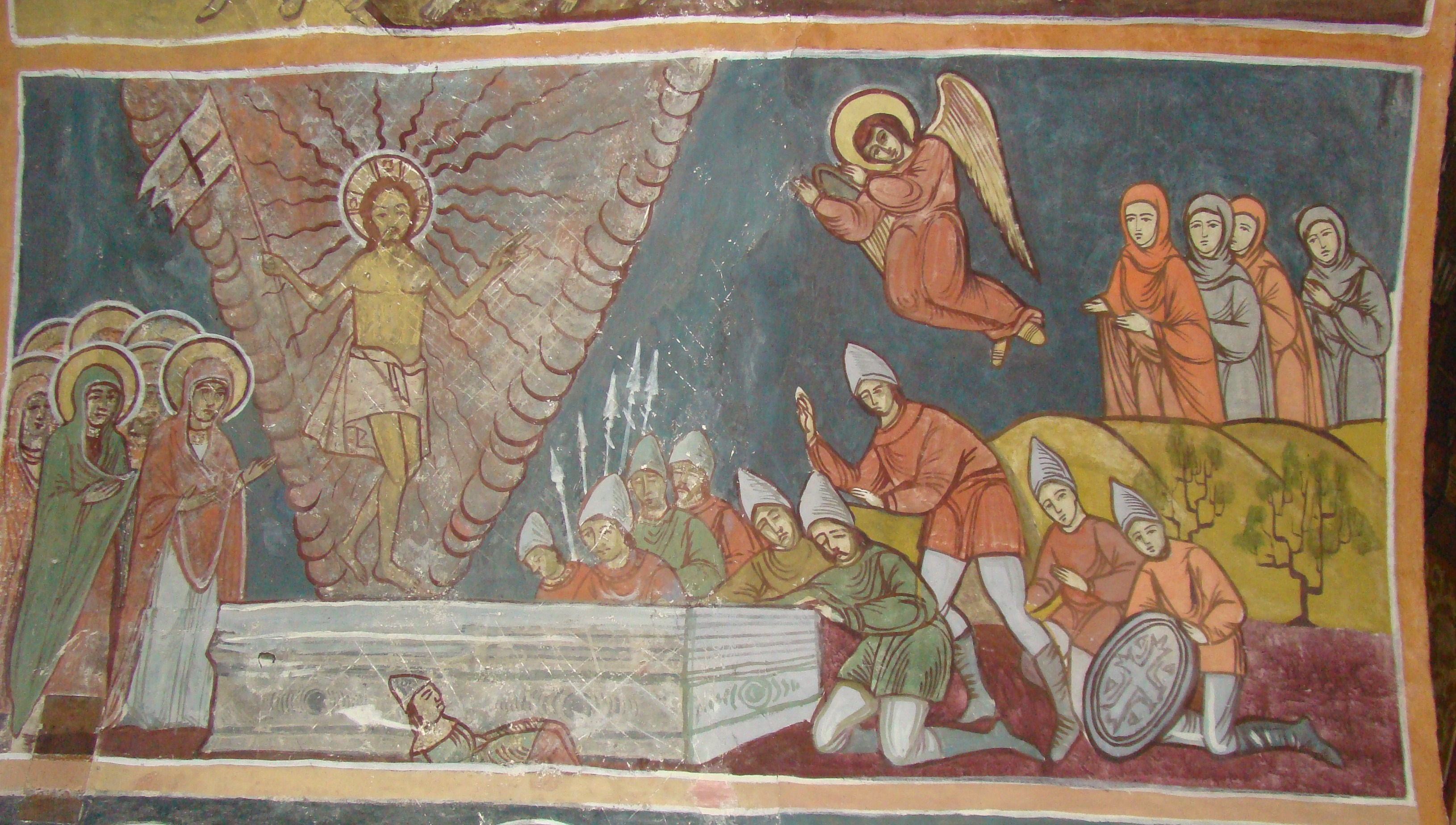
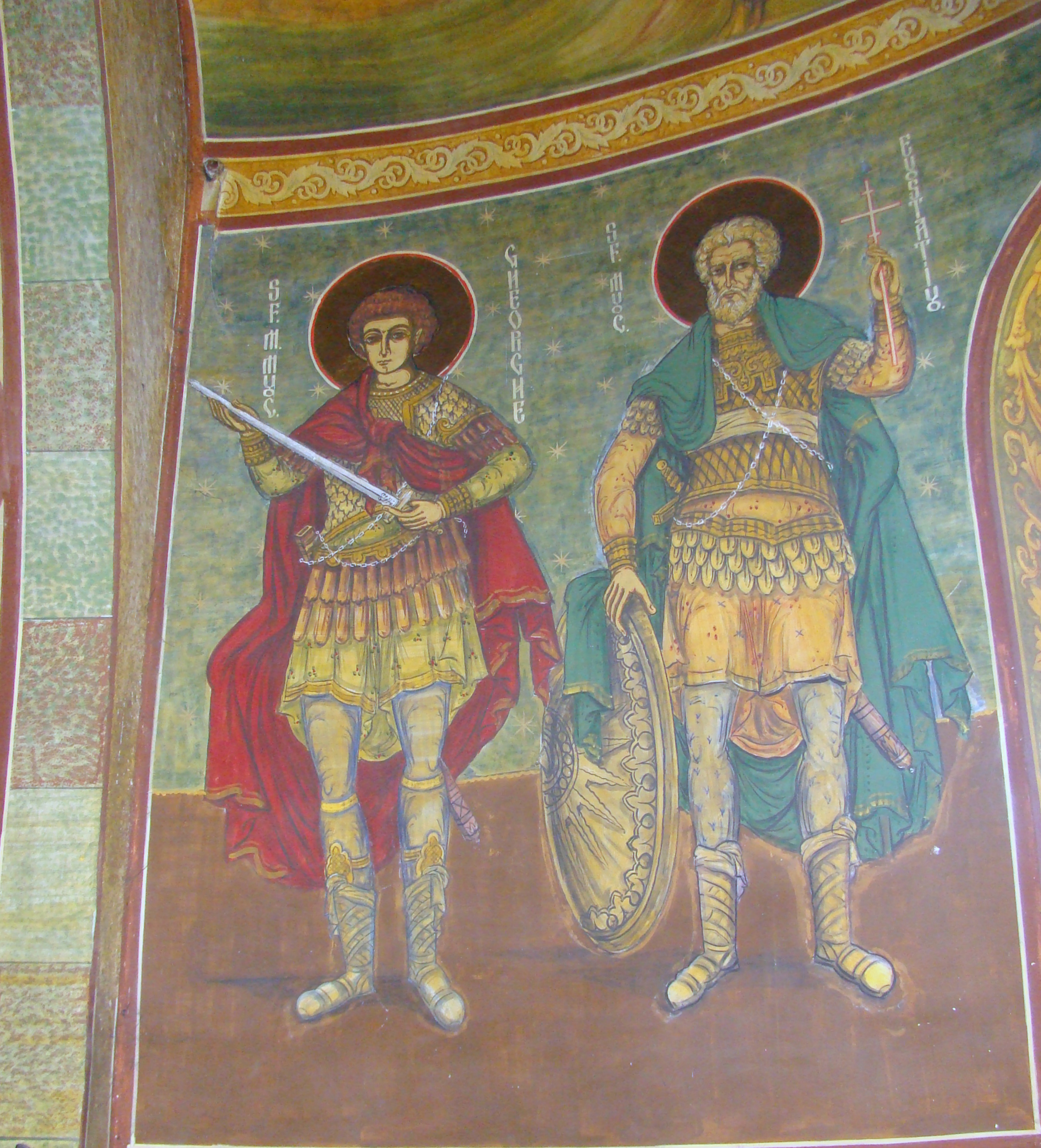
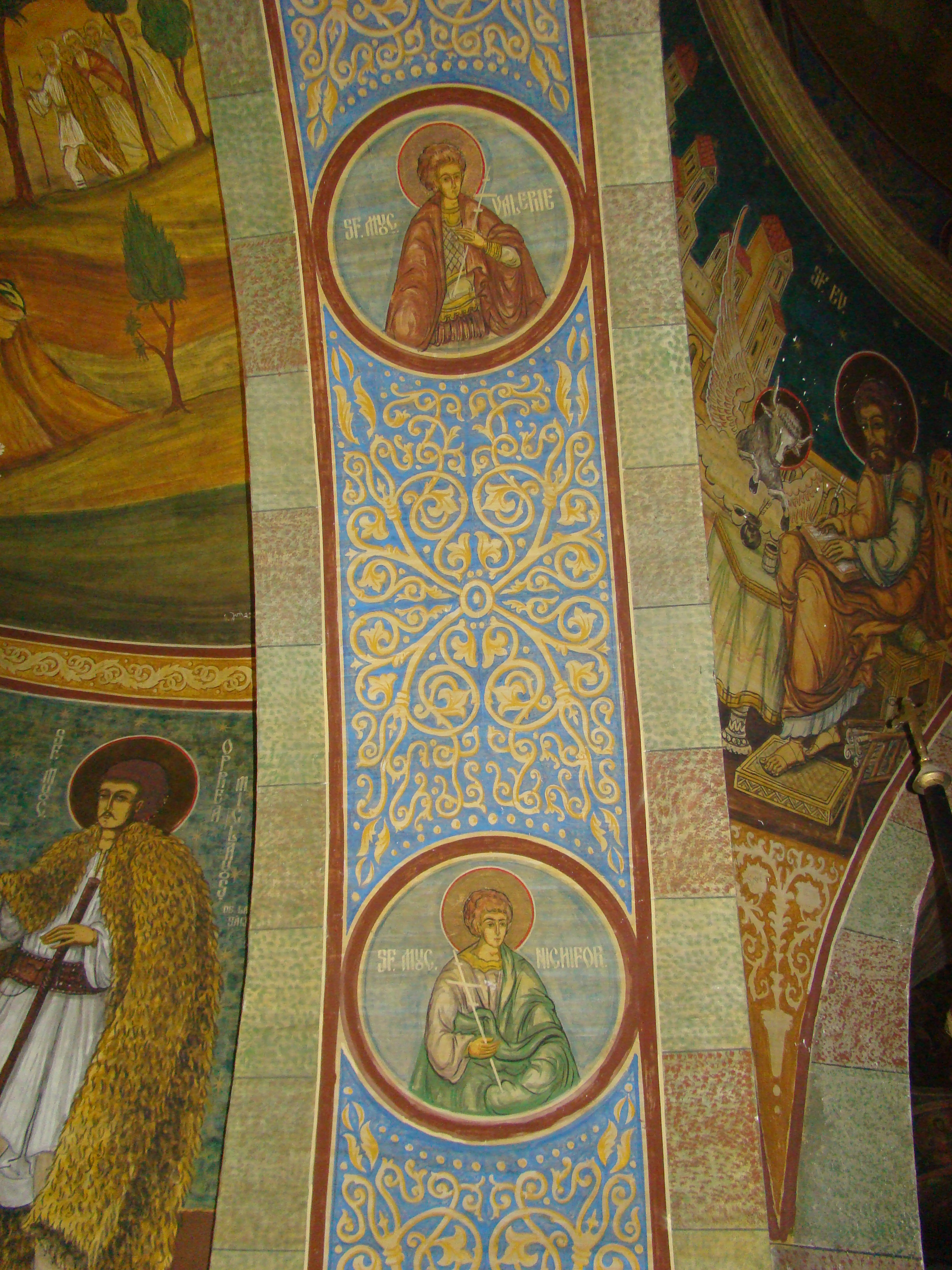
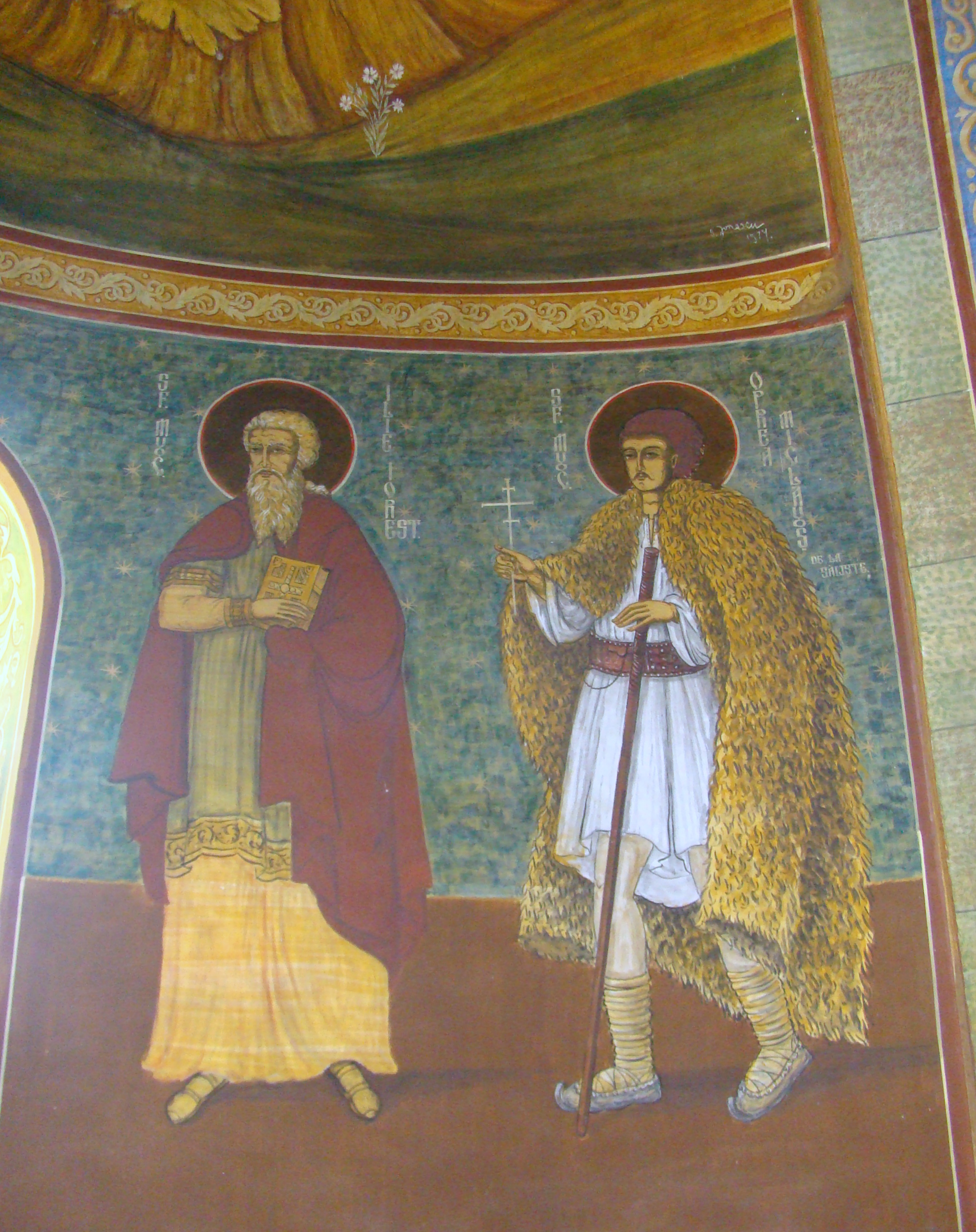
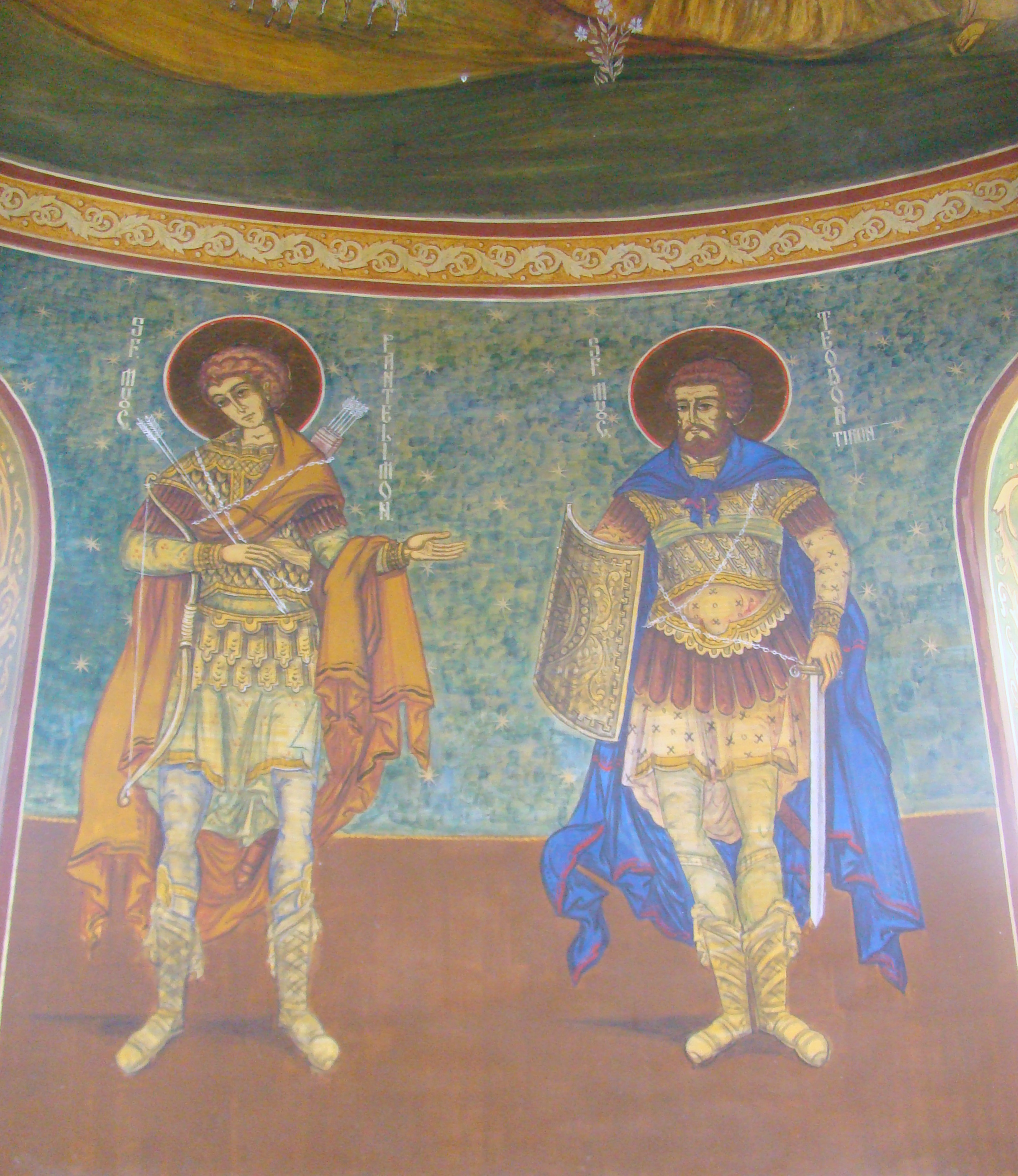
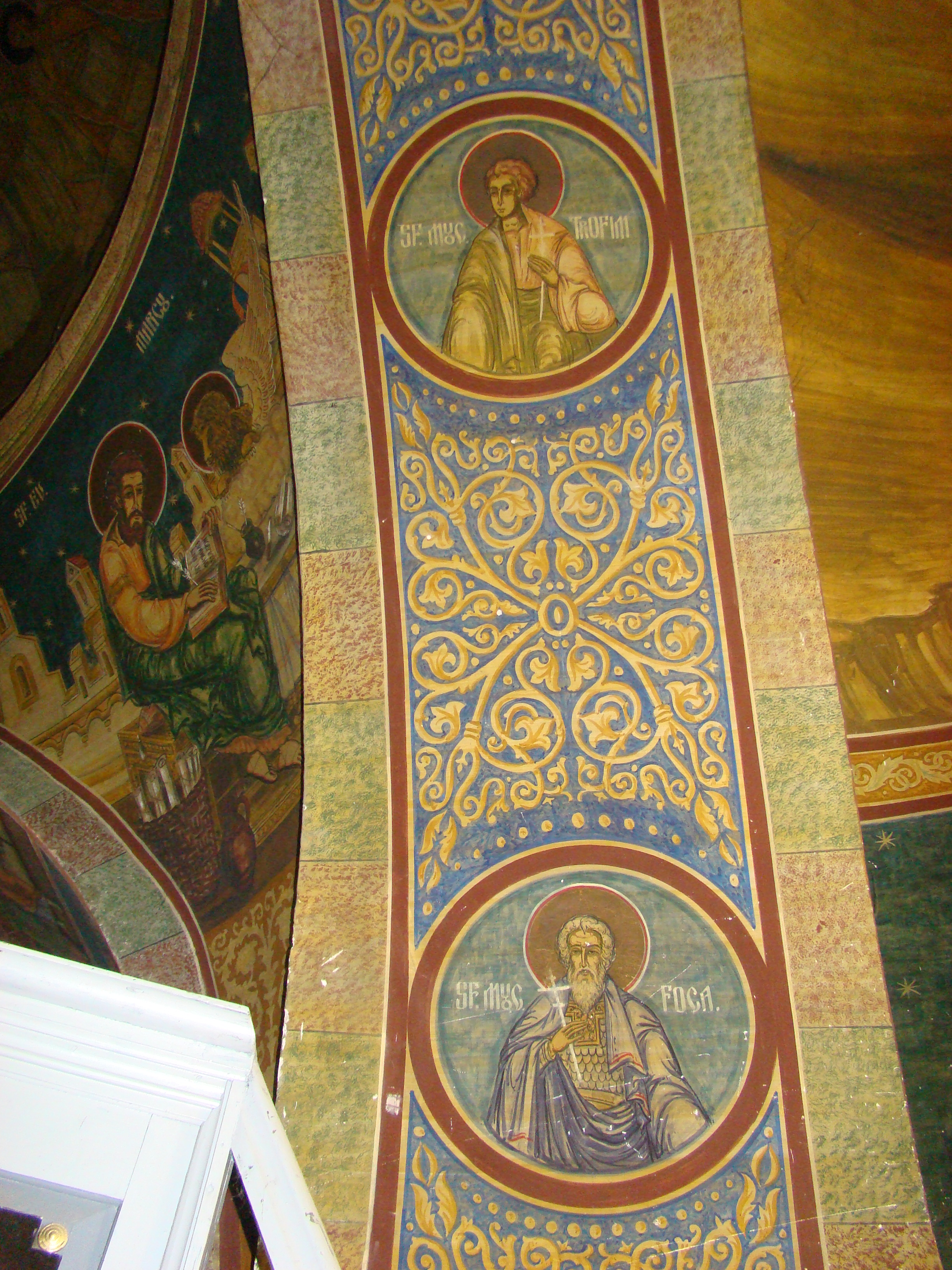
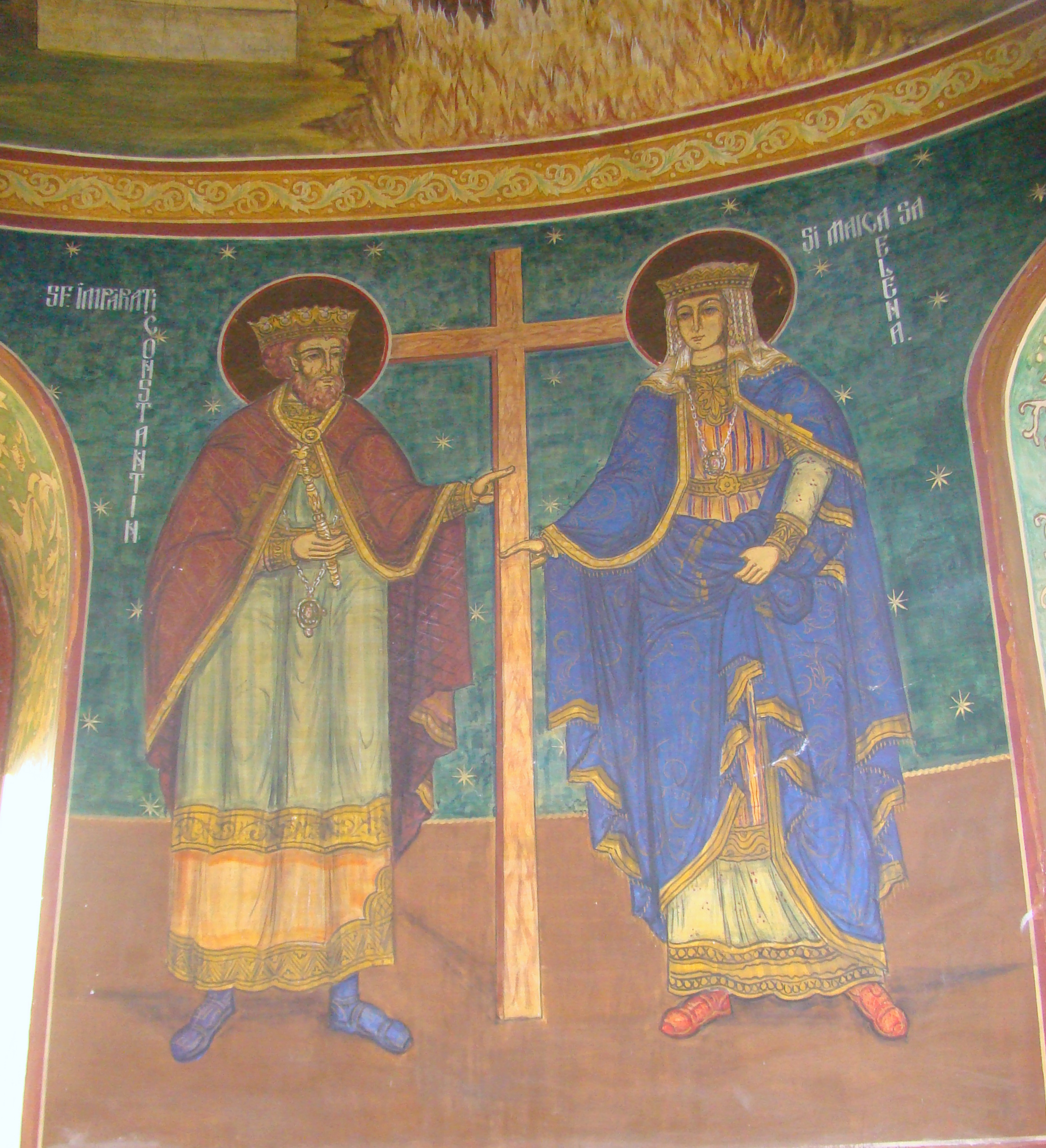
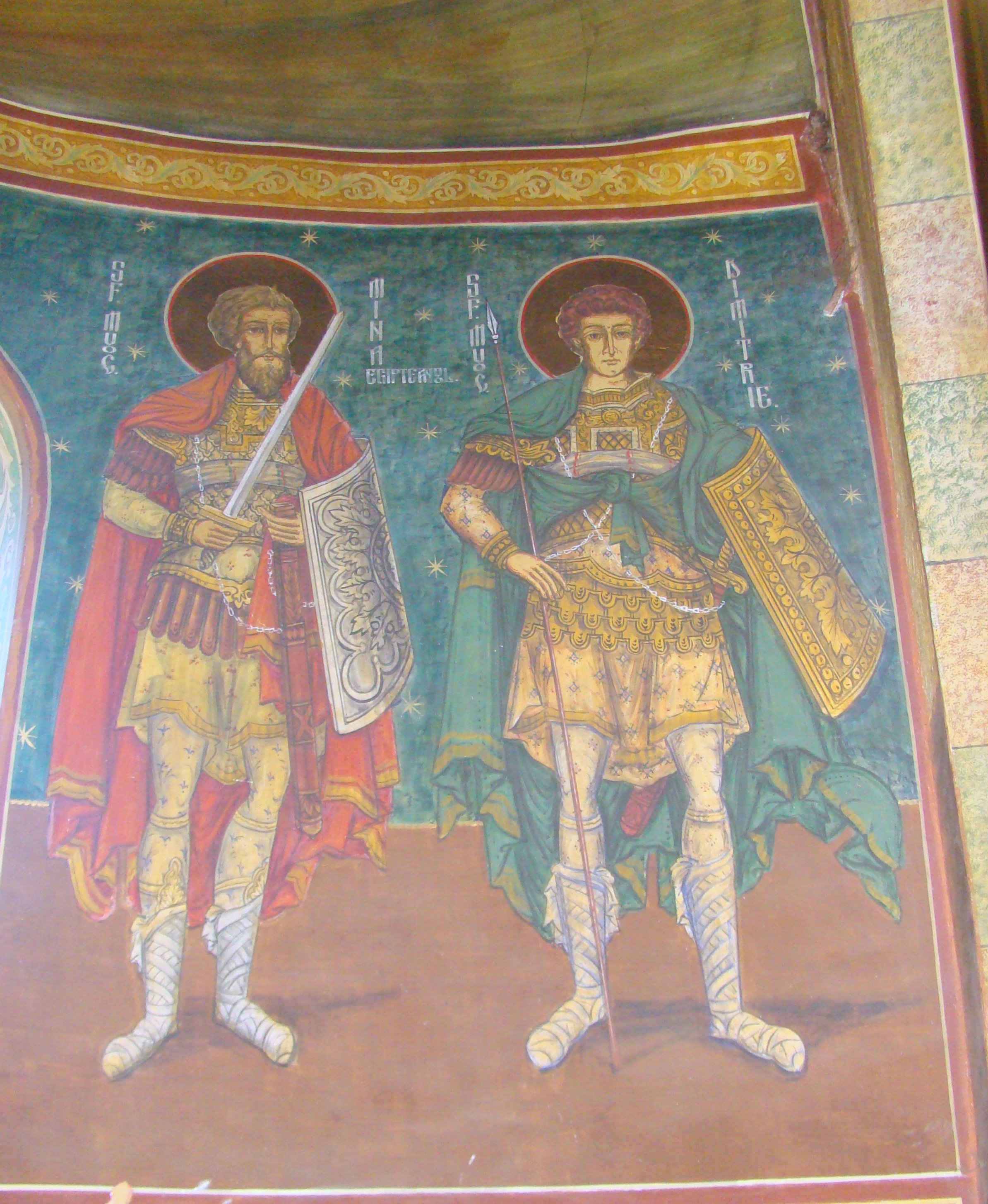
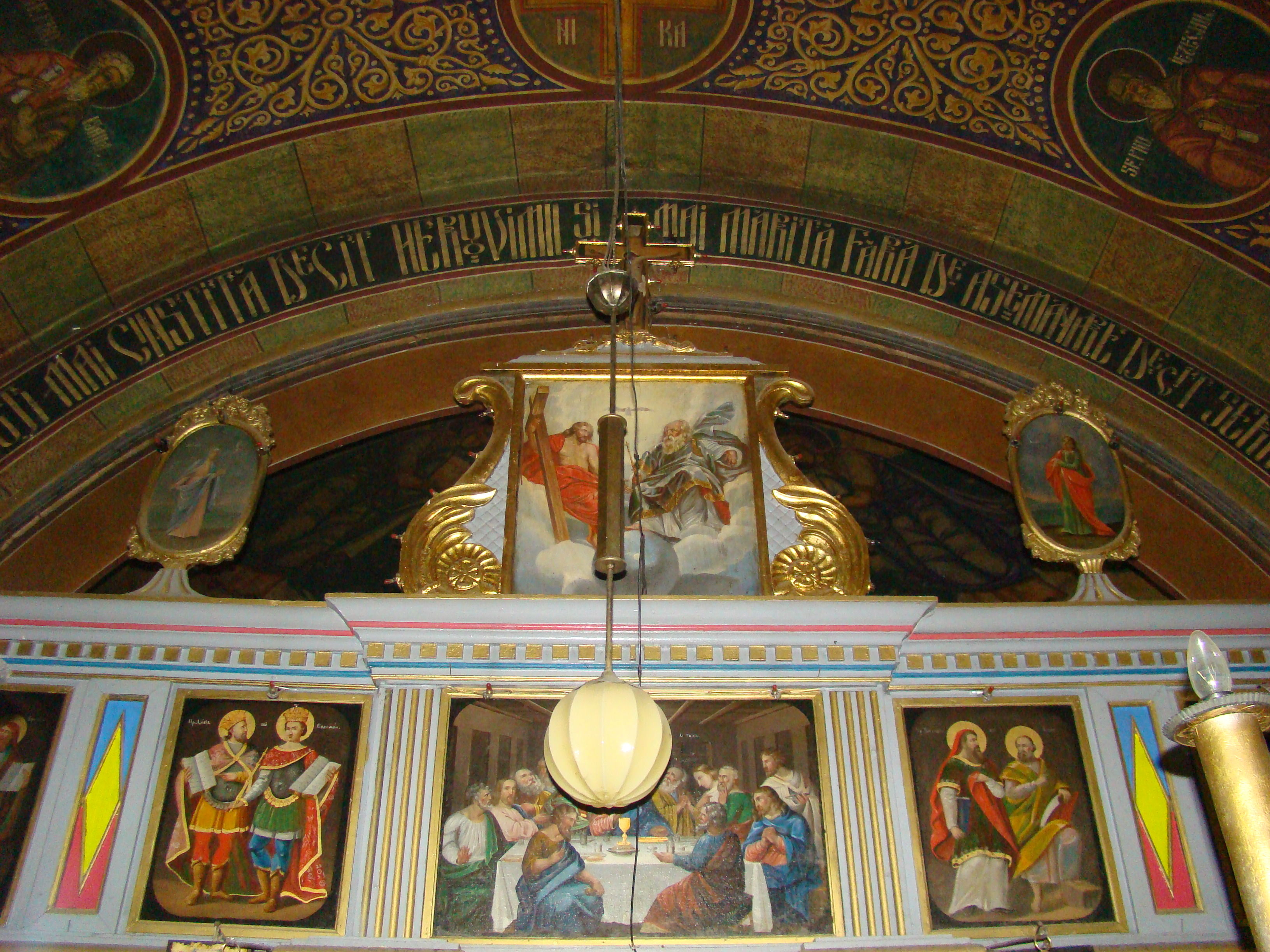
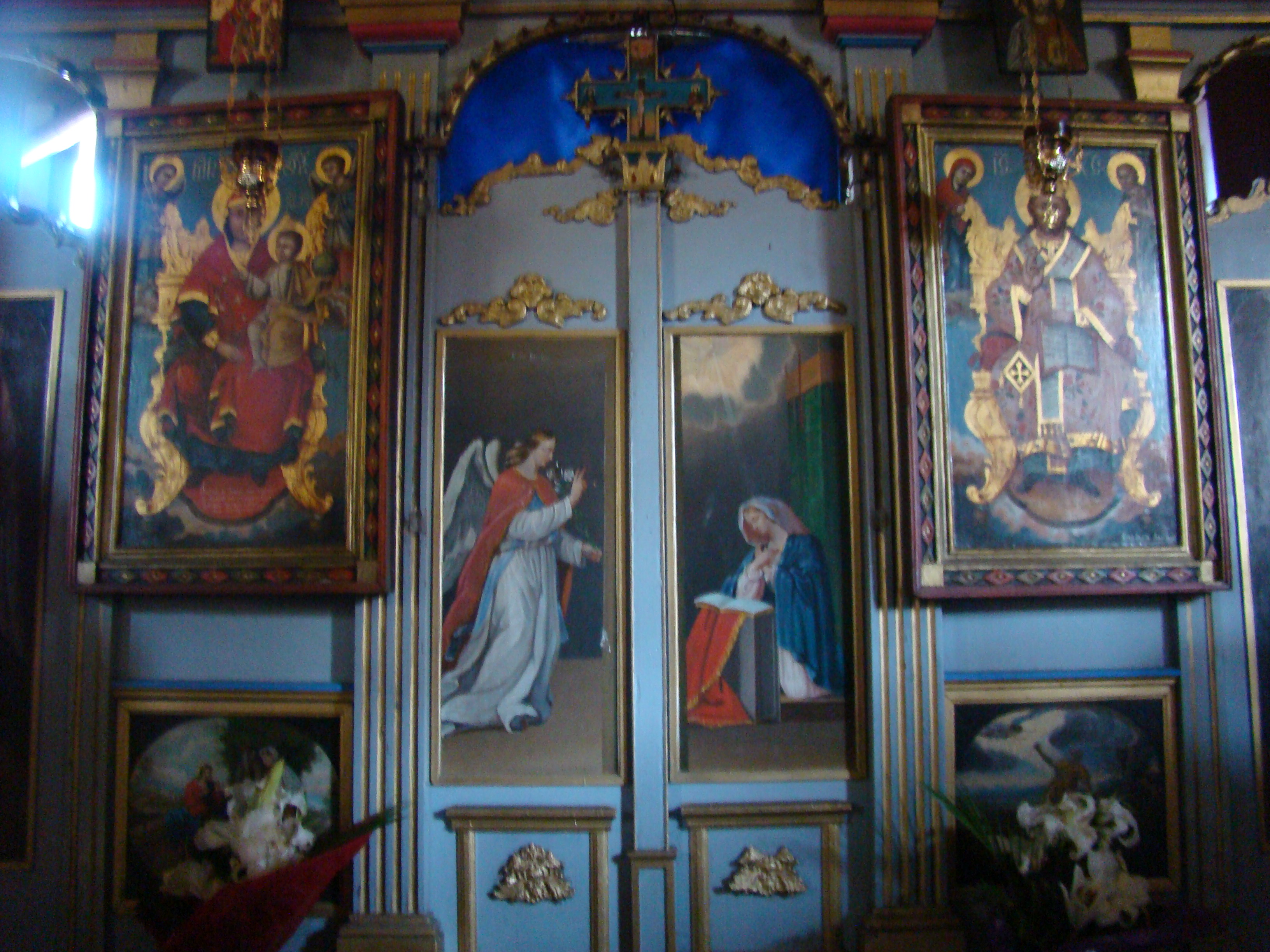
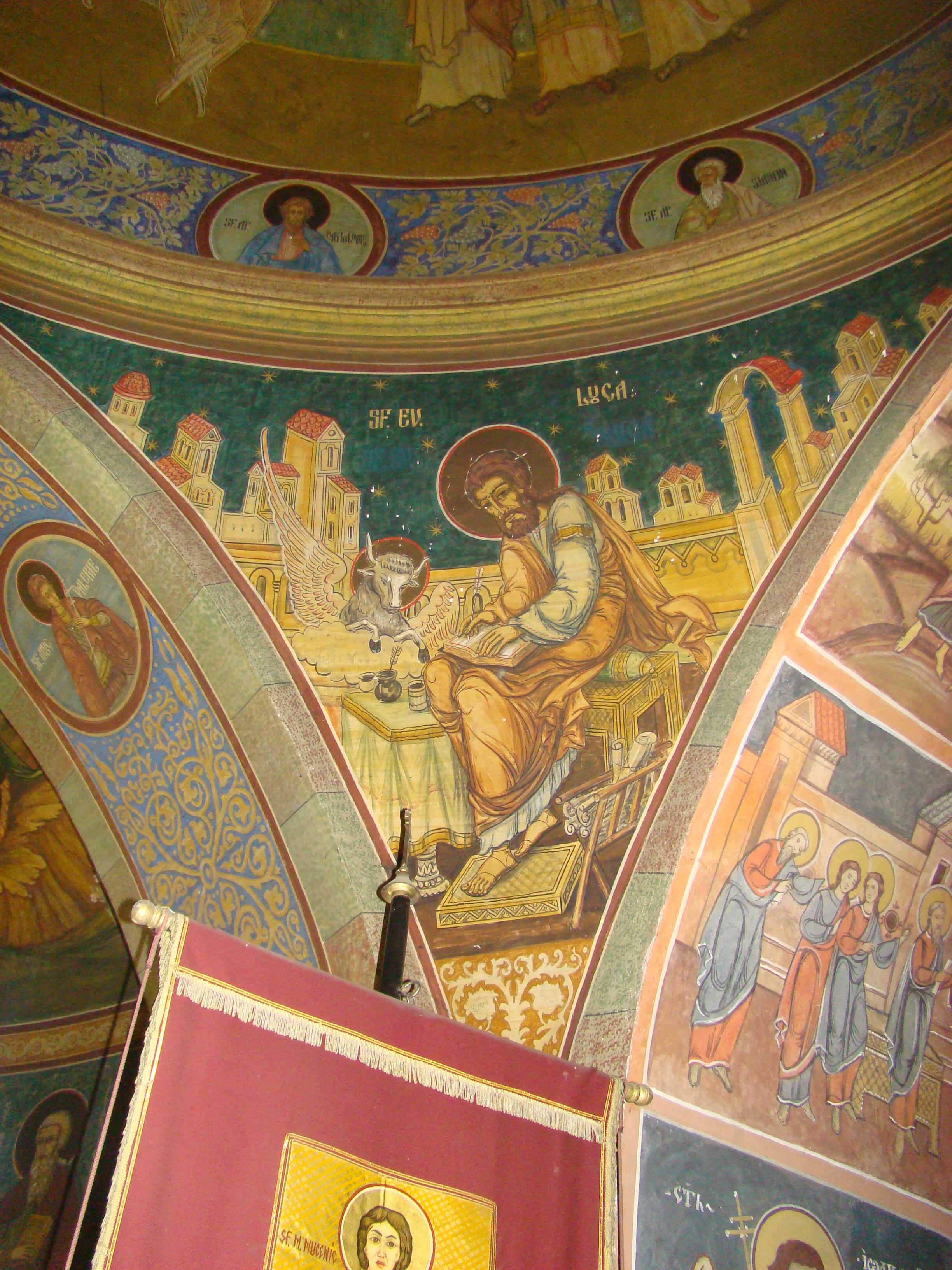
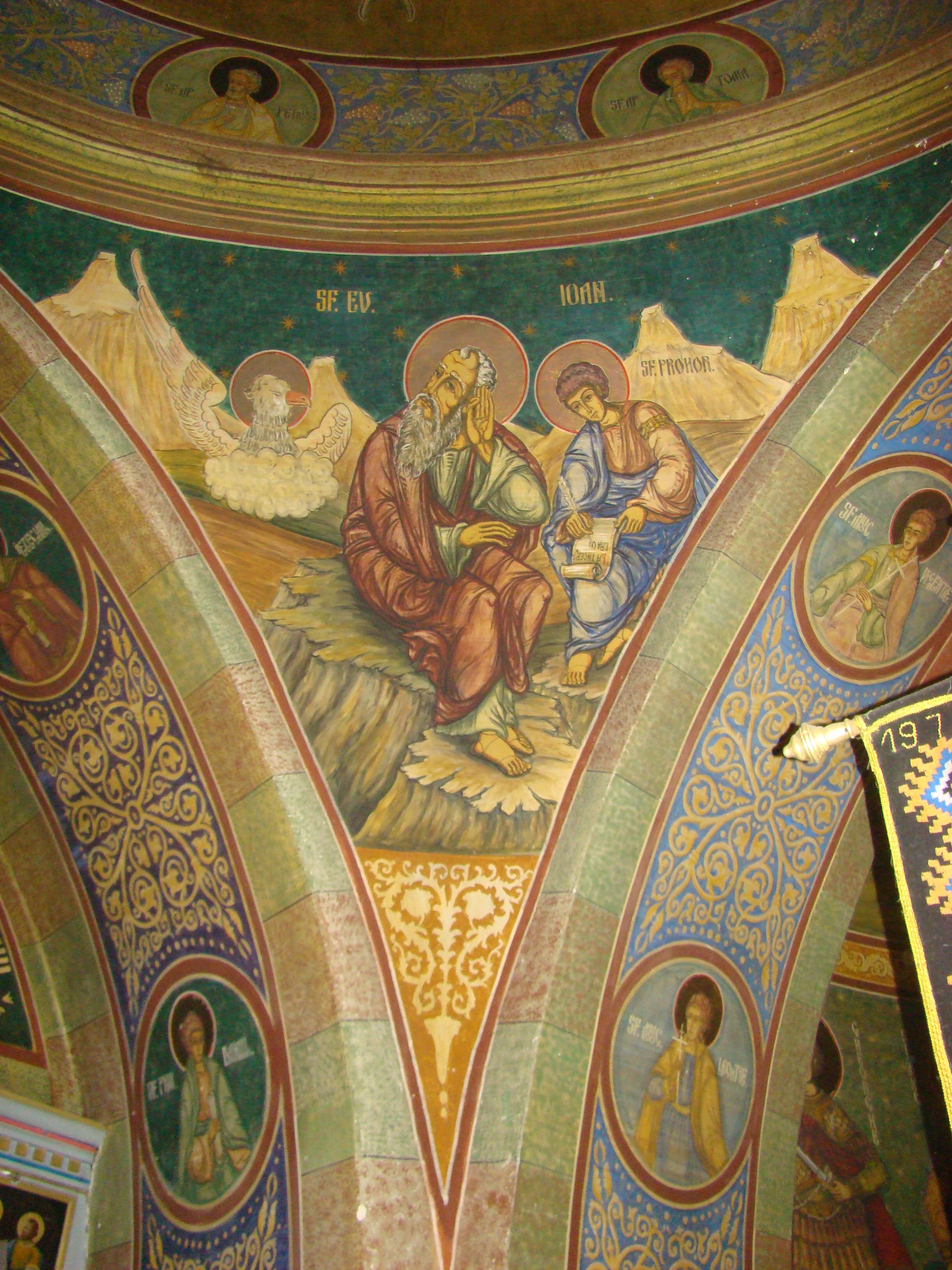
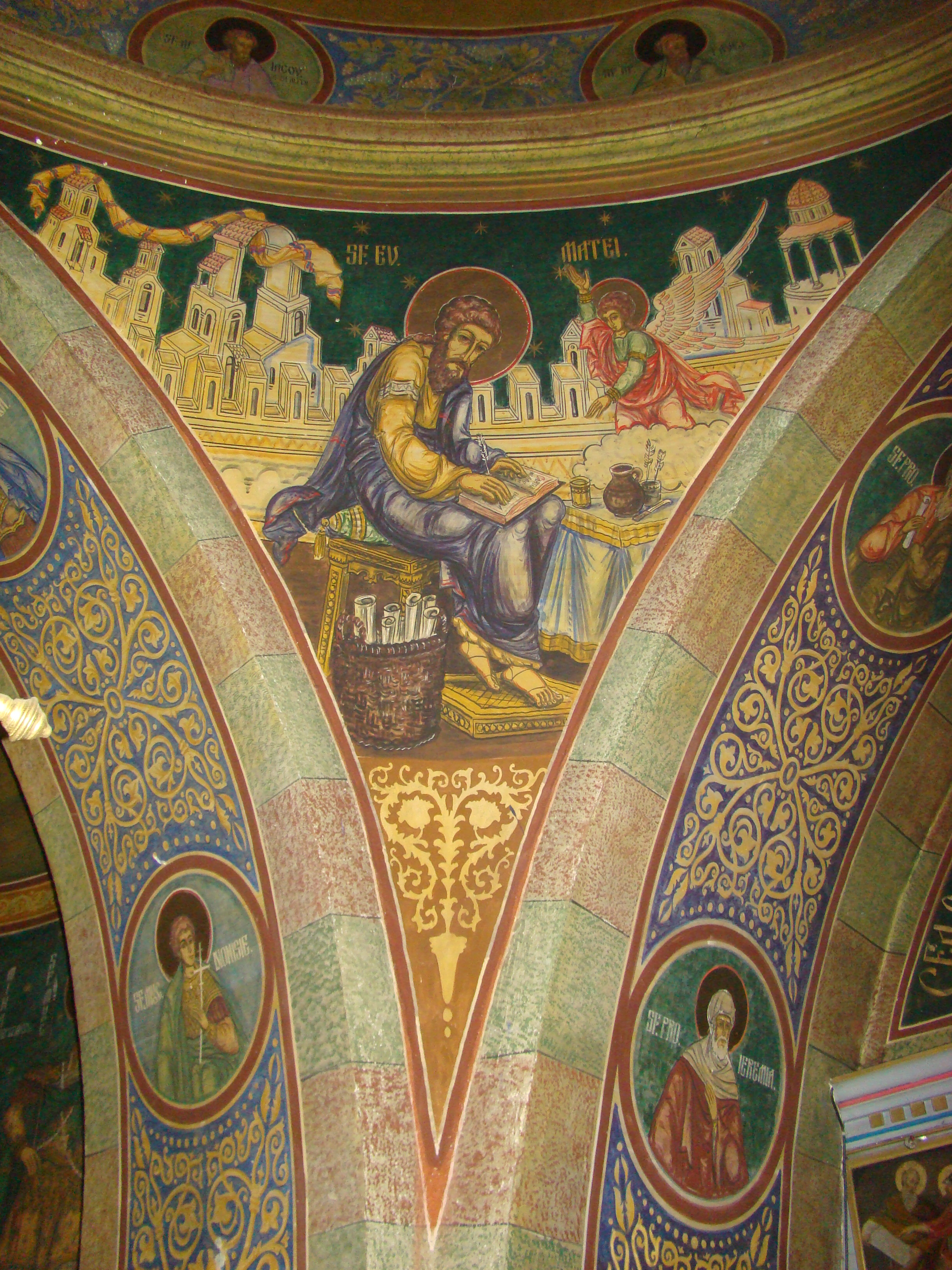
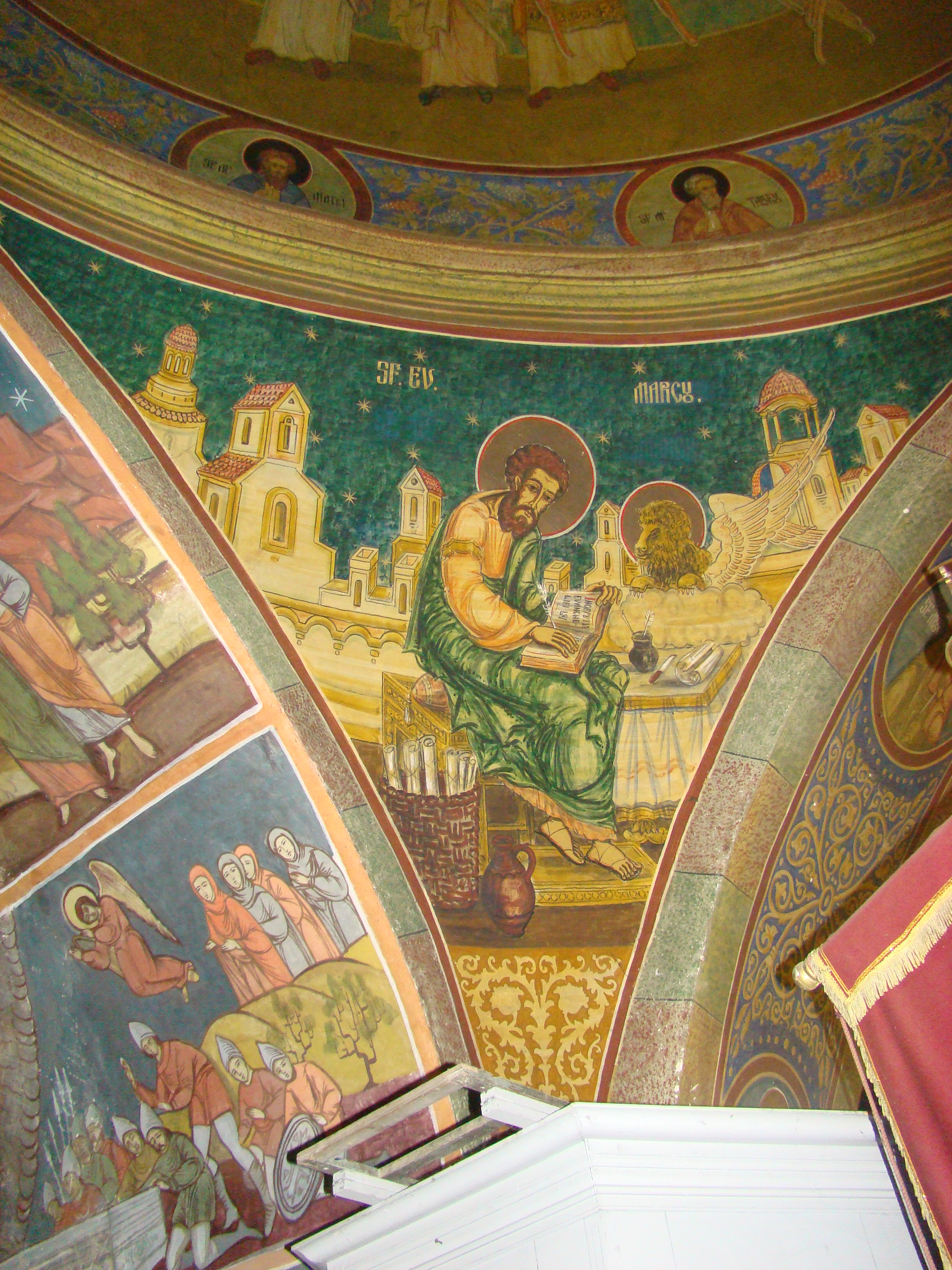